# Ródano
El Ródano (en francés: Rhône; en occitano: Ròse; en francoprovenzal, Rôno; en alemán dialectal, Rotten)
es uno de los grandes ríos de Europa Central, el más importante de la vertiente mediterránea, que discurre por Suiza y Francia. Con una longitud de 812 km —290 km en Suiza y 522 km en Francia— es el 2.º río europeo de la vertiente mediterránea, el 3.º de Francia y el 40.º de Europa. Drena una amplia cuenca de 97 800 km², la mayoría en Francia.
El Ródano nace a una altitud de 2209 m en el glaciar del Ródano, en los Alpes Lepontinos suizos, en el extremo oriental del Valais. En su curso alto discurre por un valle glaciar entre los Alpes berneses, al norte, y los Alpes peninos, al sur, hasta desaguar en el lago Lemán. Atraviesa el lago y entra en Francia, dando comienzo su curso medio, que corre en dirección general oeste por las estribaciones occidentales de los Alpes, hacia Lyon, la ciudad más grande a lo largo de su curso, donde recibe al Saona, su afluente más largo. Luego fluye hacia el sur, entre los Alpes y el Macizo Central. A la altura de Arlés, el río se divide en dos grandes brazos: el Gran Ródano hacia el este y el Pequeño Ródano al oeste, entre los cuales se forma el extenso delta de la Camarga, antes de desembocar en el mar Mediterráneo en el golfo de León (del francés: Golfe du Lion).
En Suiza, el río fluye por tres cantones y en Francia, irriga 3 regiones y 21 departamentos. En su curso se encuentran muchas ciudades: en Suiza, Sierre (16 332 hab.), Sion (32 797 hab.), Martigny (17 215 hab.) y Ginebra (191 557 hab.); y en Francia, Lyon (496 343 hab.), Vienne (29 077 hab.), Valence (62 481 hab.), Aviñón (89 380 hab.), Tarascón (13 540 hab.), Beaucaire (15 860 hab.), Arlés (52 439 hab.) y Port-Saint-Louis-du-Rhône (8579 hab.), la última en su desembocadura. Algunas de estas ciudades francesas —Vienne, Valence, Arlés y Beaucaire— son villas de Arte e Historia con importante patrimonio histórico-artístico.
Es un río muy caudaloso debido a que recibe las aguas de los Alpes, por su margen izquierda, y las del Macizo Central francés y de los Vosgos, a través del Saona, por la derecha. Su caudal medio anual, medido en Beaucaire, es de 1700 m³/s, que alcanzó el máximo el 4 de diciembre de 2003 con 11 500 m³/s —se considera una crecida cuando supera los 5000 m³/s— de los que se extraen para consumo humano un total anual de 2200 hm³. Las inundaciones más fuertes han sido las de 1840, 1856 y 2003 con 13 000 m³/s. El Ródano es el río más caudaloso de Francia y el segundo de los ríos que desembocan en el Mediterráneo, después del Nilo (sin considerar los que desaguan en el mar Negro, como el Danubio y el Don).
El río en su curso francés ha sido totalmente acondicionado, tanto para la producción de energía eléctrica como para evitar inundaciones en épocas de crecidas, lo que ha permitido una navegación segura en gran parte de su curso, con importantes puertos fluviales —Lyon, Valence y Aviñón— e incluso un servicio de cruceros desde Arlés hasta la ciudad de Lyon. La navegación se completa con una nutrida red de canales que enlazan con las cuencas del Rin (canal del Ródano al Rin), Sena, Loira y Garona. El valle del Ródano produce un cuarto de la electricidad francesa —a lo largo del río se encuentran 7 centrales nucleares— y el propio Ródano produce el 20 % de toda la energía hidroeléctrica del país.
Sus principales afluentes llegan todos en el tramo francés: por la ribera derecha (oeste), procedentes del Macizo Central y las montañas Cévennes, Ain (190 km), Saona (480 km), Eyrieux (81 km), Ardèche (120 km), Cèze (128 km) y Gardon (127,3 km); y por la izquierda, llegando de los Alpes, río Arve (102 km), Isère (290 km), Drôme (110 km), Ouvèze (123 km) y Durance (323,8 km).
A veces el Ródano se identifica con el Eridanus, un dios del río de la mitología griega, hijo de Océano y Tetis.

## Etimología
El origen y el significado del nombre de este río son objeto de debate. Según la hipótesis céltica, Rhodanus o Rodanus vendría de Rhôdan, que significa «girar vivamente»; pero la forma del nombre parece más griega que céltica, y Plinio el Viejo en su Historia Natural estima que el Ródano lleva su nombre por Rhoda o Rhodanusia, una antigua colonia de Rodas anteriormente construida en una de sus bocas, cerca de Aigues-Mortes.
En su parte meridional el río se llama lou Rose en occitano.

## Historia
El Ródano es el único río que conecta el Mediterráneo con la Europa del Norte, y ya se encuentran rastros de ocupación en el valle y sus riberas desde la prehistoria. En la Antigüedad, se intercambiaban por su valle estaño, cobre o pieles desde el norte a cambio de productos de Oriente y del Mediterráneo (marfil, especias, telas, etc.). Constituyó ya desde los rodenses y fenicios un eje principal de circulación de personas y mercancías y como tal, ayudó a transmitir las influencias culturales griegas hasta las culturas occidentales de Hallstatt y la posterior de La Tène. Muchas tribus celtas vivieron cerca del Ródano, como sedunos, sécuanos, segobriges, allobroges, segusiavos, helvecios, voconcios y Volcas arecómicos.
Elemento estructurante en la organización de los territorios, el Ródano también llevó a los hombres a trabajar duro para domarlo y especialmente para atravesarlo. El Ródano se consolidó como vía de comunicación importante en los tiempos de los griegos y romanos. Fue la principal ruta comercial desde el Mediterráneo hasta el centro-este de la Galia. y con los romanos, se convirtió también en una vía de desarrollo comercial, recorriendo el valle en sentidos opuestos vino, vajillas y sal, de una parte, y armas y telas de la otra. La presencia del río permitió el desarrollo de ciudades como Arlés, Aviñón o Vienne, que se aprovecharon de sus ventajas geográficas para cruzarlo en las encrucijadas de los grandes ejes de comunicación terrestres y marítimos. Los franqueos del río también contribuyeron significativamente a la propia historia de las ciudades y territorios.

Aníbal atravesando el Ródano.

En agosto de 218 a. C., Aníbal atravesó el Ródano con su ejército de 38 000 infantes, 8000 de caballería y 37 elefantes de guerra con el objetivo de cruzar los Alpes. La hipótesis más probable es que su ejército haya atravesado a la altura de Caderousse donde se situaban las Insulae Furianae según el levantamiento B debido al Catastro de Orange. El ejército romano, al mando de Escipión, que estaba cerca en la orilla izquierda del río, intentó interceptarlos, pero no consiguió alcanzarlos, y durante 4 días siguieron el río a gran velocidad hasta la desembocadura y regresaron rápidamente a Italia para poder enfrentarse al enemigo en su territorio.
La navegación siempre fue difícil, ya que el río tenía zonas de fuertes corrientes, aguas poco profundas, ocasionaba inundaciones en primavera y principios de verano, cuando el hielo se derretía, y sequías en el verano tardío. Hasta el siglo XIX, los pasajeros viajaban en coches d'eau (coches de agua) arrastrados por hombres o caballos, o navegaban a vela. Muchos viajaban con una cruz pintada cubierta con símbolos religiosos como protección contra los peligros del viaje.
Para el comercio por el río superior se usaban las barcas del Ródano (barques du Rhône), barcazas de vela, de 30 por 3,5 m, con una capacidad de carga de 75 toneladas. Se emplearon tiros de hasta 50 a 80 caballos para remolcar convoyes de cinco a siete embarcaciones aguas arriba. Las mercancías se transbordaban en Arlés a barcazas de vela, de unos 23 m, llamadas allèges d'Arles para recorrer el tramo final hacia el Mediterráneo.
El primer barco de vapor experimental fue construido en Lyon por Jouffroy d'Abbans en 1783. Los servicios regulares no se iniciaron hasta 1829 y continuaron hasta 1952. Los buques de vapor de pasajeros de 80−100 m de largo remontaban el río hasta 20 km/h y podían hacer el recorrido descendente desde Lyon a Arlés en un día. Las cargas eran arrastradas en bateau-anguilles, barcos de 157 por 6,35 m con ruedas de paletas en medio del barco, y bateaux crabes, que disponían de una enorme 'garra', una rueda dentada de 6,5 m para impulsarse por el lecho del río en las aguas poco profundas como complemento a las ruedas de paletas. En el siglo XX, se introdujeron en el río potentes remolcadores propulsados por motores diésel que llevaban hasta 1500 toneladas.
En 1933, se estableció la Compagnie Nationale du Rhône (CNR) para domar al río. Se hicieron algunos avances en la profundización del canal de navegación y en la construcción de muros laterales, pero la Segunda Guerra Mundial supuso un parón en los trabajos. En 1942, tras el colapso de la Francia de Vichy, las fuerzas militares italianas ocuparon el sureste de Francia hasta la orilla oriental del Ródano, como parte de la agenda expansionista del régimen fascista italiano.
En 1948, el gobierno inició la construcción de una serie de esclusas, barreras y canales para enderezar el curso y mejorar la navegación y generar electricidad, disponiendo esclusas capaces de elevar barcos de hasta 23 m.

## Hidrografía

### Cuenca hidrográfica

Las grandes cuencas de Francia.

El curso alto del Ródano, un valle alpino suizo que vierte en el lago de Ginebra.

La cuenca del Ródano se encuentra en dos países: Suiza y Francia. Con 97 800 km², aproximadamente el 17 % de la superficie de la Francia metropolitana, o más de dos veces el tamaño de Suiza.
Esta cuenca es contigua a otras cuencas en Europa, casi todas atlánticas: al oeste limita con la cuenca del Garona y la cuenca del Loira, y la divisoria de aguas corre principalmente por el Macizo Central. El punto de intersección triple entre las tres áreas (Ródano, Loira y Garona) se encuentra en el departamento de Lozère, en el col de la Pierre Plantée, en el límite entre las comunas de Laubert y de Montbel. En ese punto se erigió en 2001 un monumento y en Meilly-sur-Rouvres (Borgoña), otro monumento simboliza la unión de otras tres cuencas (Ródano, Sena y Loira). En Borgoña, la cuenca del Ródano limita al noroeste con la cuenca del Sena y brevemente con la estrecha cuenca del Mosa, en una corta divisoria en el departamento de Vosgos.
Luego el Ródano comparte con el Rín una larga y sinuosa divisoria que atraviesa el macizo de los Vosgos, la trinchera de Belfort —una brecha de una anchura de 20 km, tan baja que permite el paso a 345 m del canal del Ródano al Rin, que une ambas cuencas—, el macizo del Jura, la meseta suiza y los Alpes. En el Witenwasserenstock (un pico de 3082 m, en los Alpes Lepontinos), se encuentran las cuencas del Ródano, del Rin y del Po. La línea divisoria con la cuenca del Po sigue luego la frontera suizo-italiana y luego la franco-italiana a través de los Alpes, con la excepción de la región Gondo (cuenca del Po) y del valle del Eau Noire, situado en Francia, pero cuyas aguas vierten en el Valais suizo. En Francia, también colinda con otras cuencas costeras más pequeñas: la del Var, en su margen izquierda, y la del Hérault, en la derecha.
En Suiza, la cuenca del Ródano no es contigua, ya que se compone de dos áreas separadas una de la otra. El curso principal del Ródano y sus afluentes directos fluyen hacia el sur antes de unirse al lago de Ginebra, sin embargo, una parte de la cuenca del Doubs riega el noroeste de Suiza. El Doubs se une en Borgoña al río Saona, que a su vez se une al Ródano en Lyon. Así, las aguas de la cuenca del Ródano se reúnen aguas abajo, bastante lejos de la salida del territorio suizo. Del mismo modo, el Arve, cuyo curso y cuenca se encuentran sobre todo en Francia, se une al Ródano en el cantón de Ginebra.

### Curso alto

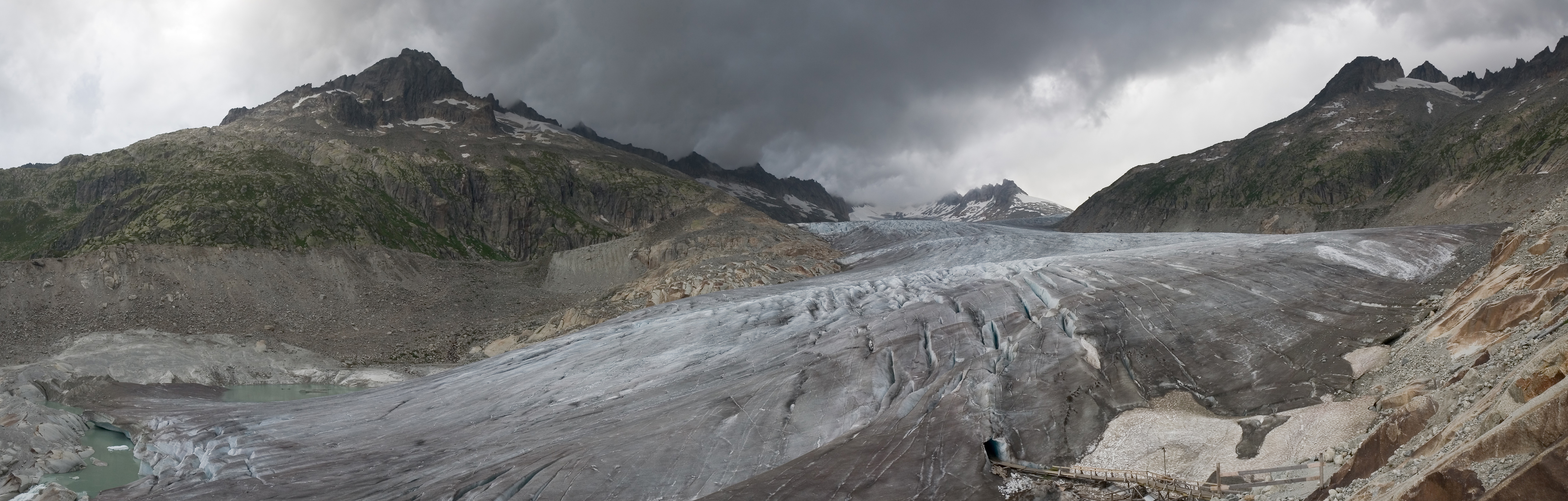
El glaciar del Ródano sobre Oberwald, Suiza, la fuente del río.

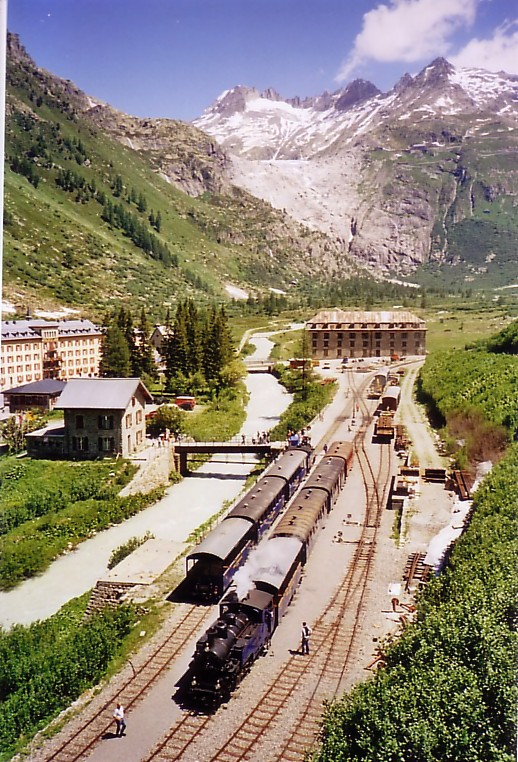
En segundo plano, el glaciar del Ródano, en primero el Ródano corriendo en paralelo al ferrocarril en Gletsch.

El Ródano nace del agua de deshielo del glaciar del Ródano en el extremo oriental del cantón de Valais, en Suiza, donde se llama Rotten, nombre que conserva hasta Sierre, donde cruza la Röstigraben (la frontera lingüística franco-germana). El glaciar del Ródano se encuentra en el cruce de dos macizos importantes de los Alpes: los Alpes uraneses y los Alpes del Valais y a su alrededor se elevan algunos picos de más de 3000 m: el Dammastock (3630 m), el Galenstock (3586 m) o el Tieralplistock (3383 m). En 2007, la lengua del glaciar terminaba a una altitud de 2250 m, no lejos de la carretera de acceso al puerto de Furka. A partir de ahí, el Ródano fluye en dirección suroeste pasando enseguida por la pequeña localidad de montaña de Gletsch (a 1757 m) y entrar después en el valle de Conches. El valle del Ródano es un valle totalmente humanizado que será usado como vía de comunicación rodada desde aquí hasta el lago Leman, primero por la carretera cantonal 19 y, a partir de la localidad de Brig, por la ruta europea E-62, cambiando de ribera ambas carreteras muchas veces.

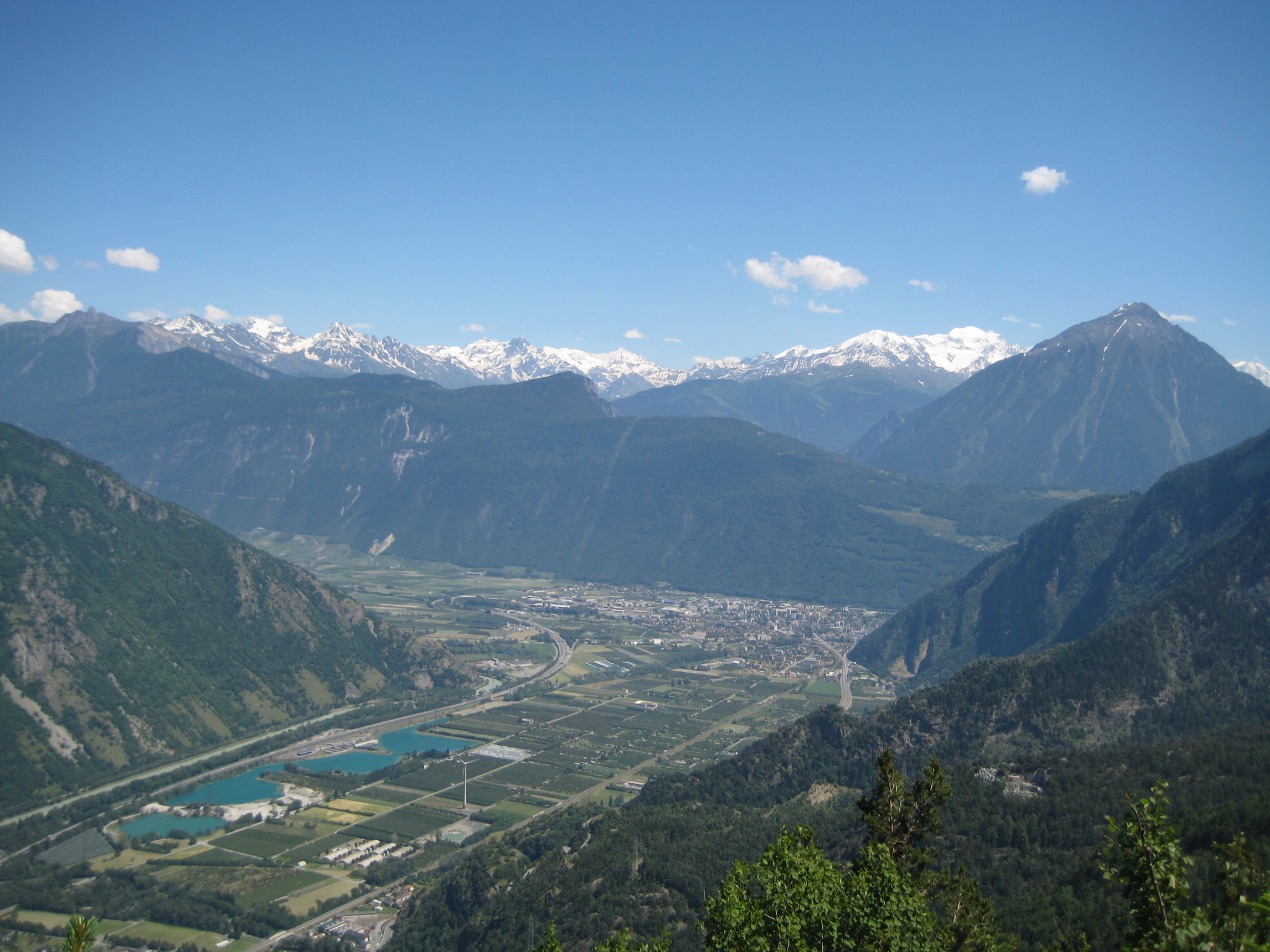
El codo del Ródano, en Martigny, donde el valle que mantenía una dirección suroeste vira bruscamente hacia el norte.

El valle corre primero hacia el oeste unos 30 km hasta Leuk, y luego hacia el suroeste unos 50 km hasta Martigny. Es un valle interior de los Alpes, paralelo a la cresta de los de Alpes berneses, al norte, y de los Alpes del Valais, al sur. De estos dos macizos fluyen muchos torrentes y arroyos de montaña que acaban alimentando el Ródano, todavía un torrente, y que en su primer tramo recibe por la margen izquierda pequeños ríos y arroyos como el Agene (10 km), Milibach y Minna y, por la derecha, Minstigerbach y Wysswasser (8 km). En este valle el Ródano pasa por la capital, Münster-Geschinen (481 hab. en 2013), y luego por un rosario de pequeñas localidades de montaña, Fiesch (935 hab.), Lax (287 hab.), Grengiols (464 hab.), Mörel-Filet (703 hab.), Bitsch (856 hab.), Naters (9496 hab.) y Brig (12 823 hab.), una pequeña villa histórica localizada a unos 35 km del nacimiento emplazada en la intersección de la ruta del Simplon y de los pasos del Grimsel y de Furka, que cuenta con una importante estación ferroviaria fronteriza en el portal norte del túnel de Simplon, que une a Suiza con Italia. Poco antes de llegar a Brig, recibe las aguas del corto Massa (6 km) que le llega desde el glaciar Aletsch (el glaciar más grande de Europa). El valle que aborda el río desde aquí ya lleva su nombre, valle del Ródano, un valle glaciar en el que el río ya es un gran río de montaña. Entre Brig y Martigny el Ródano recoge agua en su mayoría de los valles de los Alpes Peninos que se encaminan al sur, cuyos ríos se originan en los grandes glaciares de los macizos de Monte Rosa, Dom y Grand Combin.
El Ródano continúa valle abajo pasando por Visp (7377 hab.), Raron (1900 hab.), Steg (1558 hab.), Turtmann (1010 hab., que cuenta con un pequeño aeródromo), Agarn (804 hab.), Leuk (3724 hab.), Varen (625 hab.), Sierre (16 332 hab.), Saint-Léonard (2213 hab.), y alcanza la capital del cantón del Valais, Sion (32 797 hab.), una villa de origen medieval especialmente bien conservada que tuvo tres castillos y una basílica. Sigue a continuación pasando frente a las localidades de Ardon (2964 hab.), Saillon (2363 hab.), Fully (8181 hab.) y llega a Martigny (17 215 hab.), en un codo del río en el cruce de los ejes viales del Gran San Bernardo y el Simplon. Martigny es una pequeña villa de gran importancia histórica que cuenta con algunas ruinas romanas en buen estado de conservación y alberga una galería importante, la Fundación Pierre Gianadda, de influencia internacional.

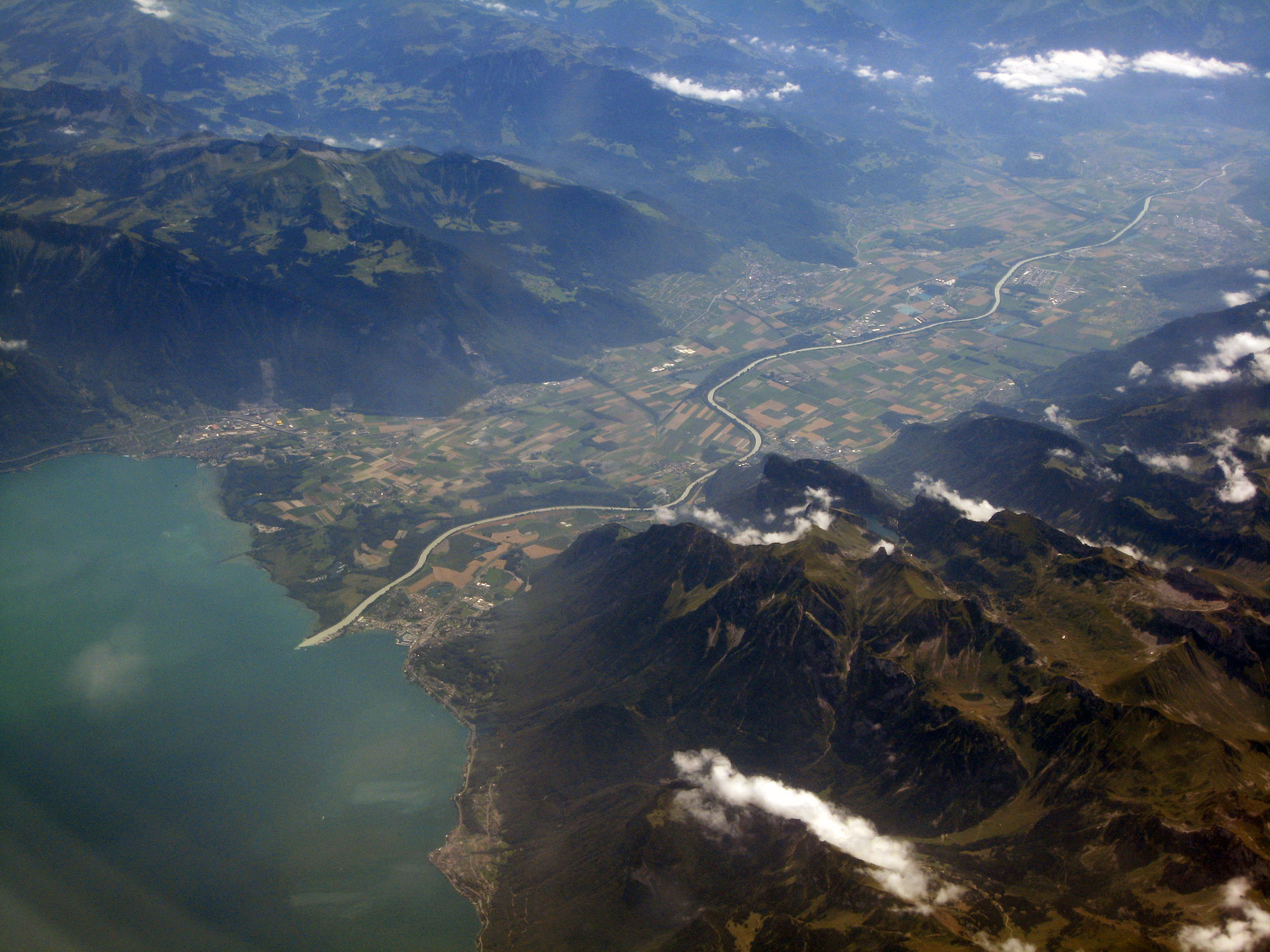
El valle del Ródano en el Chablais y la desembocadura del río en el lago Leman.

En Martigny, donde recibe por su margen izquierda las aguas del Dranse (14,3 km), el Ródano describe una brusca curva y vira hacia el norte remontando hacia el lago de Ginebra. Sigue por Dorénaz (834 hab.), Evionnaz (1202 hab.), Collonges (674 hab.) y pasa por Saint-Maurice (4516 hab.), localizado en una cierre glacial que ha dado durante mucho tiempo a esta parte del valle del Ródano su importancia estratégica por el control de los pasos alpinos. Aquí está la Abadía territorial de San Mauricio, fundada en 515, que es la más antigua de las abadías de Europa occidental que han mantenido una actividad ininterrumpida hasta el siglo XXI.
Marca luego el río la frontera entre los cantones de Valais (margen izquierda) y de Vaud (margen derecha), separando el Chablais valesano y el Chablais vaudois, pasando por Bex (6785 hab.) y Aigle (8181 hab.) para acabar desembocando en el lago de Ginebra, en la parte oriental del lago, cerca de Le Bouveret (1500 hab.).
En este curso alto el Ródano atraviesa, o es límite, del Parque natural del valle Binntal (Landschaftspark Binntal) y del parque natural Pfyn-Finges (Naturpark Pfyn-Finges). 

#### Lago de Ginebra
El lago Léman o lago de Ginebra, localizado a una altitud de solamente 372 m, es el principal lago de la Europa central, con una longitud de unos 70 km, con 14 km de anchura y una superficie de 582,4 km² (25.º de Europa). Es un lago bastante profundo, con una profundidad máxima de 309,7 m (media de 154,4 m).
Durante una parte de su extensión, el lago de Ginebra marca la frontera entre Francia y Suiza. En su margen izquierda, el lago recibe el Morge. Este río forma la frontera entre Suiza (Valais) y Francia (Alta Saboya) y desagua en el lago en Saint-Gingolph, un pueblo situado a ambos lados de la frontera. También, en la margen izquierda, recibe las aguas del Dranse entre Thonon-les-Bains y Évian-les-Bains. En su margen derecha el lago recibe al Venoge y al Morges. Los términos de Haut-Lac (región de la Riviera vaudoise y Chablais suizo), Grand-Lac (Lausanne, Evian) y Petit-Lac (entre Yvoire y Ginebra) son usados, aunque el lago es una única entidad.

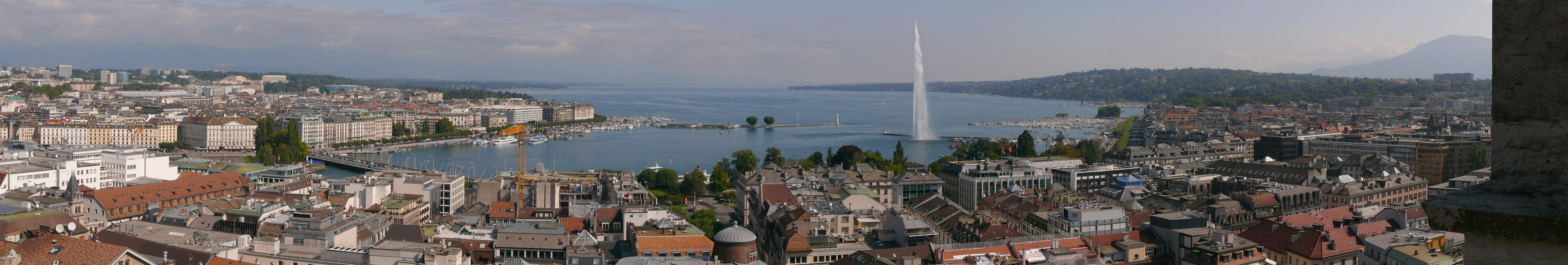
Vista de Ginebra, emplazada donde el Ródano evacua el lago homónimo.

#### Curso medio

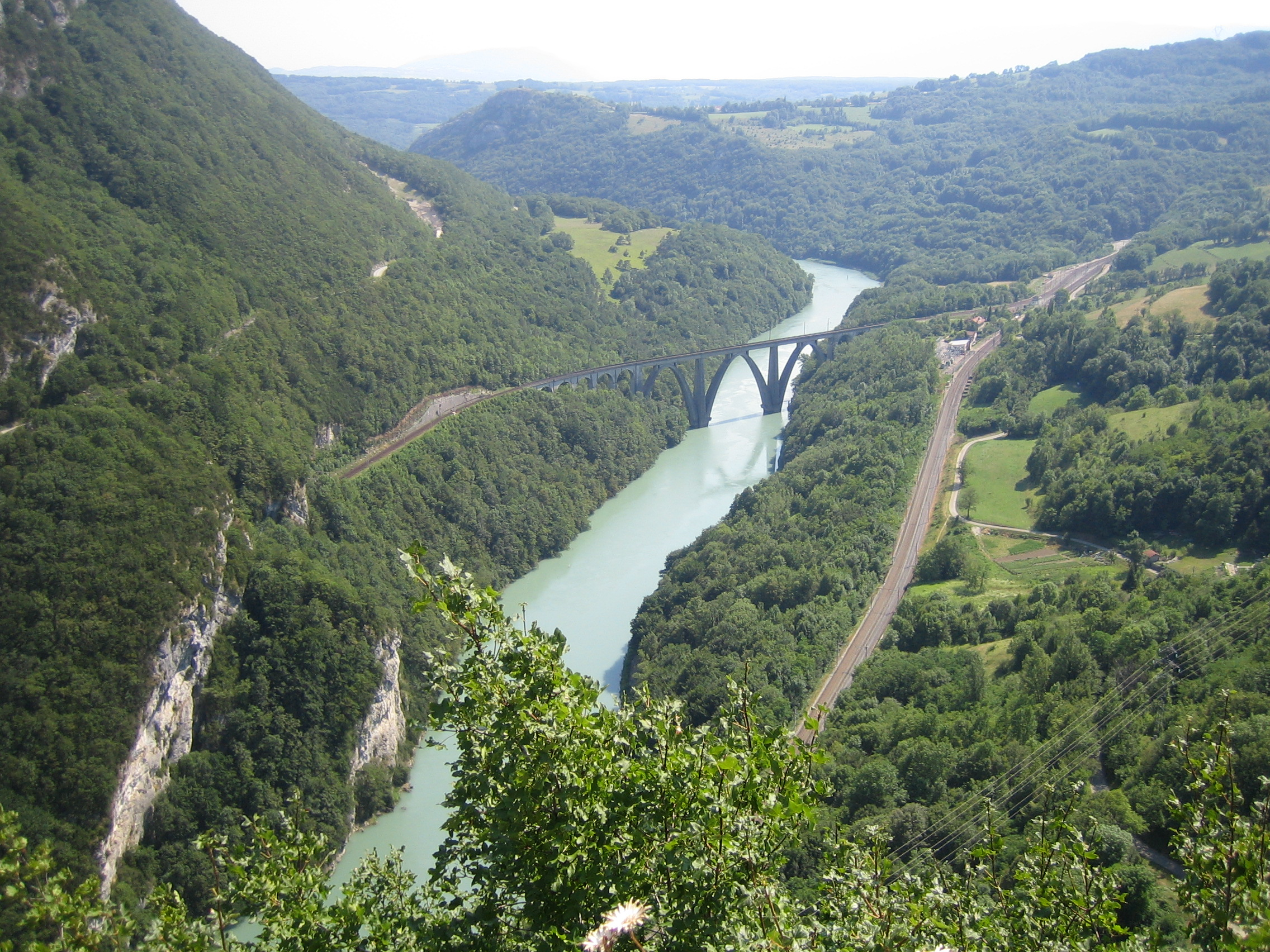
El desfiladero de l'Écluse, con el viaducto de Longeray (1879) que cruza el Ródano.

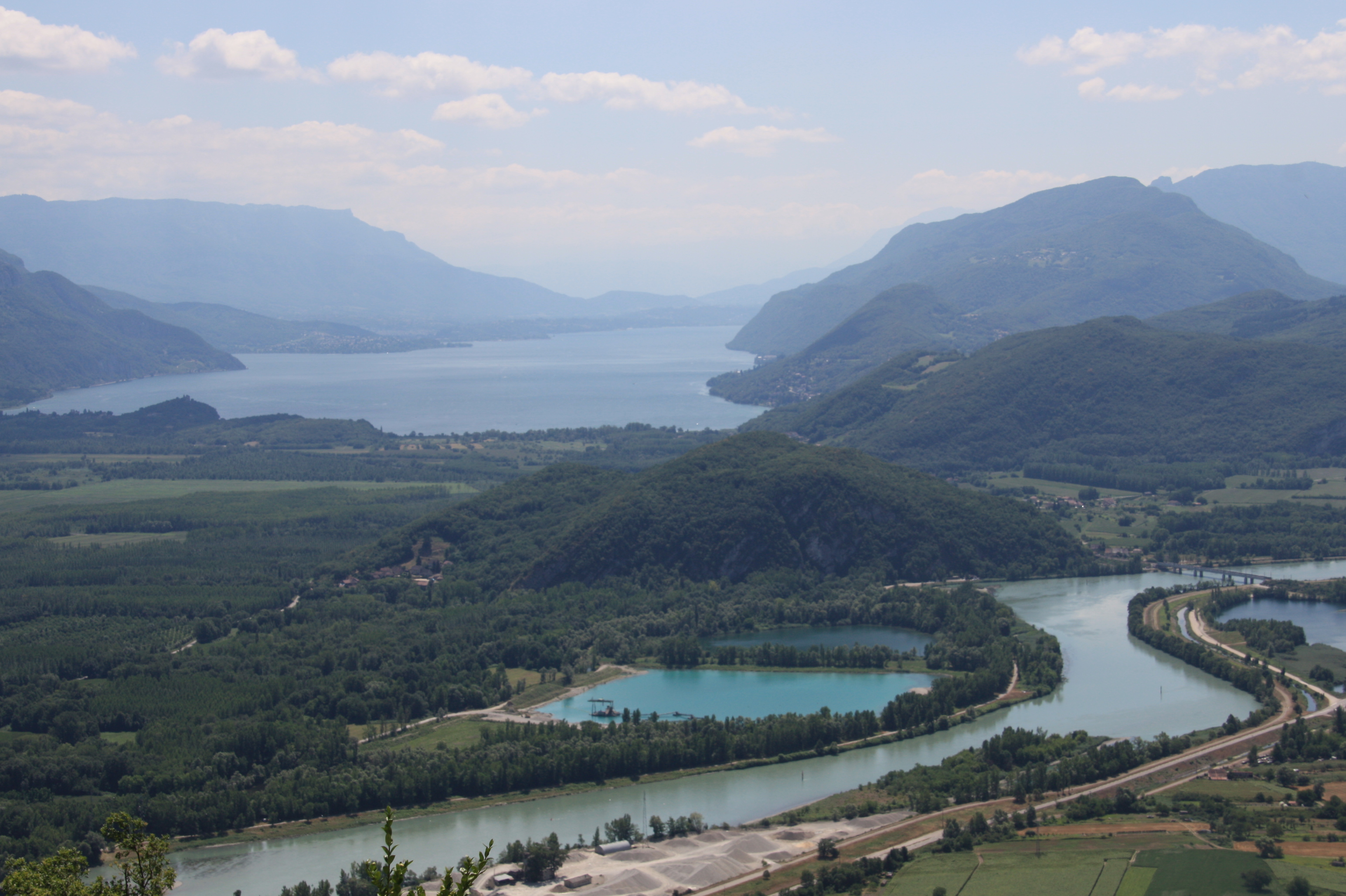
Vista del lago Bourget desde el Grand Colombier: el canal de Savières (no visible) toma su fuente en el lago Bourget (último plano), bordea el monte Landard (derecha) antes de desaguar en el Ródano (primer plano) justo después de Chanaz (a la derecha fuera de la foto).

El emisario del lago de Ginebra está situado en el oeste del lago, en Ginebra, en el que el nivel del lago se mantiene por la presa de Seujet (el promedio de descarga del lago es de 251 m³/s). En la misma ciudad, el Ródano recibe las aguas del río Arve (102 km), que llega desde el sureste procedente del macizo del Mont-Blanc. Después de un curso de 290 km el Ródano abandona Suiza y entra en Francia en las estribaciones meridionales del macizo del Jura, por el desfiladero de l'Écluse.
El río en Francia va a ser en muchos de sus tramos usado como límite departamental, comenzando ya desde su ingreso en territorio francés a delimitar el departamento de Ain (norte) y el de Alta Saboya (sur). Tras dejar atrás el fuerte de l'Ecluse, que controlaba militarmente el acceso al desfiladero, pasa el río por Bellegarde-sur-Valserine (11 630 hab. en 2012), una pequeña localidad emplazada en la confluencia con el Valserine, un corto río (47,6 km) que llega desde el norte por la margen derecha. 
Sigue el Ródano su avance pasando frente a Saint-Germain-sur-Rhône (424 hab.) y tras recibir por la izquierda al río Les Usses (46,1 km), llega a las dos Seyssel —dos pequeñas localidades separadas por un puente, la ainesa (950 hab. y la altosaboyana 2295 hab.)—, recibiendo luego, también por la izquierda, al río Fier (71,9 km), en cuya confluencia está el velódromo de Motz-Seyssel. Deja atrás el río las pequeñas localidades de Anglefort (769 hab.) y Culoz (2940 hab.), en un tramo en que hay una gran isla de más de 8 km y pasa después frente a Lavours (152 hab.) y Chanaz (505 hab.). Aquí el Ródano se divide en dos brazos, dejando en medio otra amplia isla fluvial de más de 10 km de longitud. En el inicio de uno de los brazos, el oriental, está la boca del canal de Savières —un canal de 4,5 km que conecta con el cercano lago Bourget—, y luego sigue por Yenne (2969 hab.); y en el otro brazo, el occidental, el río pasa por Cressin-Rochefort (375 hab.), Belley (8870 hab.) y Brens (1215 hab.), donde vuelven a reunirse los dos brazos tras un recorrido separado de casi 15 km. Las riberas del Ródano en este tramo están protegidas como Reserva natural nacional de las marismas de Lavours (Réserve naturelle nationale du marais de Lavours), un área de 473 hectáreas declarada en 1984.
Continúa el Ródano pasando por la pequeña localidad de Murs-et-Gélignieux (248 hab.), donde se finalizó en 1981 la construcción de la presa de Champagneux que ha creado un amplio plano de agua de 25 ha. Ese embalse se ha acondicionado para la práctica recreoturistica, en especial con un puerto fluvial con pontones para el amarre de embarcaciones, restaurantes y un campamento y ha creado un canal de derivación de unos 8 km, el canal de Brégnier-Cordon, para evitar las crecidas y alimentar la central hidroeléctrica de Brégnier-Cordon (1985), localizada a los pies de la pequeña localidad homónima de Brégnier-Cordon (889 hab.). Entre el canal de derivación y el río, que recorre unos 12,5 km antes de volver a reunirse, se ha formado otra amplia isla fluvial en la que está el monte de Cordon, que tiene más de 400 m de altitud. En este tramo, en el curso viejo, el Ródano recibe por la mano izquierda al río Guiers (50 km) y luego su curso pasa a ser el límite departamental entre Ain (norte) e Isère (sur).
El Ródano se vuelve momentáneamente hacia el noroeste, y tras dejar atrás un grupo de tres islas fluviales naturales —las islas de Gran Brotteau, des Chevres y de la Sauge— alcanza al poco la central nuclear de Creys-Malville, una central que entró en funcionamiento en 1986 con una potencia nominal instalada de 1240 MW. Pasa luego el río delante de las pequeñas localidades de Briord (919 hab.), Montalieu-Vercieu (3227 hab.), Sault-Brenaz (1029 hab.), Saint-Sorlin-en-Bugey (1068 hab.) y Lagnieu (6789 hab.), donde el río se vuelve hacia el oeste. Continúa por Saint-Vulbas (1011 hab.) y alcanza la central nuclear del Bugey —que entró en funcionamiento en 1972 con una potencia nominal de 3724 MW—, 30 km más abajo de la anterior central de Creys-Malville.
Sigue su avance el Ródano hacia el oeste, dejando atrás las localidades de Loyettes (3004 hab.) —donde recibe por la izquierda al Bourbre (72,2 km)— y Anthon (1017 hab.), donde le aborda por la derecha, llegando del norte, el primero de los afluentes de importancia, el río Ain (190 km). Deja atrás la isla de Méant y llega después a Villette-d'Anthon (4524 hab.), donde en uno de los meandros abandonados se encuentra el Golf Club de Lyon. Justo aquí, ya en el área metropolitana de Lyon, el Ródano se diversifica: por el norte, el curso original, el Vieux Rhôn; y por el sur, el canal de Jonage, un canal de diversificación de 18,85 km km que entró en servicio en 1897 creado por una presa construida en Villeurbanne que garantizó la navegación aguas arriba y que alimenta la central hidroeléctrica de Cusset —en servicio en 1899, con una caída de solo 12 m y 63 MW—. El curso viejo pasa ser brevemente el límite departamental entre Ain (norte) y Ródano (sur), departamento al que da nombre el río y donde ingresa enseguida el río.
El canal de Jonage pasa por Jons (1354 hab.), Jonage (5807 hab.) y Meyzieu (31 493 hab.). Luego se ensancha en el embalse del Grand-Large y continúa por Décines-Charpieu (25 912 hab.), Vaulx-en-Velin (43 394 hab.) y Villeurbanne (146 282 hab.). Y en el tronco del Vieux Rhône se encuentran Thil (1030 hab.), Miribel (9128 hab.), Neyron (2506 hab.), Rillieux-la-Pape (30 140 hab.) y Caluire-et-Cuire (42 038 hab.), donde nuevamente confluyen ambos ramales, ya en la metrópoli de Lyon. Entre ambos ramales están las islas de Miribel-Jonage (28,49 km²) y de la Pape (2,96 km²).
Llega enseguida a Lyon (496 343 hab.), la ciudad más grande a lo largo de su curso, donde recibe el Saona, su afluente más largo.  El Saona lleva 400 m³/s y el propio Ródano 600 m³/s. El sistema más largo de la cuenca del Ródano tampoco es el río del mismo nombre, sino el Doubs, que tiene una longitud de unos 950 km desde su nacimiento hasta el Mediterráneo (453 km desde la fuente al Saona, 167 km desde Verdun-sur-le-Doubs a Lyon, y 330 km desde Lyon a Port-Saint-Louis-du-Rhône).
Luego fluye hacia el sur, entre los Alpes y el Macizo Central.

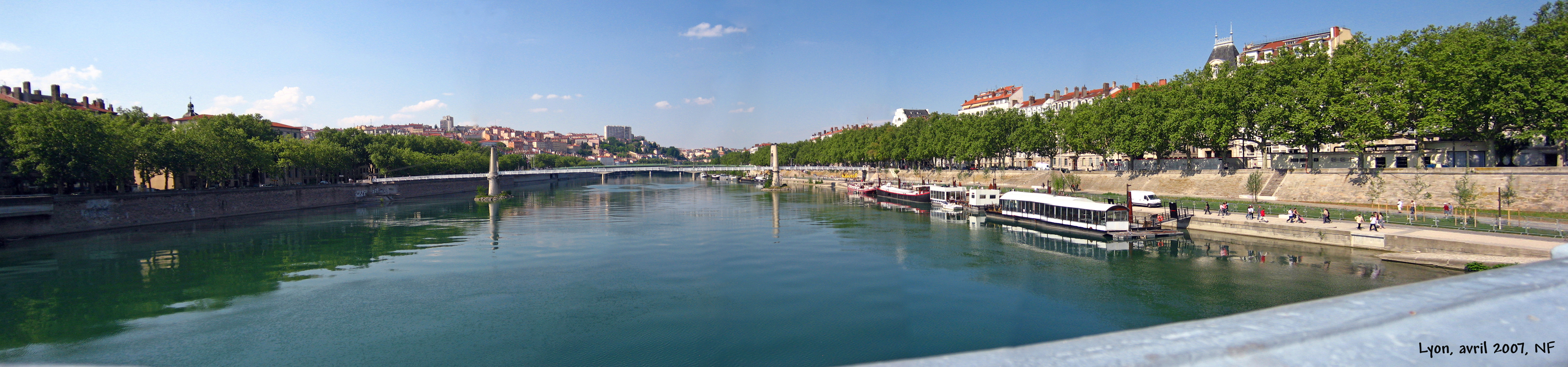
Vista del Ródano a su paso por la ciudad de Lyon, la mayor de su curso.

#### Curso bajo

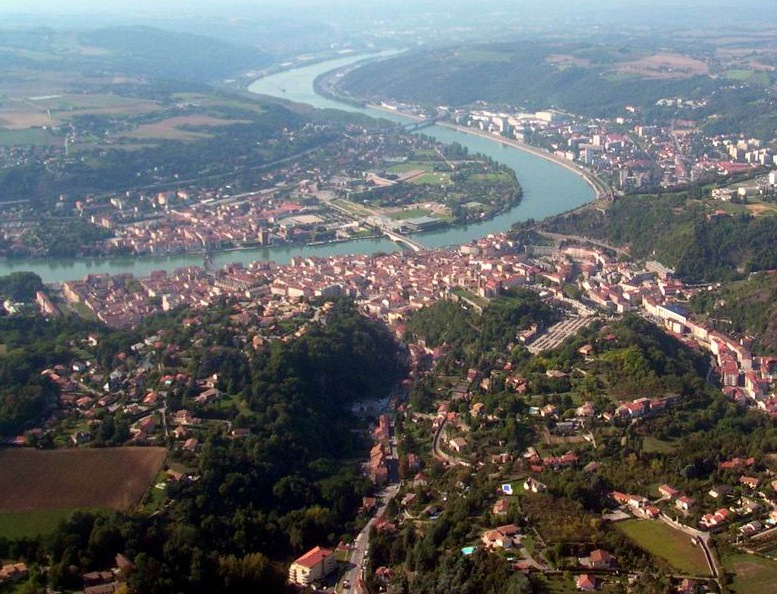
Vienne, en la confluencia con el Gère.

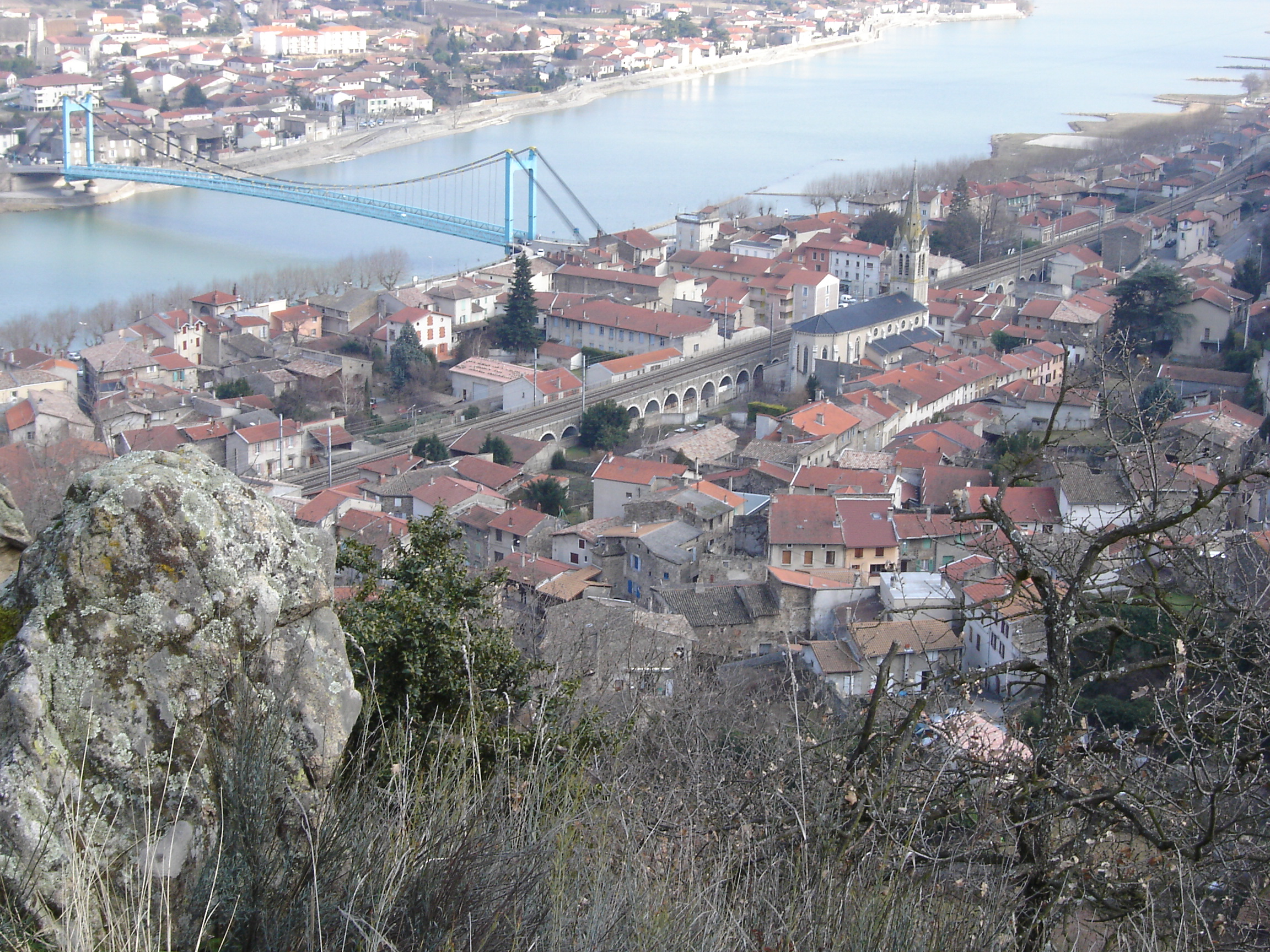
Serrières y Sablons, unidas por un puente colgante.

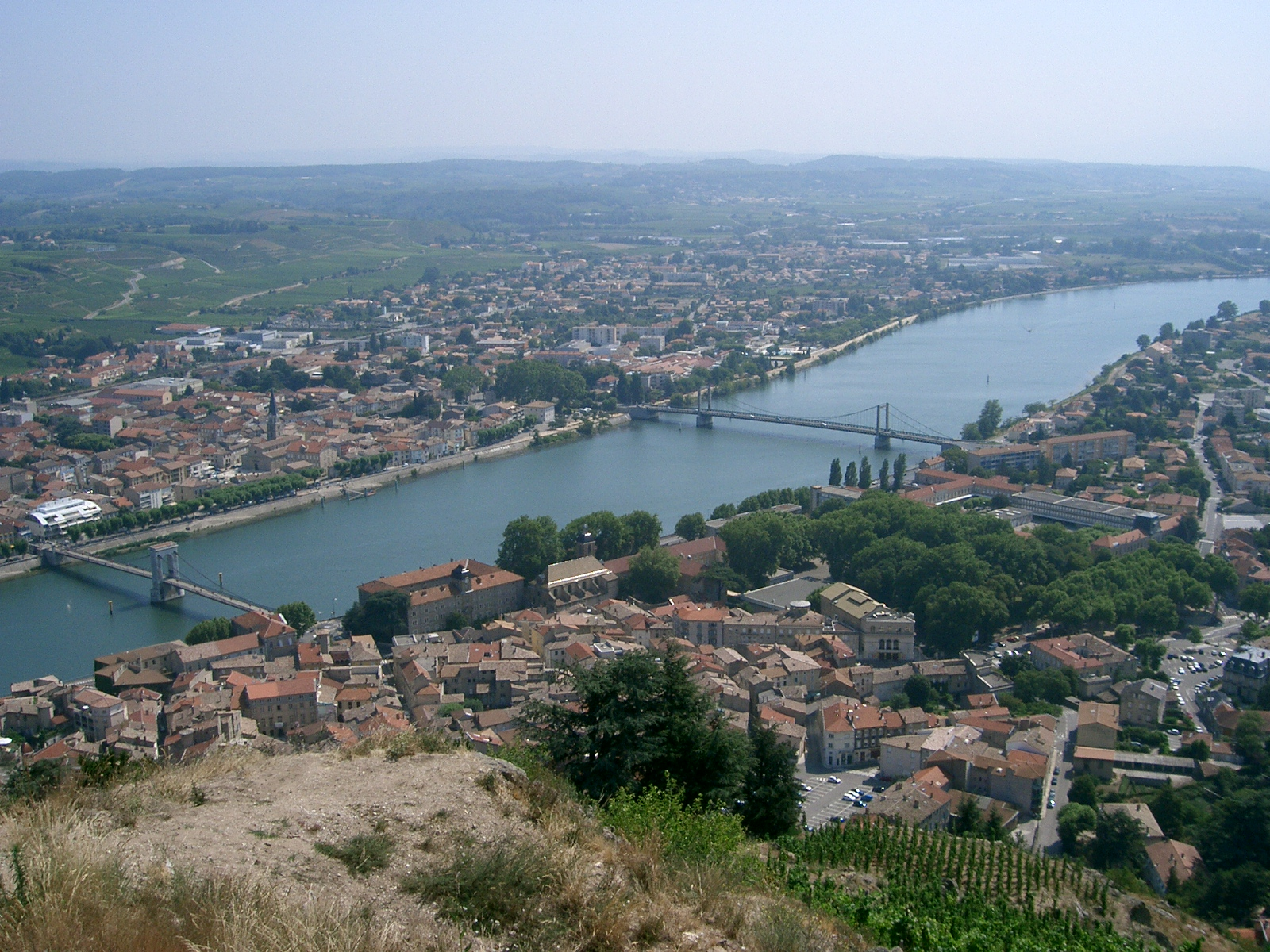
Tournon-sur-Rhône, en la confluencia con el Doux.

Ya a las afueras del área metropolitana, alcanza Givors (19 419 hab.), donde tras recibir por la derecha al Gier (40,3 km) el curso del Ródano marca de nuevo el límite departamental, esta vez entre el propio departamento de Ródano (oeste) y el de Isère (este). Sigue por Chasse-sur-Rhône (5500 hab.), Loire-sur-Rhône (2473 hab.), Saint-Romain-en-Gal (1704 hab.) y Vienne (29 077 hab.), una pequeña ciudad situada en la confluencia con el corto Gère (34,5 km), que llega por la izquierda. A partir de aquí el río es durante un buen tramo el límite oriental del Parque natural regional du Pilat, un gran parque establecido en 1974.
Sigue su avance hacia el sur, alcanzando Saint-Cyr-sur-le-Rhône (1244 hab.), Condrieu (3856 hab.) y Les Roches-de-Condrieu (1944 hab.), donde, tras recibir al pequeño Vernon, pasa a ser el límite departamental entre Loira (oeste) e Isère (este). Tras pasar frente a Saint-Clair-du-Rhône ( hab.) y recibir por la izquierda al Varèze  (39,2 km) en Saint-Alban-du-Rhône (845 hab.), llega a Saint-Maurice-l'Exil (5995 hab.) y después a Saint-Pierre-de-Bœuf (1683 hab.).
Sigue como límite departamental, esta vez entre Ardèche (oeste) e Isère (este), en un tramo en el que está la gran isla de la Platière (6,02 km²), que se ha protegido con la declaración en 1986 de la reserva Natural de la Isla de la Platière. En uno de los ramales que bordean la isla alcanza Serrières (1133 hab.), y en frente, Sablons (2101 hab.), unidas por un puente colgante. Al final de la isla, ya reunidos ambos ramales, llega a Saint-Rambert-d'Albon (6056 hab.), donde el sigue cambia el límite departamental, esta vez entre Ardèche (oeste) y Drôme (este). 
Llega a Andance (1150 hab.) y Andancette (1306 hab.), nuevamente dos pequeñas localidades enfrentadas y unidas por un puente colgante. Recibe después al Cance (41,3 km), por la derecha, y llega a Sarras (2072 hab.), Laveyron (1001 hab.), y Saint-Vallier (3990 hab.), donde recibe por la izquierda al pequeño Galaure (56,2 km).
Continúa al sur pasando frente a las pequeñas localidades de Ponsas (519 hab.), Serves-sur-Rhône (763 hab.),
Gervans (565 hab.) y alcanzando después de la confluencia por la derecha con el Doux (70,1 km) en Saint-Jean-de-Muzols (2442 hab.), la ciudad de Tournon-sur-Rhône (10 781 hab.), que cuenta con dos puentes que la unen con la localidad entrentada de Tain-l'Hermitage (5845 hab.). Entre Andance y Tournon forma un valle epigenético. 
Tras pasar por Mauves (1179 hab.) y Glun (694 hab.), llega a una nueva isla, de unos 4 km de longitud y 12,79 km², en la que está La Roche-de-Glun (3161 hab.), formada por el acondicionamiento del río. En los ramales están las pequeñas localidades de Pont-de-l'Isère (3048 hab.) y Châteaubourg (222 hab.). Recibe al acabar la isla, por la izquierda, a otro gran afluente, el río Isère (290 km), el segundo por caudal, que le llega desde el oeste.
Al poco el río alcanza la importante ciudad de Valence (62 481 hab.), considerada la puerta del Midi. Continúa por Soyons (2014), Portes-lès-Valence (9629 hab.), Saint-Georges-les-Bains (2090 hab.) y llega a una nueva isla de unos 5 km de largo, al acabar la cual recibe por la derecha al corto río Eyrieux (81 km).

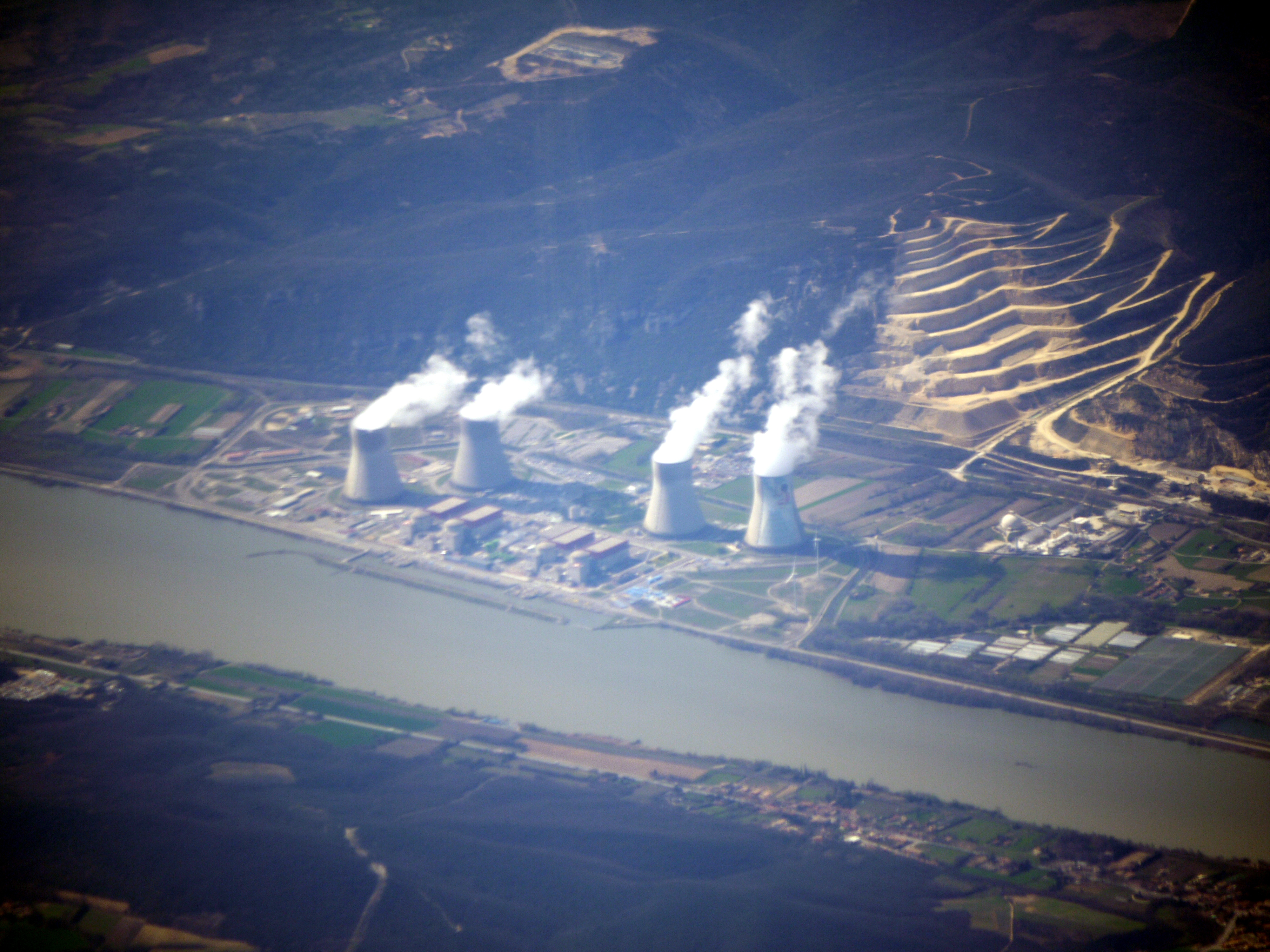
Central Nuclear de Cruas-Meysse.

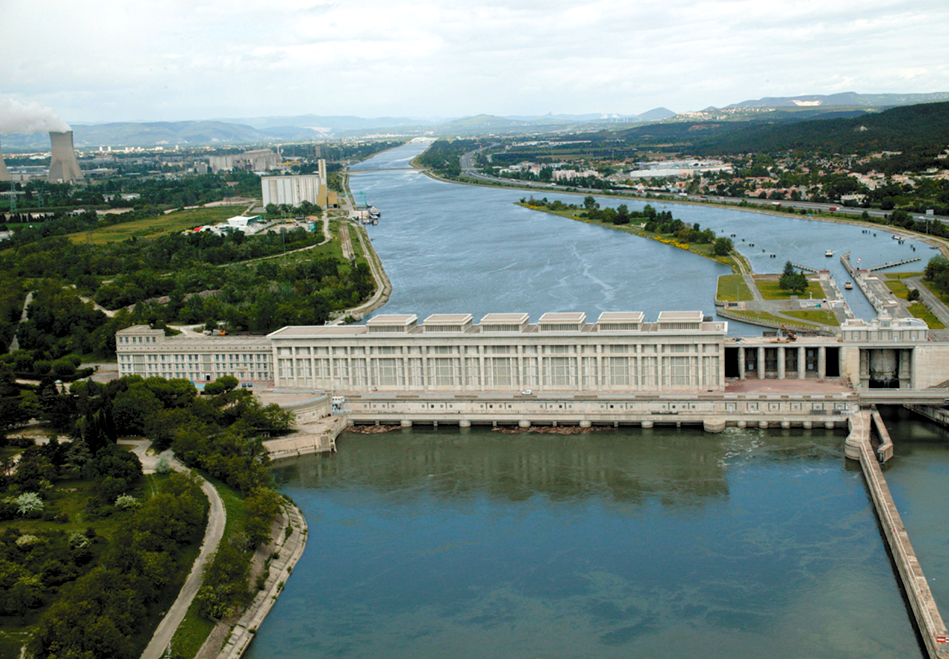
Central hidroeléctrica de Bollène.

Pasa frente a La Voulte-sur-Rhône (5115 hab.) y Le Pouzin (2785 hab.), recibiendo luego por la margen izquierda al río Drôme (110 km). Continúa por Saulce-sur-Rhône (1826 hab.), Les Tourettes (1076 hab.), Cruas (2872 hab.), La Coucourde (1008 hab.), frente a la Central Nuclear de Cruas-Meysse, que entró en funcionamiento en 1983 con una potencia nominal de 3600 MW. Llega a Ancône (1356 hab.), donde comienza otra isla de unos 5 km, en cuyos ramales están Rochemaure (2286 hab.), Le Teil (8197 hab.) y Montélimar (35 704 hab.), en la confluencia de los ríos Jabron y Roubion (66,6 km) y Châteauneuf-du-Rhône (2503 hab.).
Llega enseguida a Donzère (5437 hab.), donde el río se diversifica formando una gran isla entremedias de más de 20 km de longitud: a un lado, el curso natural del Ródano; y al otro, el canal de Donzère-Mondragon, un canal artificial de 24 km que entró en servicio en 1954 con el fin de mejorar la navegación fluvial, suministrar agua de refrigeración a la central nuclear de Tricastin y alimentar la central hidroeléctrica de Bollène, que tiene la mayor esclusa en Francia, Saint-Pierre-de-Bollène (23 m). En el canal está primero la central nuclear y luego las localidades de Bollène (14 131 hab.) —donde recibe por la izquierda al río Lez (73,6 km)—, y Mondragon (3727 hab.).

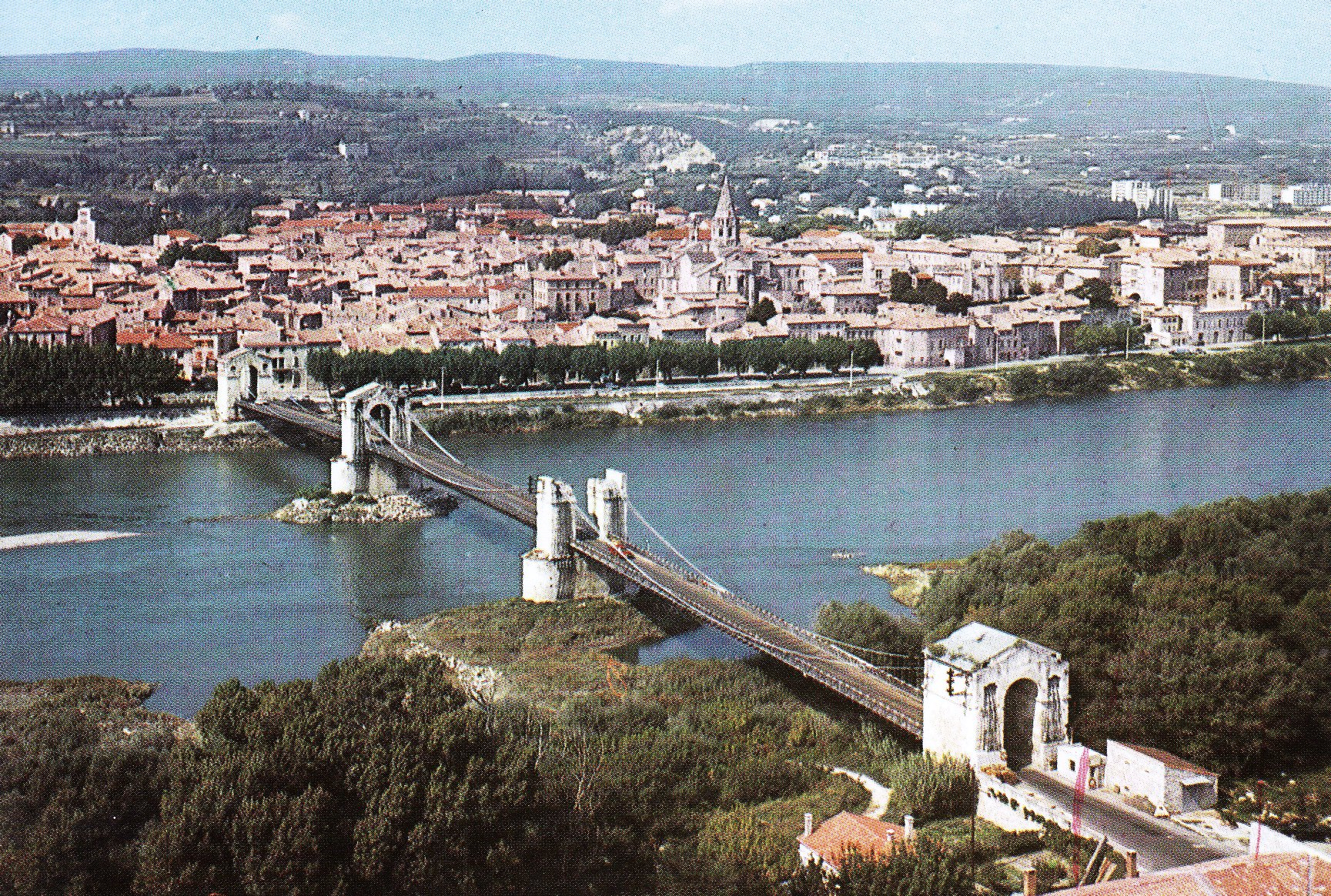
Bourg-Saint-Andéol, con el puente colgante.

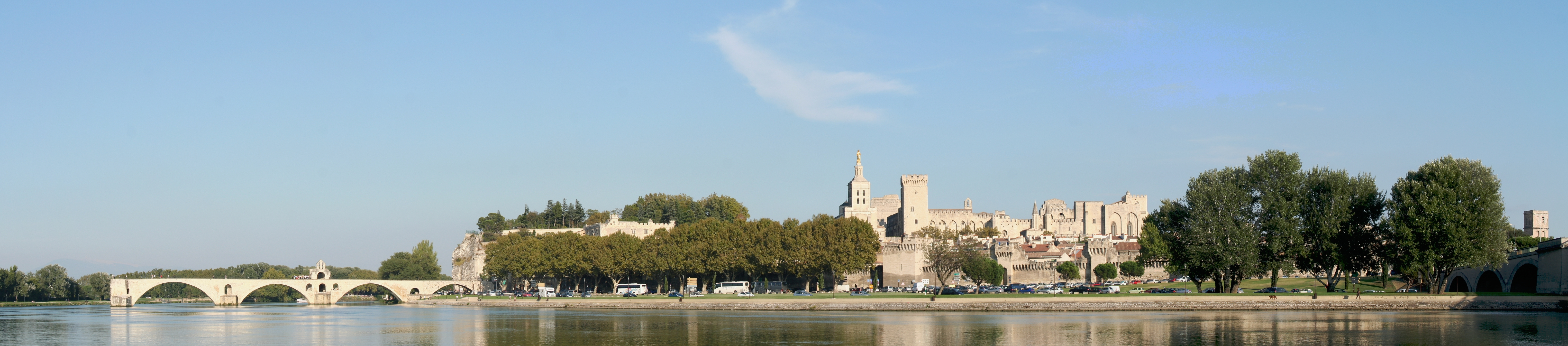
Vista del Ródano a su paso por la ciudad de Aviñón.

En el ramal del curso natural están Bourg-Saint-Andéol (7203 hab.) y Saint-Marcel-d'Ardèche (2407 hab.), donde el límite departamental cambia, pasando durante un corto tramo a ser entre Ardèche (oeste) y Vaucluse (este). Luego llega a Pont-Saint-Esprit (10 651 hab.), donde recibe por la derecha al río Ardèche (120 km), y donde cambia nuevamente el límite departamental, pasando a ser entre Gard (oeste) y Vaucluse (este). En la isla han quedado aislados Pierrelatte (12 952 hab.), Lapalud (3966 hab.) y Lamotte-du-Rhône (402 hab.).
Ambos ramales se reúnen de nuevo en Mornas (2334 hab.), y luego el Ródano avanza pasando por Saint-Étienne-des-Sorts (527 hab.) y Codolet (701 hab.), donde recibe por la derecha al río Cèze (128 km).
Sigue por Caderousse (2738 hab.), Montfaucon  (1443 hab.), Roquemaure (5421 hab.), Châteauneuf-du-Pape (2179 hab.) y Sauveterre  (1731 hab.). El río vuelve a tener varias islas grandes —la de la Motte, la de la Barthelasse (7 km²) y la de los Papas, a los pies de Sorgues (18 473 hab.)— antes de llegar a Villeneuve-lès-Avignon (12 232 hab.) y luego Aviñón (89 380 hab.), la histórica ciudad de los papas, localizada en la confluencia con el Durance (323,8 km), el último de sus grandes afluentes, que le aborda por la izquierda.
Sigue por Aramon (3920 hab.), Vallabrègues (1368 hab.) y Comps (1675 hab.), donde recibe por la derecha al Gardon (127,3 km), que llega por el valle donde está el famoso acueducto romano del Pont du Gard. En Vallabrègues está la última de las presas del río, la presa de Vallabrègues que alimenta la central hidroeléctrica y la esclusa de Beaucaire 2, y también cuenta con una central térmica de EDF con una chimenea visible en la distancia, con una altura de más de 250 m, que es la estructura más alta de la región Languedoc-Roussillon.
Llega enseguida a dos localidades enfrentadas, Tarascón (13 540 hab.), en la margen izquierda, y Beaucaire (15 860 hab.), en la derecha, una villa de Arte e Historia. Situadas en un cruce de caminos entre Aviñón, la Camarga y el Luberon, tuvieron desde el siglo XIII un puente de madera que en 1674 fue sustituido por otro de barcazas y en 1829 por un puente colgante. Beaucaire, fundada en el s. VI a. C., era conocida por los romanos como Ugernum, una villa de descanso en la célebre vía Domitia que unía Italia y España (121 a. C.) y donde la vía divergía en dirección a Arlés, Nîmes, Remoulins y Saint-Gilles. Desde 1811, en Beaucaire sale el canal del Ródano a Sète, a lo largo del que hay un puerto fluvial.

#### Delta del Ródano

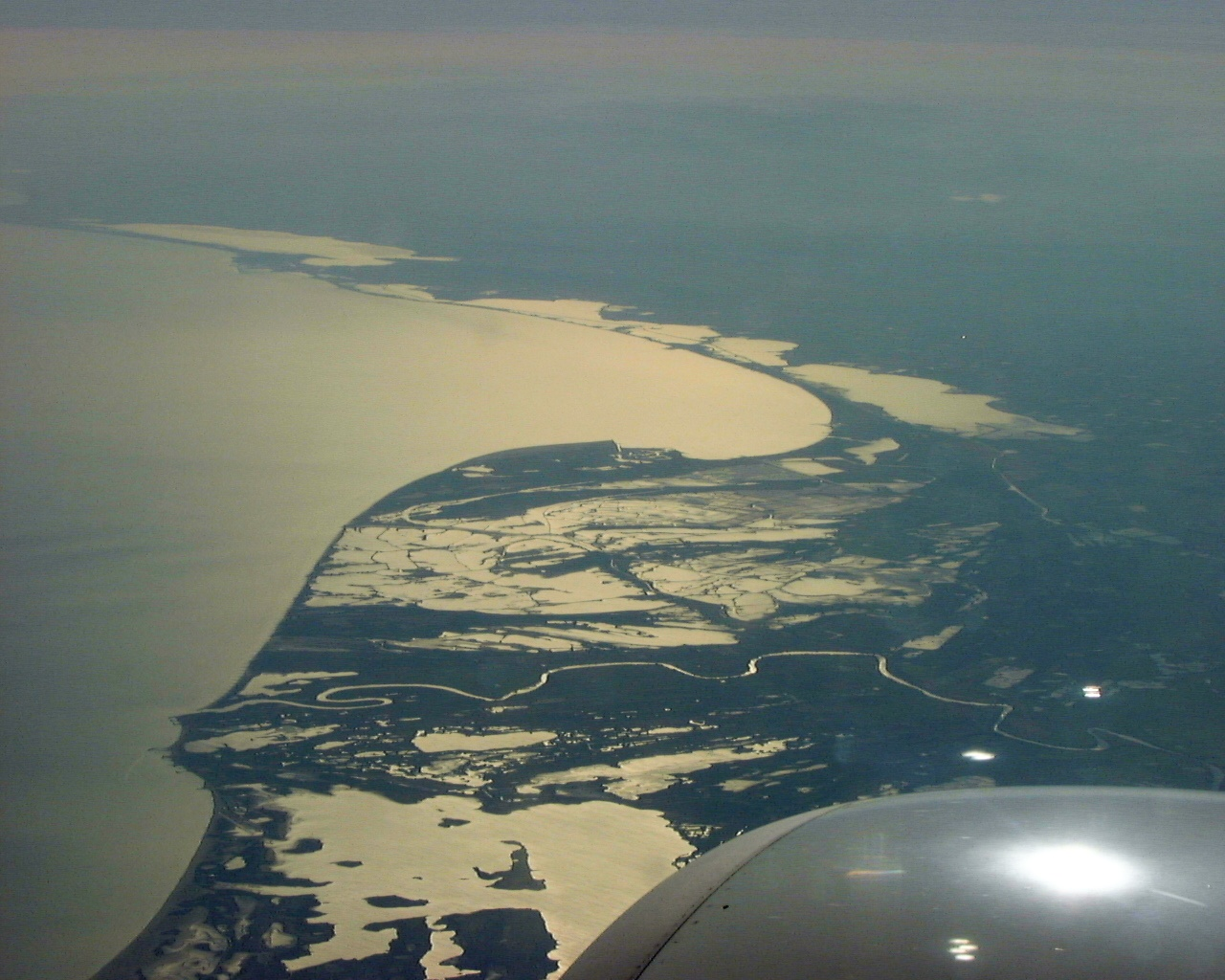
Delta del Ródano, con el Pequeño Ródano, el brazo occidental más importante

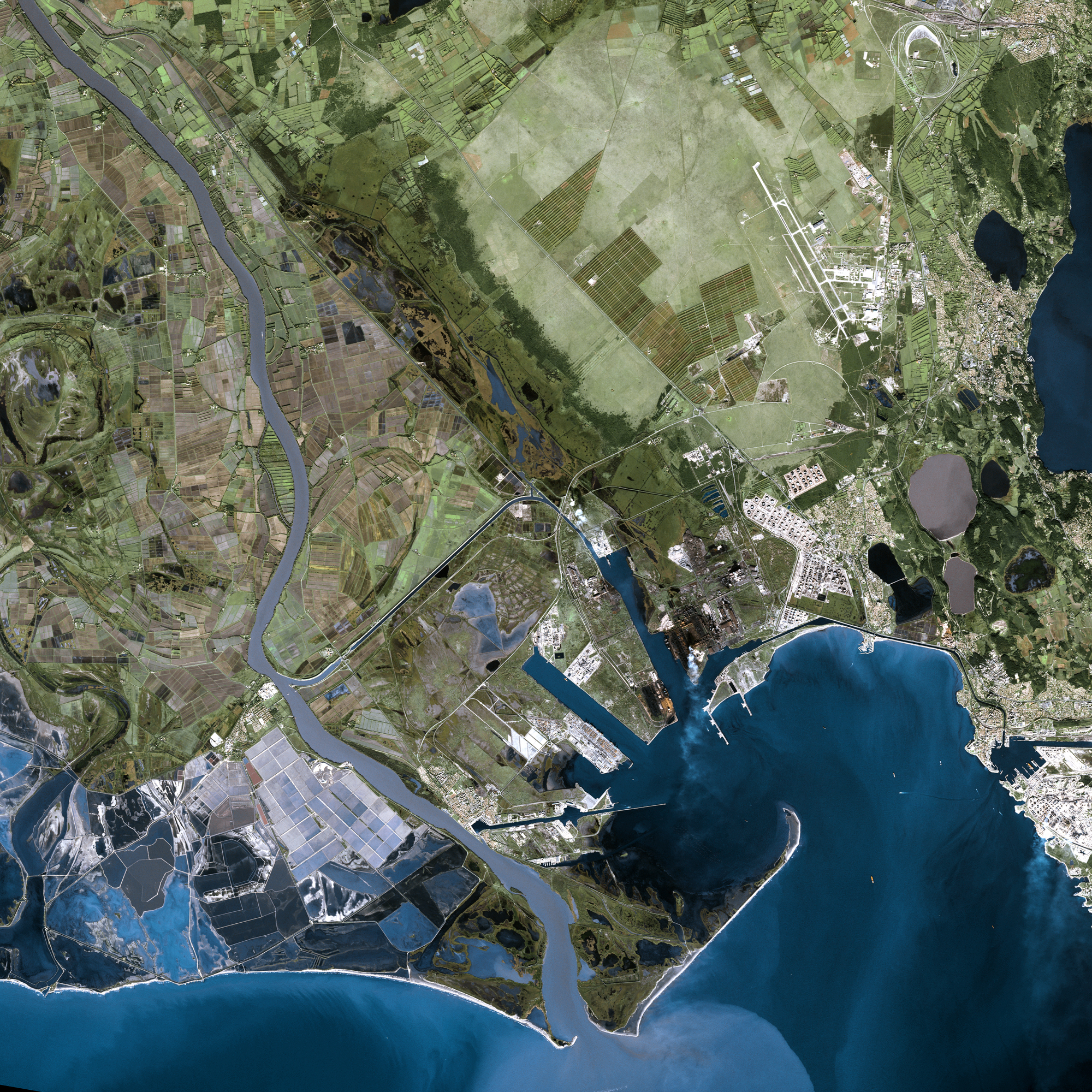
Boca del Ródano

Poco antes de llegar a Fourques (2873 hab.), el Ródano se divide en dos: por un lado el curso principal, que se llama a partir de aquí, Gran Ródano, y por otro un distributario, por la derecha, el Pequeño Ródano, configurando entre ambos un área deltaica que es la Camarga.
El Gran Ródano pasa enseguida por Arlés (52 439 hab.), donde el caudal medio anual es de 1710 m³/s.
Hasta llegar a Port-Saint-Louis-du-Rhône (8579 hab.), en la desembocadura, en un tramo de casi 50 km, el curso del gran Ródano es el límite oriental del Parc Naturel Régional de Camargue y el Pequeño Ródano el occidental, en unos tramos en los que no hay ninguna localidad.
El río forma un típico delta fluvial  triangular, aunque conservando un cauce principal que sobrepasa el 1,0 km de anchura, si bien el cordón o flecha litoral que se prolonga de oeste a este viene a limitar esa anchura a la mitad, en la línea de la costa. El brazo más occidental, el del Pequeño Ródano, que tiene una anchura en su desembocadura de unos 135 m. 
Al desaguar en un mar sin mareas sus brazos han ido moviéndose desde el oeste, en general, durante el período histórico. Ahora embalsado, su delta está congelado, excepto durante las inundaciones excepcionales, como en 1993, 1994 y 2003.

## Hidrología

### El Ródano aguas arriba del lago de Ginebra

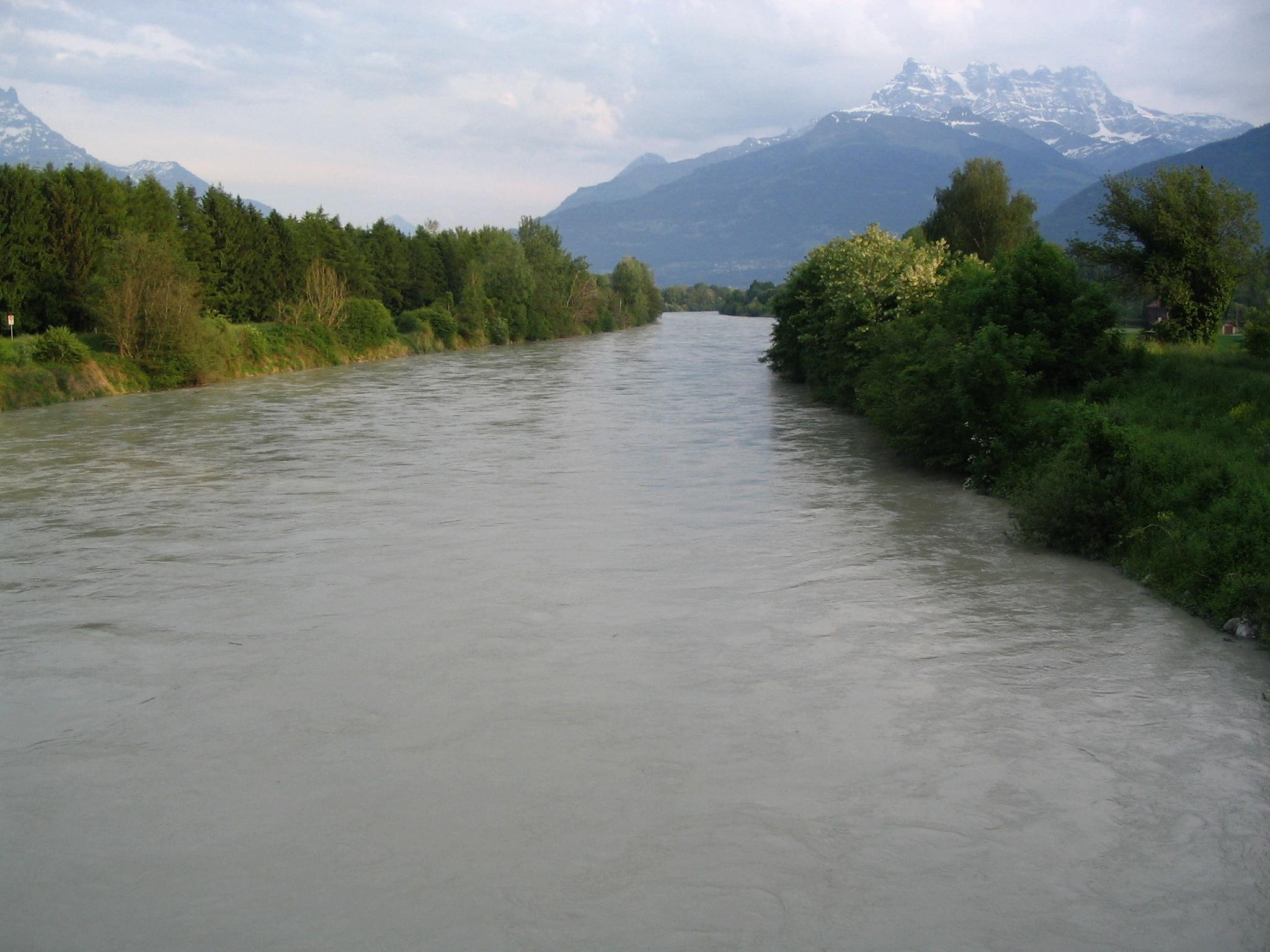
El Ródano aguas arriba de la Porte al nivel de Aigle

El caudal del río ha sido observado durante 78 años (1935-2013) en Porte-du-Scex, a 377 m de altitud y la media anual del caudal o módulo observado durante ese período fue de 182 m³/s para una cuenca aproximada de unos 3524 km², el 14,3 % del total del área de captación del río. 
| Caudal medio mensual del Ródano en la estación de Porte du Scex, datos y bases hidrológicas, OFEV (en m³/s. Datos calculados en el período de 78 años, 1935-2013) |
| |

### El Ródano aguas abajo de Léman
El régimen hidráulico del Ródano se caracteriza por máximos otoñales relacionados con las lluvias mediterráneas y máximos primaverales debidos al deshielo. En el invierno presenta a menudo caudales sostenidos, pero menos marcados y el régimen hidráulico es mínimo en verano.
Mucho tiempo descrito como un «río caprichoso», debido a sus poderosas crecidas (más de 11 000 m³/s aguas abajo), ahora es habitual hablar de «río domado» después del acondicionamiento, en la parte francesa, por la CNR. Aguas arriba, en la parte suiza, ha sufrido numerosas modificaciones (en la Wikipedia en francés). Las crecidas de 1993-1994 y de 2002-2003 mostraron que el desarrollo hidroeléctrico sólo gestiona las tasas normales, pero en ningún caso impide la formación de grandes crecidas similares a las del siglo XIX.
El Ródano se caracteriza por la diversidad de su cuenca vertiente:
- aportes alpinos sostenido entre mayo y julio (deshielo de la nieve y de los glaciares);
- aportes oceánicos de invierno, con crecidas lentas (Saône);
- aportes mediterráneos et cevenols con crecidas violentas de otoño y estiajes severos de verano.

Ello resulta en un régimen hidrológico muy complejo, con una gran diversidad en la formación de las crecidas y su desarrollo. Se distinguen los siguientes tipos de crecidas:
- las crecidas oceánicas, en las que el Saôna juega un papel preponderante;
- las crecidas mediterráneas extensivas (enero de 1994), con una fuerte contribución de los afluentes mediterráneos de la margen izquierda (Durance, en particular);
- las crecidas cévenoles (septiembre de 2002) con un papel preponderante de los afluentes mediterráneos de la margen derecha (Ardèche, Cèze, Gardon);
- las crecidas generalizadas (tipo 1856) que son las más dañinas.

El caudal medio interanual del río observado en Beaucaire fue de 1690 m³/s (datos calculados en 92 años, de 1920 a 2011, para una cuenca de 95 590 km² y 6 m de altitud).
| Caudal medio mensual del Ródano en la estación de Beaucaire, datos y bases hidrológicas, OFEV (en m³/s. Datos calculados en el período de 78 años, 1935-2013) |
| |

Se considera que el Ródano está en crecida cuando su tasa es superior a 5000 m³/s. El récord reciente medido diciembre de 2003 con una tasa inicialmente anunciada de 13 000 m³/s en Beaucaire. El caudal fue revisado después a 11 500 m³/s ± 5 %. Ver también datos de la CNR y del Ayuntamiento de Arlés.
Los servicios del Estado, para la evaluación del riesgo de inundaciones (desarrollo de Planes de Prevención de Riesgos de inundación, IRPP), retienen la mayor inundación de referencia de la inundación de 1856, estimada en 12 500 m³/s en Beaucaire, que sería un poco más fuerte que la crecida de 2003.
La más grande fue probablemente la inundación histórica ocurrida en noviembre de 1548, y hasta la de 580. La crecida del milenio, por su parte, se estima en más de 14 000 m³/s (entre 14−16 000 m³/s, según los autores, con un mayor consenso para 14−14 500 m³/s). El Ródano es uno de los cinco grandes ríos franceses cuyo caudal es más elevado.

## Navegación

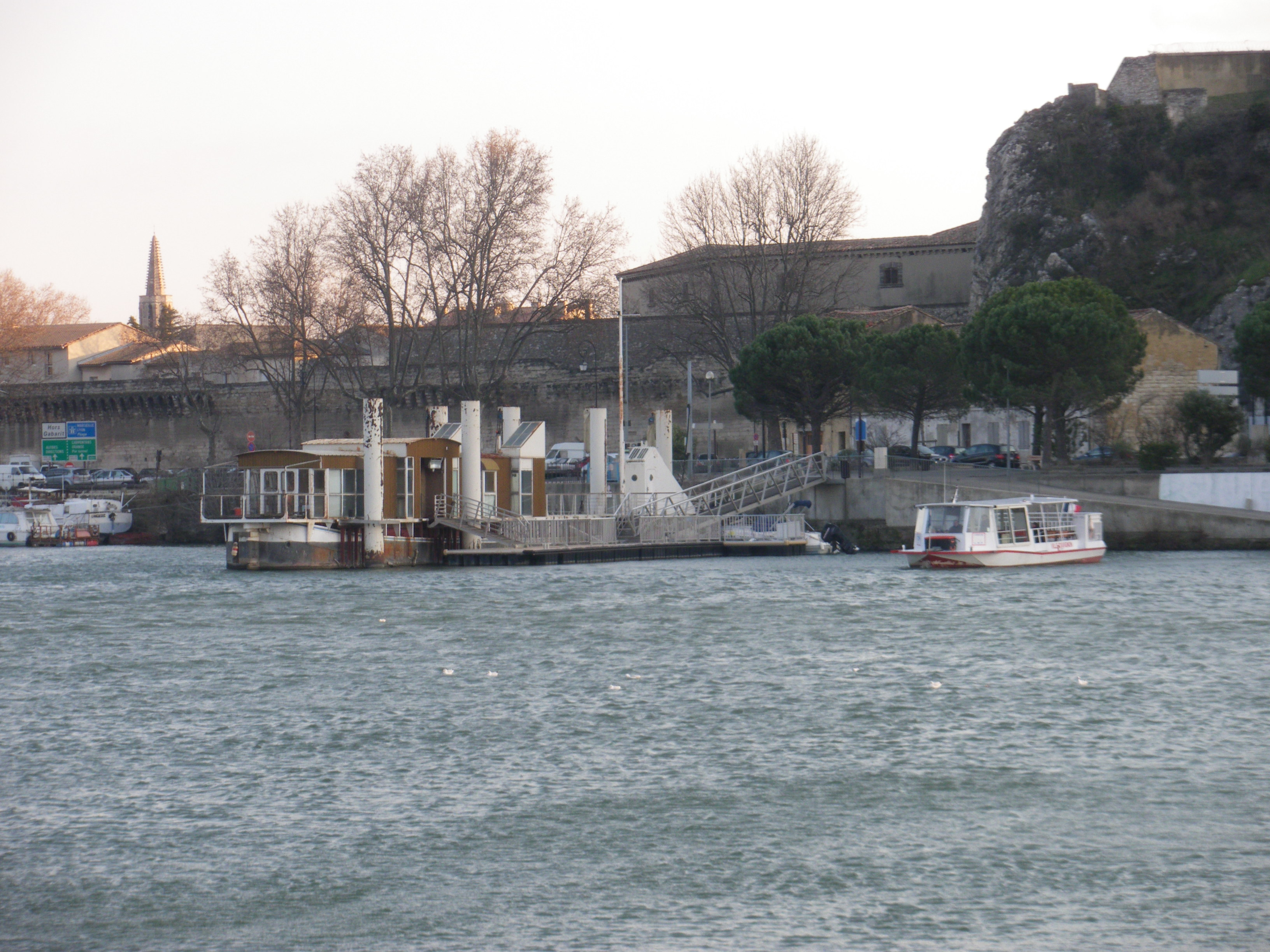
En Aviñón, capitanía y naveta fluvial que une las dos orillas del Ródano.

Antes de que se desarrollaron las carreteras y ferrocarriles, el Ródano fue una importante ruta interior de comercio y de transporte, que conectaba las ciudades de Arlés, Aviñón, Valence, Vienne y Lyon con los puertos mediterráneos de Fos, Marsella y Sète. Viajar aguas abajo por el Ródano en barcazas llevaba unas tres semanas. Con una embarcación motorizada, el viaje dura ahora sólo tres días. El Ródano se clasifica como vía fluvial de clase V desde la boca del Saona hasta el mar. El Saona, que también se canalizó, conecta los puertos del Ródano con las ciudades de Villefranche-sur-Saône, Mâcon y Chalon-sur-Saône. Las embarcaciones más pequeñas (hasta la CEMT Clase I) pueden viajar más al noroeste, al norte y al noreste: vía el Centre-Loire-Briare y los Canales de Loing hasta el Sena; a través del canal del Marne al Saona (recientemente a menudo llamado "canal entre Champagne y Bourgogne") hasta el Marne; a través del canal de los Vosgos (anteriormente llamado "canal del Este - Rama Sur") al Mosela y vía el canal del Ródano al Rin hasta el Rin.
El Ródano es tristemente célebre por su fuerte corriente cuando el río lleva grandes cantidades de agua: la corriente puede alcanzar velocidades de hasta 10 km/h, sobre todo en el tramo por debajo de la última esclusa de Valabrègues y en algunos de los canales de derivación. Las diez esclusas fluviales se operan diariamente desde las 5:00 a. m. hasta las 9:00 p. m. La operación por la noche puede ser solicitada y se concede por lo general.

### Turismo fluvial
El turismo fluvial ha recreado la tradición de más de mil años que hicieron del Ródano el enlace entre Lyon y Aviñón. El comienzo fue tímido en 1994 con sólo tres barcos-hoteles; en 2011, hay una flota de veintiún embarcaciones, seis de ellas de paseo, que están anclados en los muelles de las calzadas del Oulle.
Los barcos de esta flotilla ofertan una escala de un mínimo de un día a sus clientes. Esto permite visitar la ciudad de los papas y sus alrededores inmediatos. La asistencia, durante la década de 2000, se ha intensificado con cerca de 50 000 turistas llegados en su mayoría del norte de Europa y de América del Norte. Además, una naveta fluvial eléctrica enlaza Aviñón con Villeneuve-lès-Avignon y, desde 1987, una capitanía gestiona el conjunto del tráfico fluvial, barcos de pasajeros y barcos atracados en el puerto de Aviñón.

Cruceros fluviales
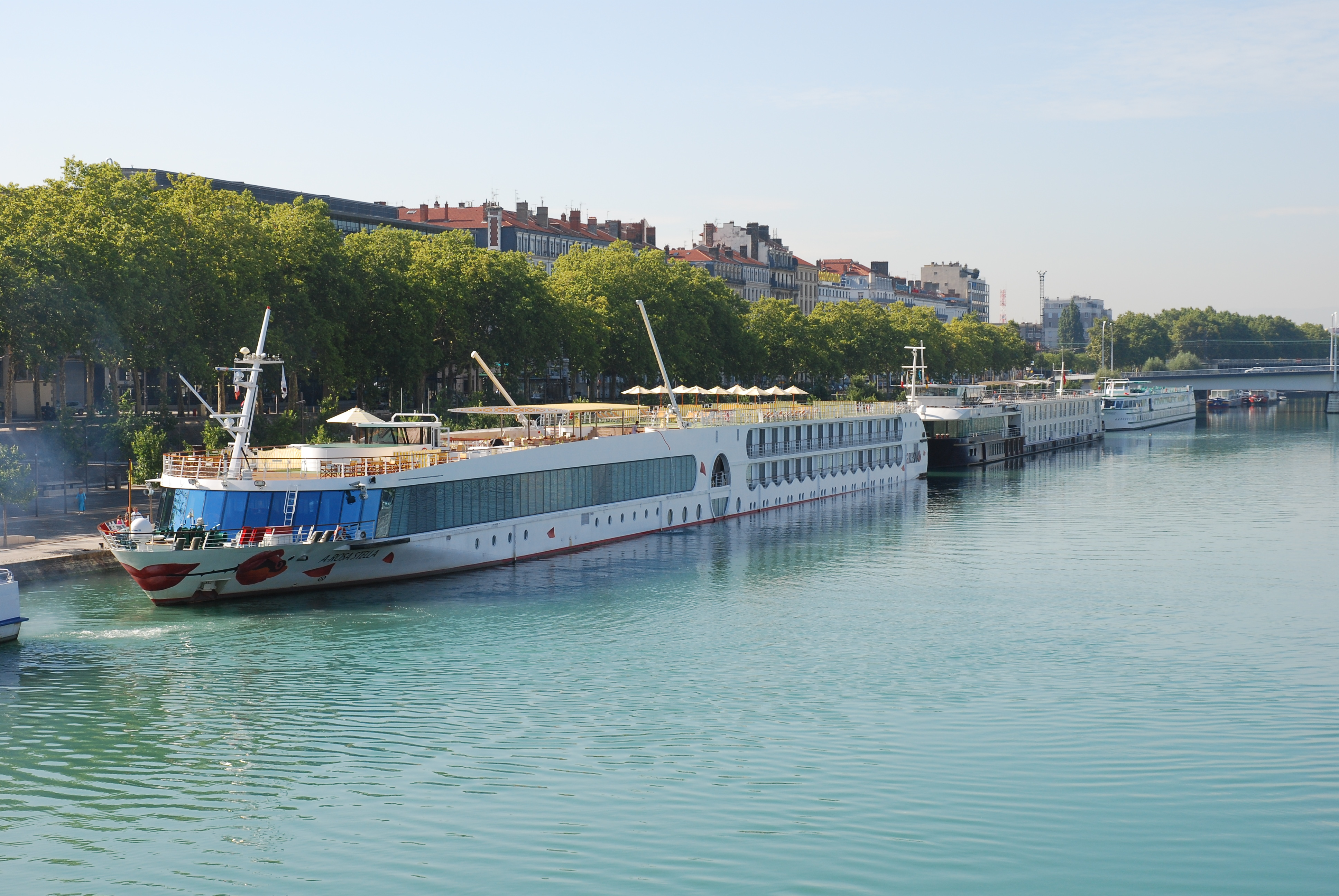
Cruceros atracados en los muelles de Lyon.
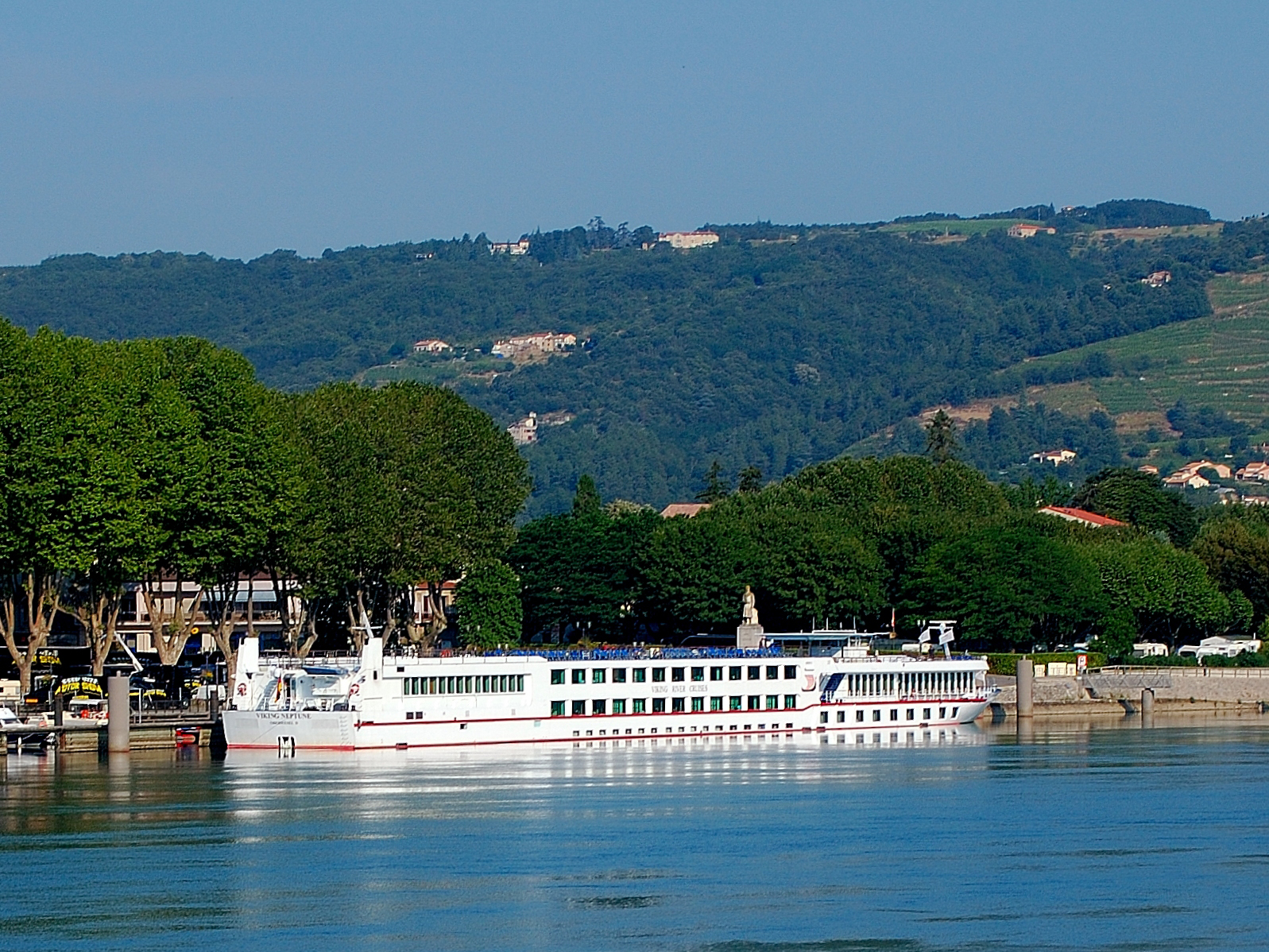
El Viking Neptune en Tournon-sur-Rhône.
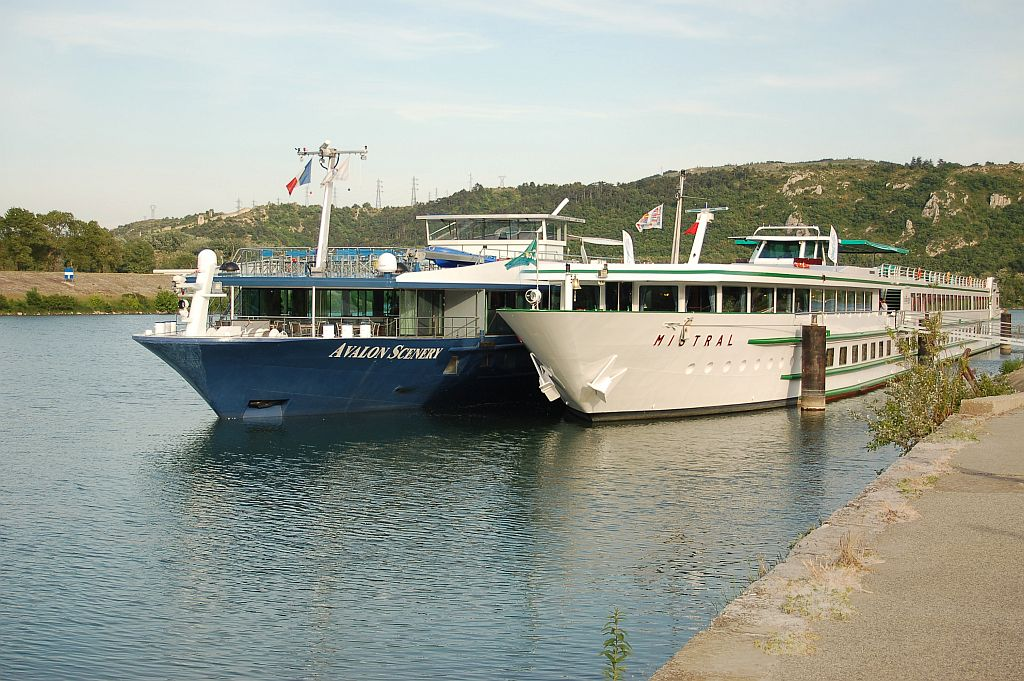
El Avalon Scenery y el Mistral en Viviers.
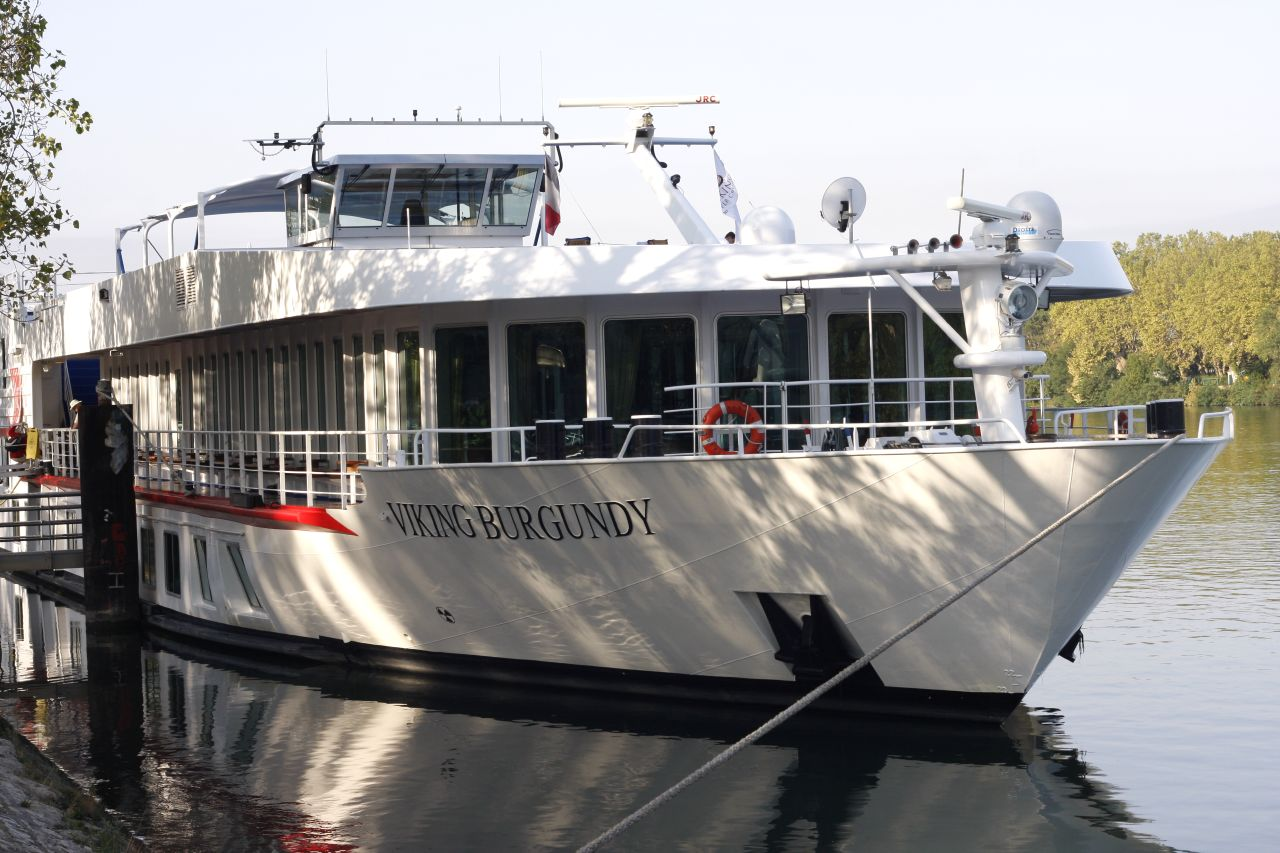
El Viking Burgundy en el muelle de Aviñón.
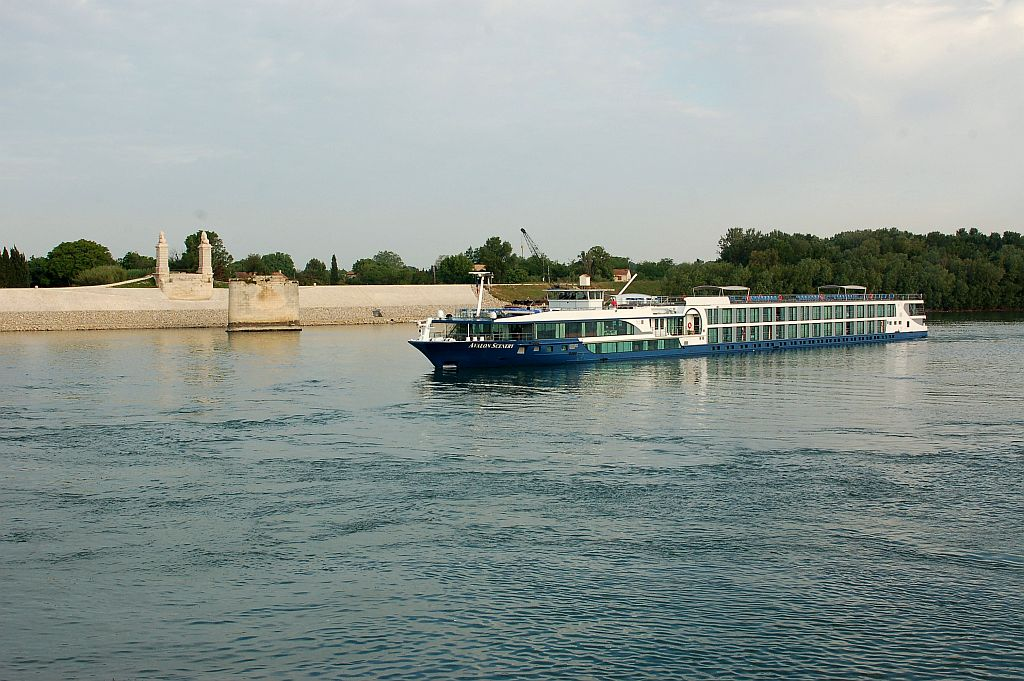
Un crucero llegando a Arlés.

## Puentes y transbordadores en el Ródano

### Puentes antiguos

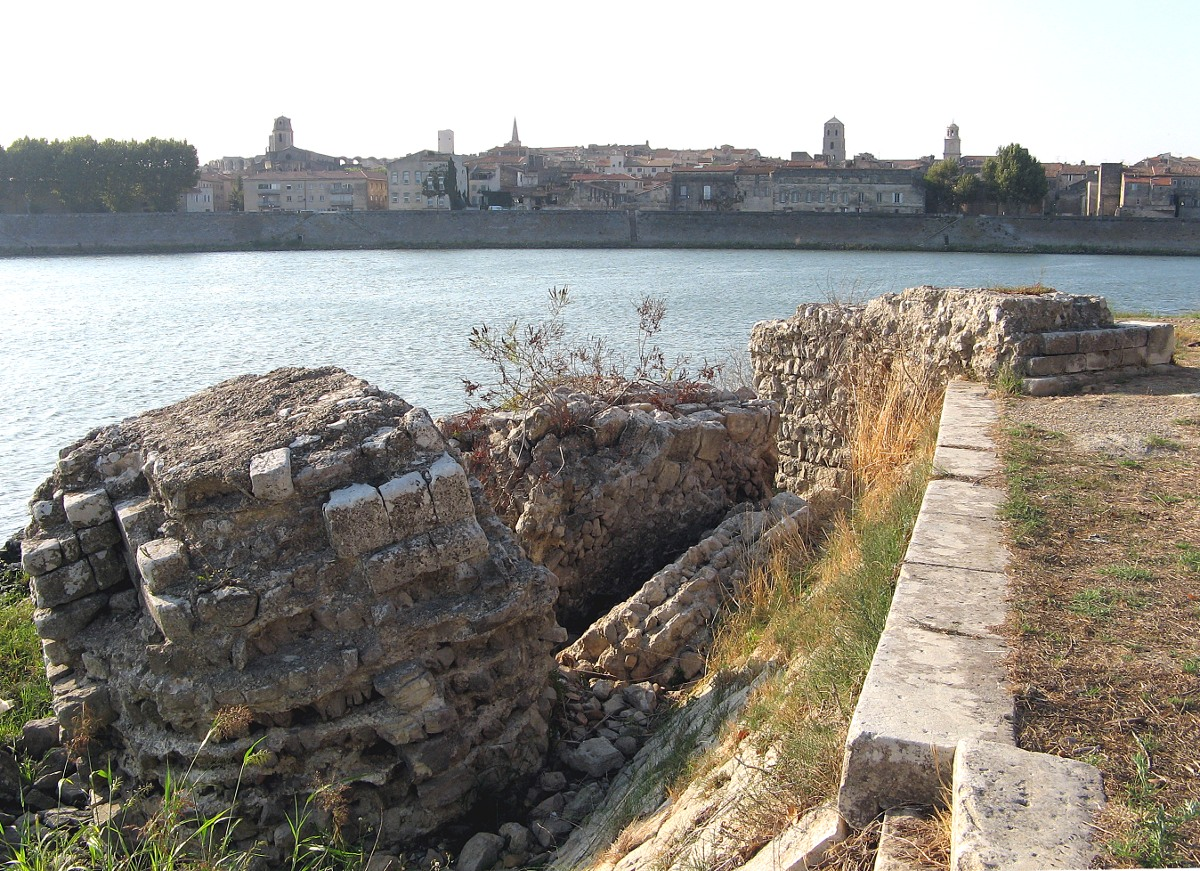
Ruinas del puente romano llamado de «Constantin» (septiembre de 2006).

El puente de Constantino en Arlés estaba situado en la Vía Aurelia y continuaba hacia Fourques por una segunda obra que cruzaba el Petit Ródano. En 1762, el lecho del Petit Ródano estaba casi seco, quedando al descubierto los cimientos de esta obra antigua. Hoy en día, sólo quedan las ruinas de Trinquetaille que son propiedad del Estado y de las vías navegales de Francia. Están clasificadas como Monumento Histórico de Francia (1920) y en la lista del Patrimonio Mundial de la Unesco (1981).
Tras el pasaje de Maximiano Hércules, que iba a combatir a los bagaudas, los campesinos galos se rebelaron, y se construyó un primer puente de madera sobre el Ródano que unía Aviñón con la orilla derecha. Se ha fechado por dendrocronología en el año 290 después de las excavaciones realizadas bajo el puente de Aviñón reposando en estas bases romanas. El estudio de las pilas elevadas sobre ellas han confirmado que sostenían una cubierta de madera como en Arlés.
El puente romano de Vienne fue destruido por una inundación del Ródano el 11 de febrero de 1407. Las excavaciones subacuáticas emprendidas en 2011, no lejos del puente de Lattre de Tassigny, permitieron encontrar los restos de este edificio que data del s. II d. C. Estos restos ya se vieron en 1938, y eran pilotes de madera como en Arlés y en Aviñón.

### Puentes medievales

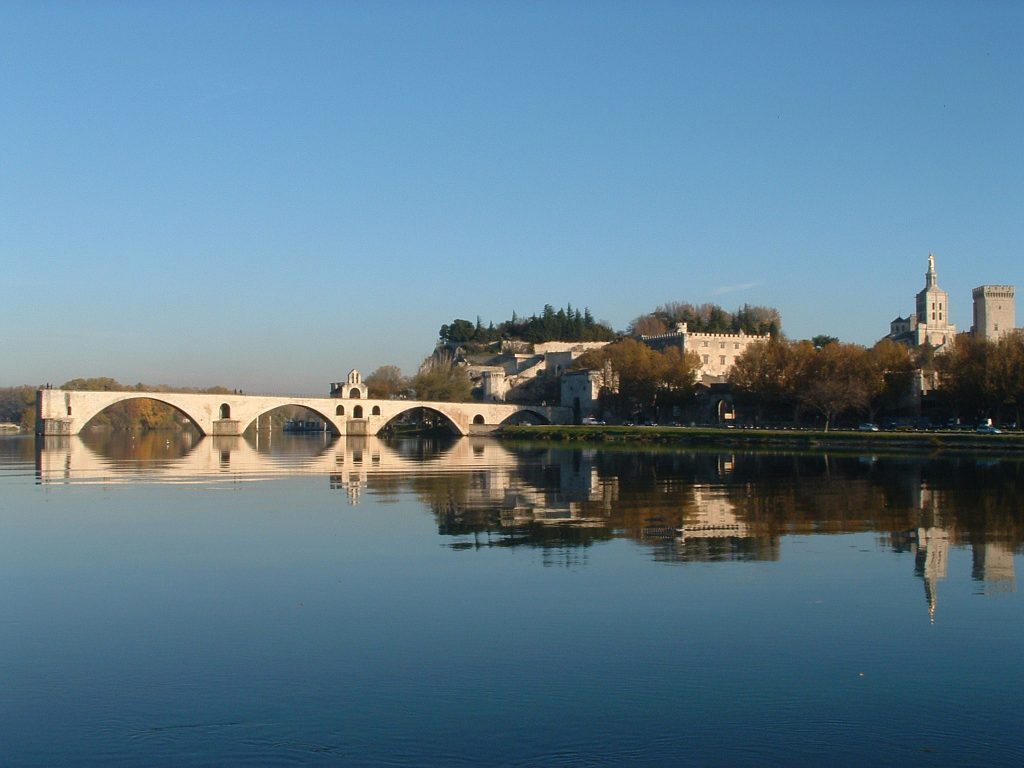
Puente de Saint-Benezet en Aviñón.

La leyenda dice que Benoit Petit, conocido con el nombre de Benito de Aviñón, un pastor nacido en 1165 en Burzet, en el Vivarais, cuando tenía 12 años recibió la orden divina de ir a construir un puente a Aviñón. Comenzó su construcción en 1177. La obra se completó en 1185 y pasaba por encima del Ródano en 915 m. Originalmente tenía 22 arcos, de los que no quedan más que cuatro, y sólo las pilonas estaban hechas de piedra y el tablero era entonces de madera. El puente fue reconstruido en albañilería entre 1234 y 1237.
La posible intervención de Bénézet en la construcción del puente de madera de la Guillotière, es considerada por historiadores como Sylvain Gagnière y Élisabeth Magnetti, conservadora del Musée du Petit Palais de Aviñón, que explican: «A pesar de las opiniones contrarias, no es imposible históricamente que Benezet haya dado el impulso de la construcción de acuerdo con el hermano Étienne».Referencia vacía (ayuda).
El puente de madera pudo haberse derrumbado bajo el paso de los cruzados de Felipe el Hermoso y de Ricardo Corazón de León en 1190, y tuvo que ser reconstruido en piedra en 1244. Mientras el puente estaba en construcción, el 28 de junio de 1245 en el convento de Saint-Just en Lyon, se abrió el XIII concilio ecuménico presidido por Inocencio IV. Fue en el curso de este concilio cuando los hermanos de la Obra del Puente (Œuvre du Pont) de esta ciudad redactaron una carta indicando que Bénézet había sido el fundador de su primer puente.

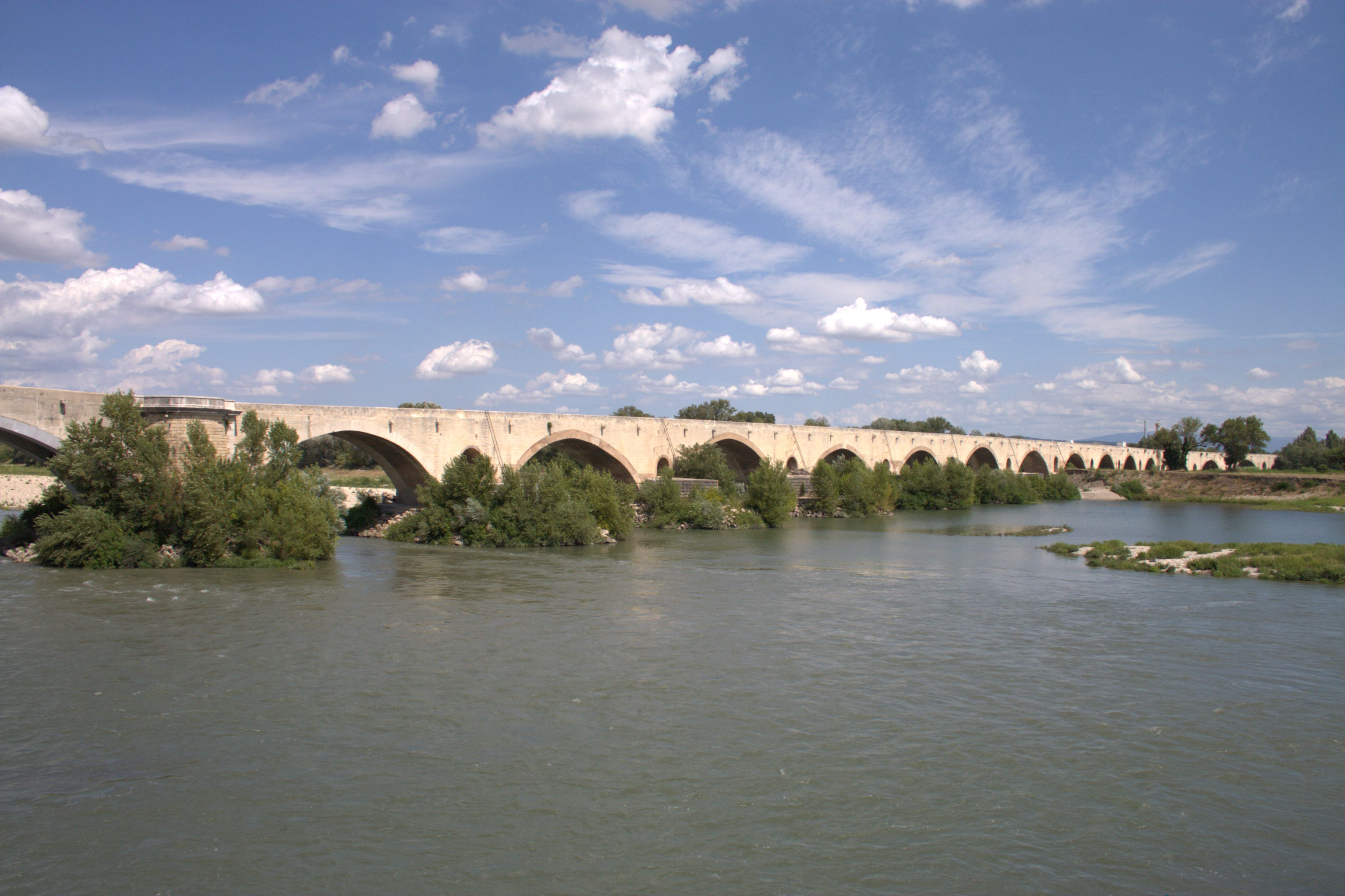
El puente del Espíritu entre Lamotte-du-Rhône y Pont-Saint-Esprit.

La construcción de un paso entre Saint-Saturnin-du-Port et Lamotte era deseada por el hermano de Luis IX, el conde de Poitiers y Toulouse, Alfonso de Poitiers Se inició en 1265 y se terminó en 1309. Es el más antiguo de todos los puentes sobre el Ródano que sigue en servicio. Ha sido durante mucho tiempo un punto de paso obligado en el río entre la Provenza y el Languedoc. Está compuesto por 26 arcos, de ellos 19 grandes y 7 pequeños. Sobre cada arco, hay una arcada de evacuación idéntica al del puente Julien, abierta para una mejor evacuación de aguas altas durante las crecidas.
Según Viollet-le-Duc, el maestro de obra principal fue John Tensanges o de Thianges. La tradición cuenta que este, antes de que los benedictinos de Saint-Saturnin-du-Port se hubieran negado primero a esta construcción después de que cediera, inspirado por el Espíritu Santo, colocó el mismo la primera piedra.

### Transbordadores

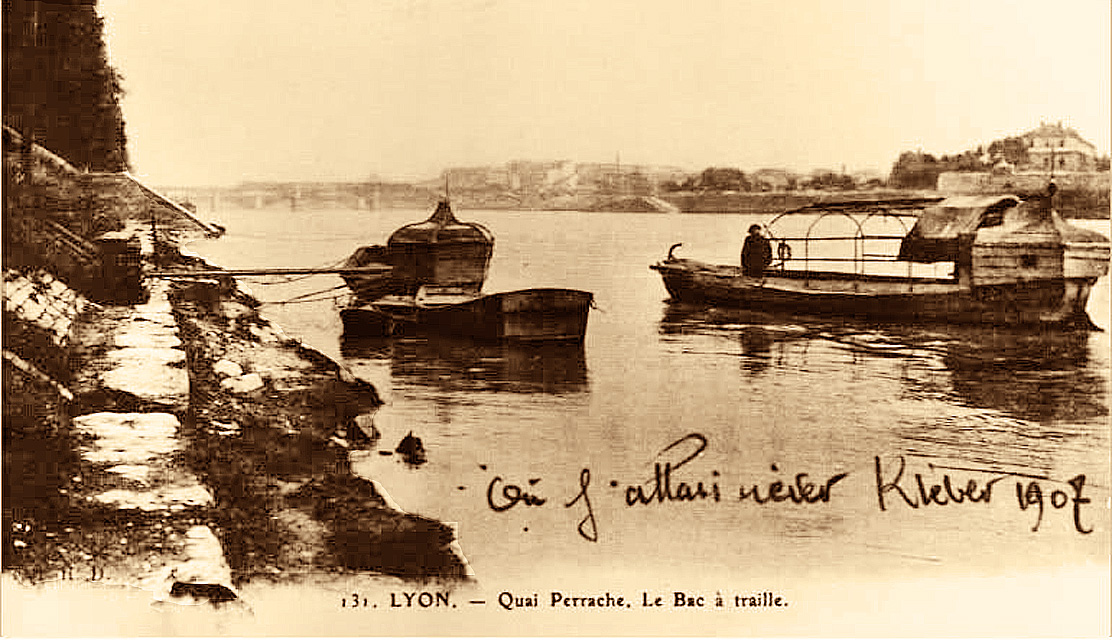
En Lyon, el ferry de cable del muelle de Perrache.

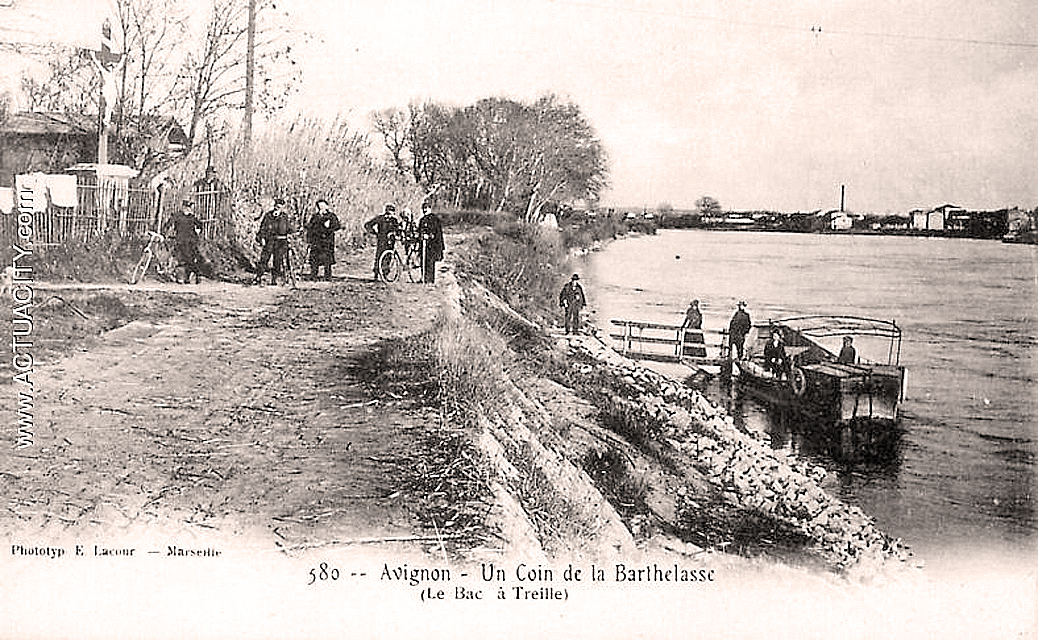
Transbordador de trailla entre Aviñón y Barthelasse.

El Ródano siempre fue un hándicap para el comercio este-oeste, que actuó como frontera entre las riberas izquierda y derecha. Durante la Edad Media, en ausencia de puente, era necesario organizar, regular, controlar y tarifar el cruce del río en el lugar más favorable. Fue allí donde se desarrollaron las aglomeraciones, favoreciendo el alojamiento y negocio. Los transbordadores aseguraban su servicio desde el amanecer hasta la puesta del sol. Cada embarcadero llevaba el nombre del puerto.
Estos transbordadores de trailla o de reacción, para funcionar, utilizaban la trailla, un cable, tendido de un lado al otro del río, mantenido en alto por una pilonas llamadas cabres. La embarcación estaba conectada por otro cable, el traillon y un sistema de poleas que podían desplazarse sobre la trailla permitían el desplazamiento. El simple hecho de inclinar el transbordador en la dirección de la corriente permitía hacerlo avanzar perpendicular a ella, y atravesar el río a la velocidad escogida por el pasante o pontonero, utilizando un gran remo que le permitía optar por un ángulo entre la trailla y la corriente. Se usaba un tipo de embarcación de fondo plano que permitía el transporte de peatones, caballeros y vehículos de ruedas.

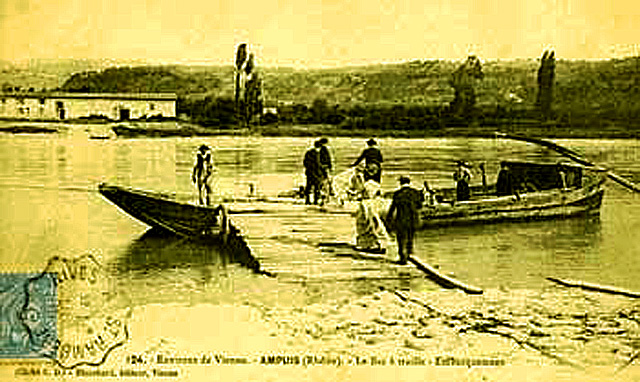
Transbordador de trailla de Ampuis.
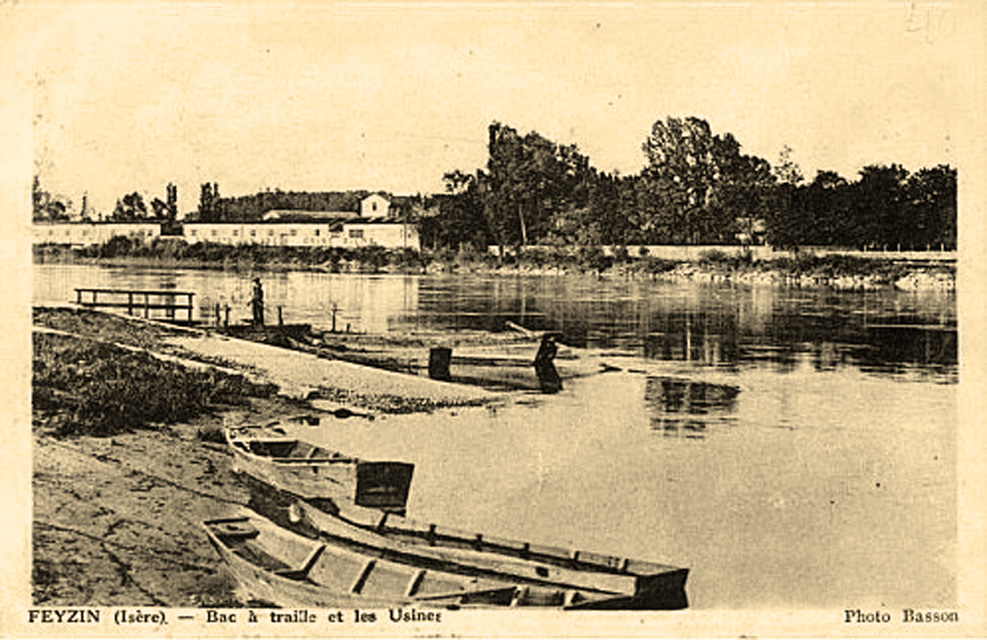
Transbordador de trailla de Feyzin.
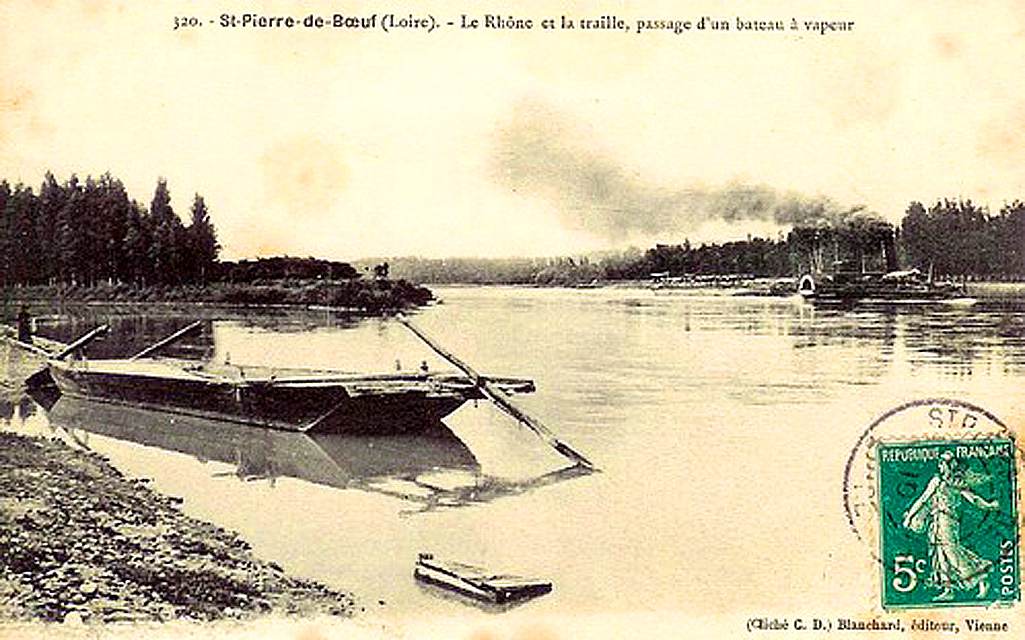
Transbordador de trailla de Saint-Pierre-de-Bœuf.
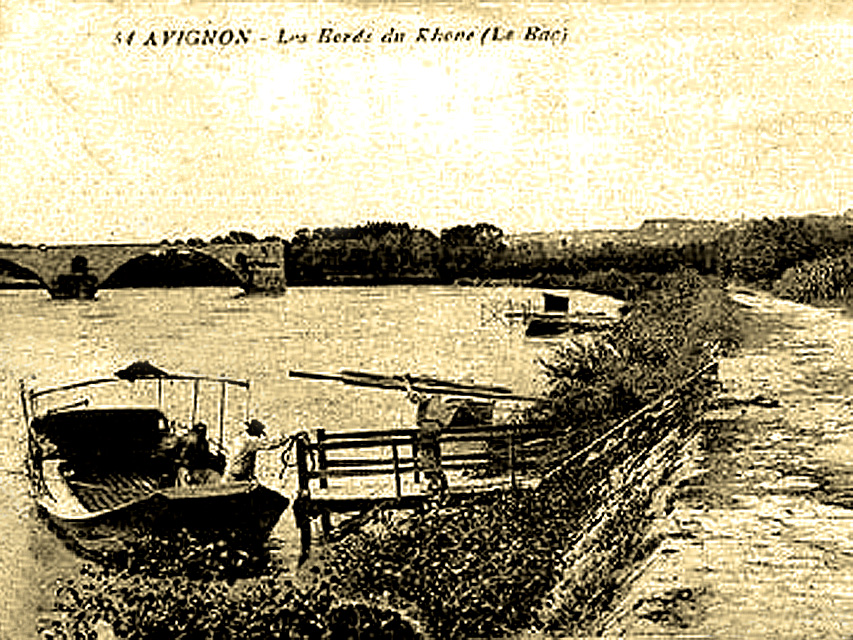
Transbordador de trailla de Aviñón aguas arriba del puente de Saint-Bénézet.

Uno de los transbordadores más antiguos cuya historia nos es conocida es el que vinculaValence, villa episcopal, orilla izquierda bajo dependencia del Sacro Imperio Romano, con Saint-Péray en Vivarais, condado de Crussol que, bajo la dependencia de Toulouse al crear el transbordador en 1160, se convertirá en dependencia del reino de Francia en 1270, bajo el reinado de Felipe III el Atrevido.
L'un des plus anciens bacs dont l'histoire nous est connue est celui qui reliait Valence, ville épiscopale, rive gauche sous la dépendance du Saint Empire Germanique, à Saint-Péray en Vivarais, comté de Crussol qui, sous la dépendance de Toulouse lors de la création du bac en 1160, deviendra dépendance du royaume de France en 1270, sous le règne de Philippe III le Hardi
La mémoire du Rhône, Guy Dürrenmatt

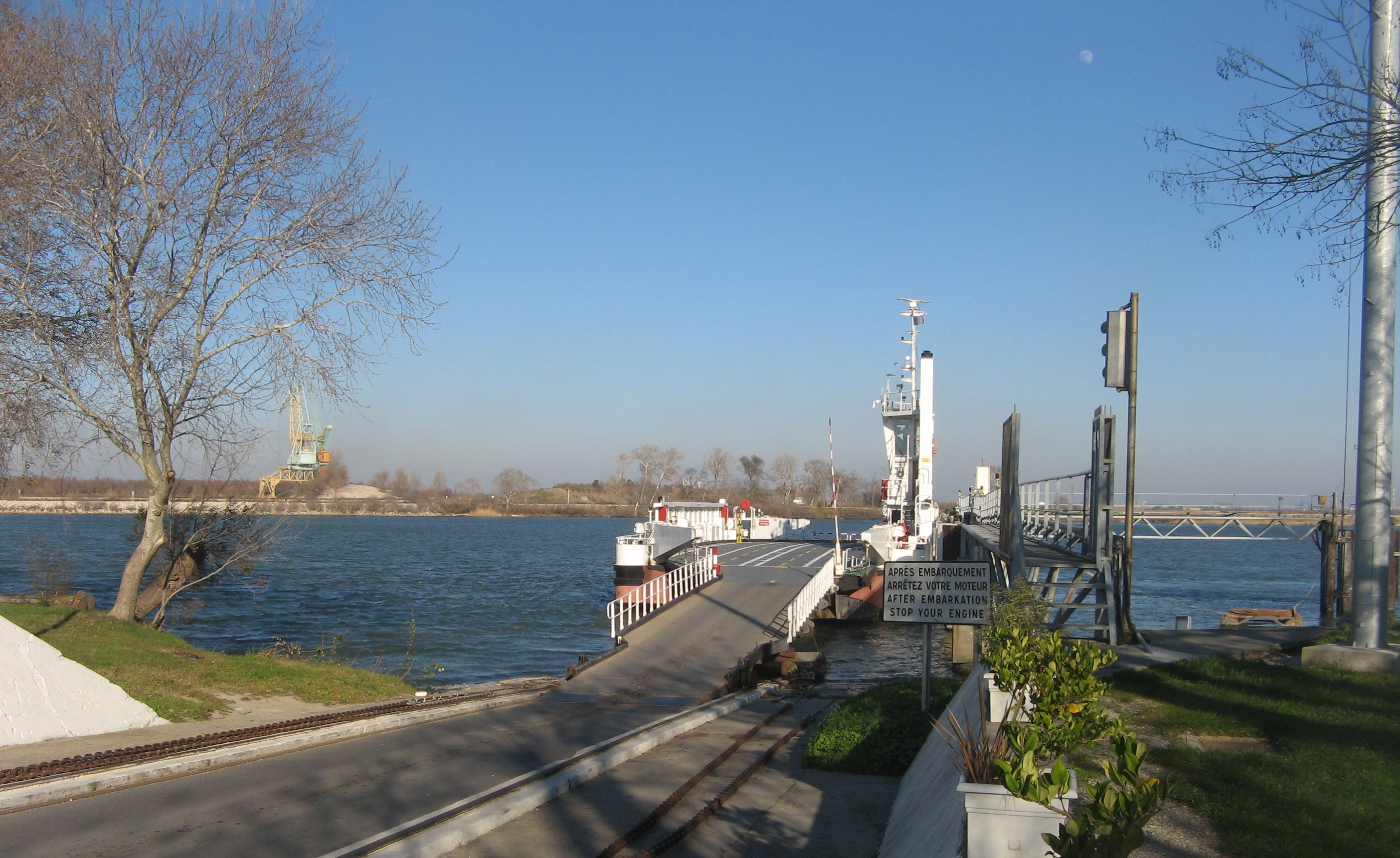
Transbordador de Barcarin.

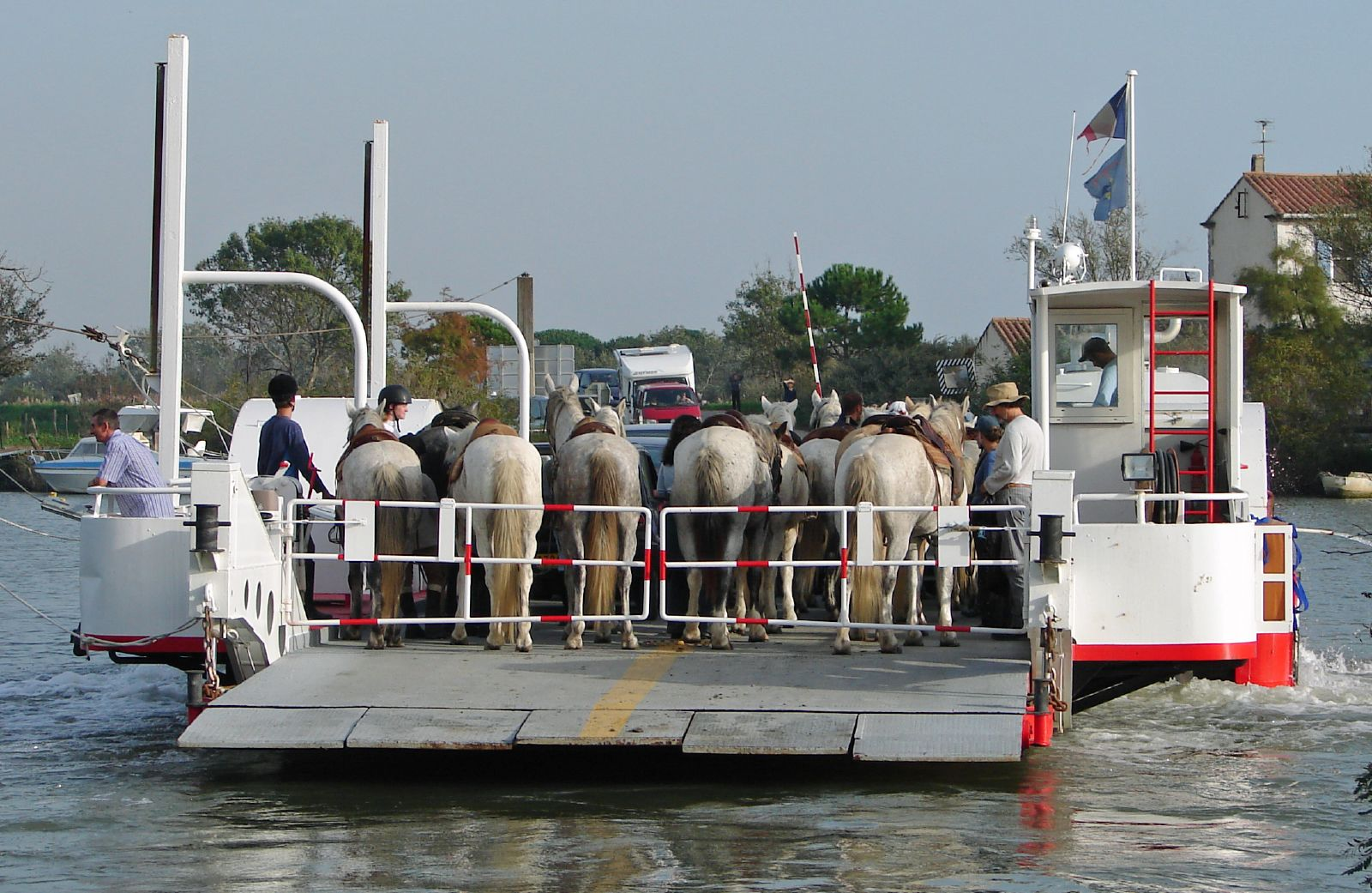
Transporte de caballos en el transbordador del Sauvage.

En Aviñón, entre 1680, fecha del abandono del puente Saint-Bénézet para entrar en el Languedoc, y 1819, fecha de puesta en servicio del puente de madera, este fue el único transbordador de trailla que conectaba las dos orillas del río. A pesar de la construcción del puente colgante en Aviñón, y después del puente Edouard Daladier, el enlace con la isla de la Barthelasse continuó siendo hecho con un transbordador de trailla hasta 1973. Fue abandonado a raíz de los trabajos de acondicionamiento del Ródano de la Compagnie Nationale du Rhône, habiendo sido los brazos más fuertes desviados hacia Villeneuve-lès-Avignon, ya no había suficiente corriente para operar.
Dos pasos sobre el Ródano con transbordadores siguen operando en la Camarga. Se trata del ferry de Barcarin y del ferry del Sauvage. El primero franquea el Gran Ródano en Salin-de-Giraud. El cruce de 430 m es asegurado por dos transbordadores anfidromos, el Barcarin 3 y el Barcarin 4 (y el proyecto, a menudo mencionado, de un puente para reemplazar el ferry todavía no es considerado). El segundo está en el Petit Ródano, cerca de Saintes-Maries-de-la-Mer. En el Sauvage, la travesía de 230 m se hace con un transbordador de trailla asistido por ruedas de paletas.

### Puentes de barcazas

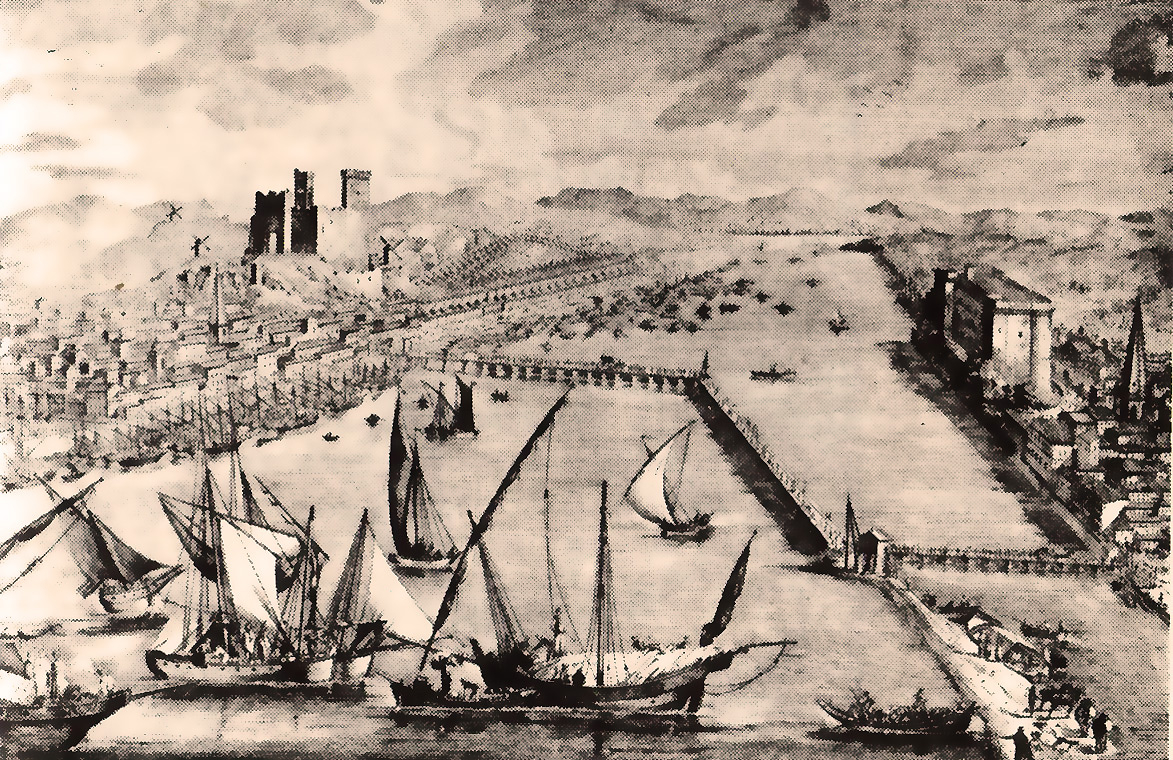
Puentes de barcazas entre Beaucaire y Tarascon en el.

Entre Beaucaire y Tarascón, se puso en servicio un puente de madera, probablemente en el siglo XIII. Fue sucedido en 1674 por un puente de barcazas construido en la forma de una bayoneta. Permaneció operativo hasta 1829, cuando fue reemplazado por un puente colgante, cuya construcción se inició en diciembre de 1826.
El puente de barcas fue transportado aguas arriba en el río, donde fue utilizado para comunicar Villeneuve-lès-Avignon y la isla de la Barthelasse.

### Puente de caballetes

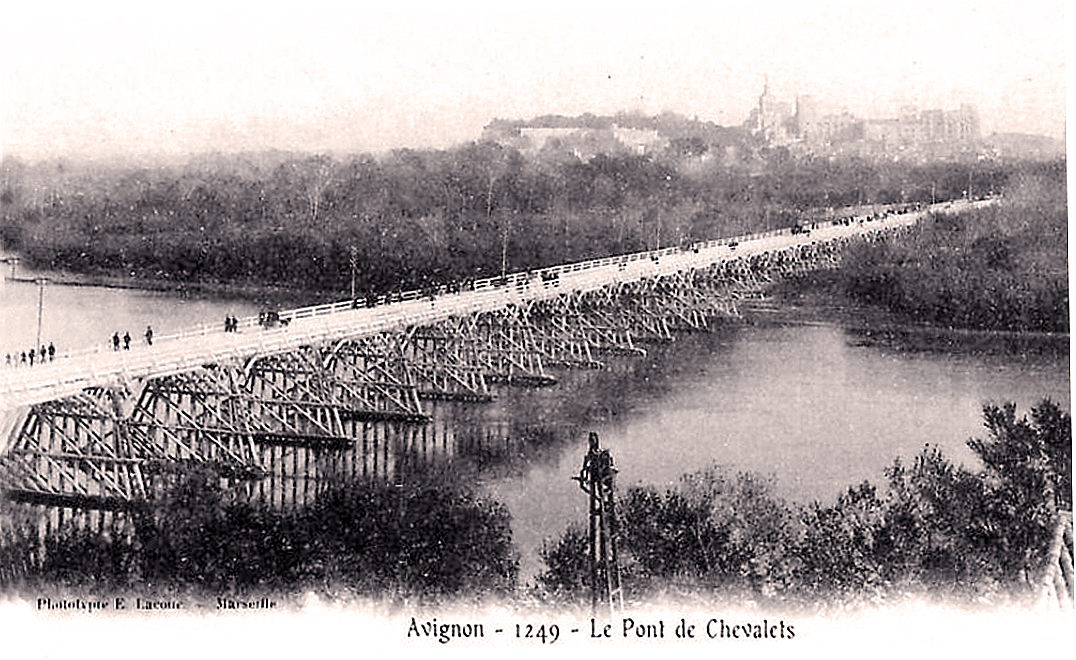
Puente de madera que unía Aviñón y Villeneuve-lès-Avignon, a principios del.

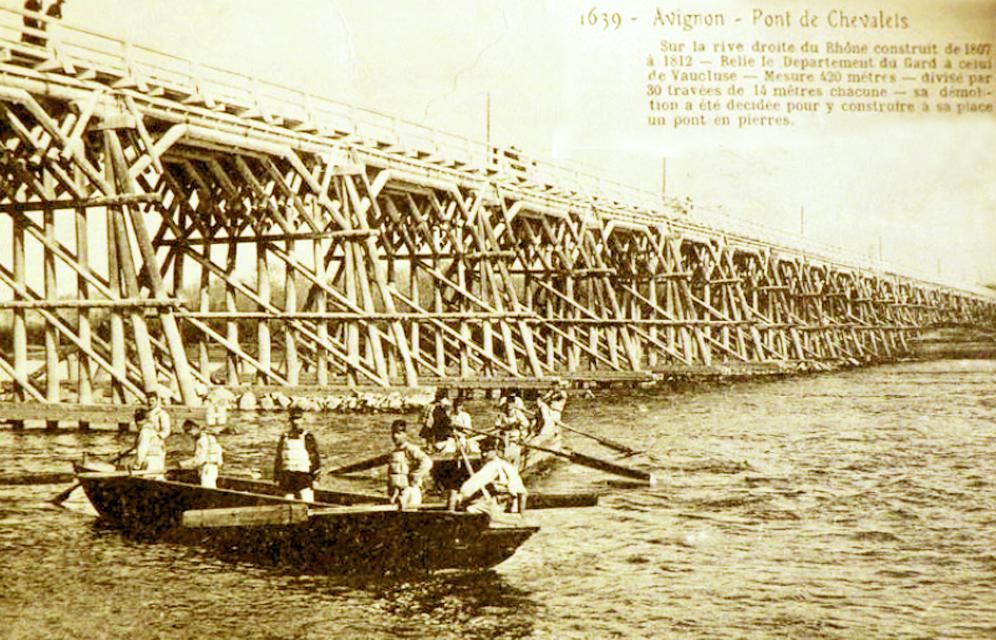
Pontoneros del 7.º de ingeniería de Aviñón manteniendo el puente de caballetes.

Desde 1791, fecha de la unión de Aviñón con Francia, el problema surge de la relación entre las dos orillas del Ródano. La solución de un puente de madera llamado à chevalet (de caballete) fue adoptada. Las obras comenzaron en 1806 y se terminaron en 1820.
Este trabajo fue estructurado en varias partes. La primera franqueó el Petit Ródano de Aviñón justo en la isla de la Barthelasse. Este puente de 7,40 m de ancho y 224,85 m de largo, estaba dividida en quince tramos. En la isla se construyó una calzada de 226 m. La tercera parte estaba cruzaba el gran Ródano. A lo largo de 438,48 m, el puente tenía treinta tramos. El ímpetu del río lo debilitó rápidamente. Varios caballetes fueron barridos en 1820 y 1821.
Por otra parte, estos caballetes eran barreras para la navegación y los marineros del Ródano deseaban la construcción de un puente colgante. La ciudad de Aviñón se opuso a ello, pero en 1838 se aprobó el proyecto. Fue construido en 1845, pero solo en la margen izquierda. Del lado de Gard, el puente de madera se mantuvo en servicio hasta los años 1900. Sólo fue reemplazado en 1910 por un puente de mampostería.

### Puentes colgantes
En Francia, la tecnología se conoció a través de los logros británicos reportados en la prensa. Se llevó a cabo en 1821, sin éxito, una misión de estudio de Ponts et Chaussées. El área tenía uno de los ríos más difíciles de cruzar en el momento: el Ródano. Los puentes eran muy pocos: tres, incluyendo uno roto (el puente de Aviñón) entre Lyon y el estuario. De hecho, el río era, y es, ancho, muy caudaloso y sin disminución notable ya que se alimenta del deshielo. Sin temporada «seca», era imposible construir las pilonas de acuerdo con el método probado.
La compañía Seguin Frères (Annonay, Ardèche), dirigida par Marc Seguin, propuso un proyecto innovador en 1822: el puente colgante de Tournon. La empresa entendió rápidamente que un puente colgante convencional no era posible en Francia debido a la mala calidad de las cadenas. Intentó entonces reemplazarlas con manojos de hilos de hierro. Ese fue el nacimiento del cable. Después de varias pruebas y una negativa de Ponts et Chaussées, el proyecto fue finalmente aceptado. A la innovación de los cables se añadió el uso del hormigón hidráulico para los cimientos, del hormigón armado (25 años antes de la primera patente) para las superestructuras y de estructuras de refuerzo rigidizante del tablero de madera. El puente colgante tomó su forma moderna.

Algunos puentes colgantes aún en servicio
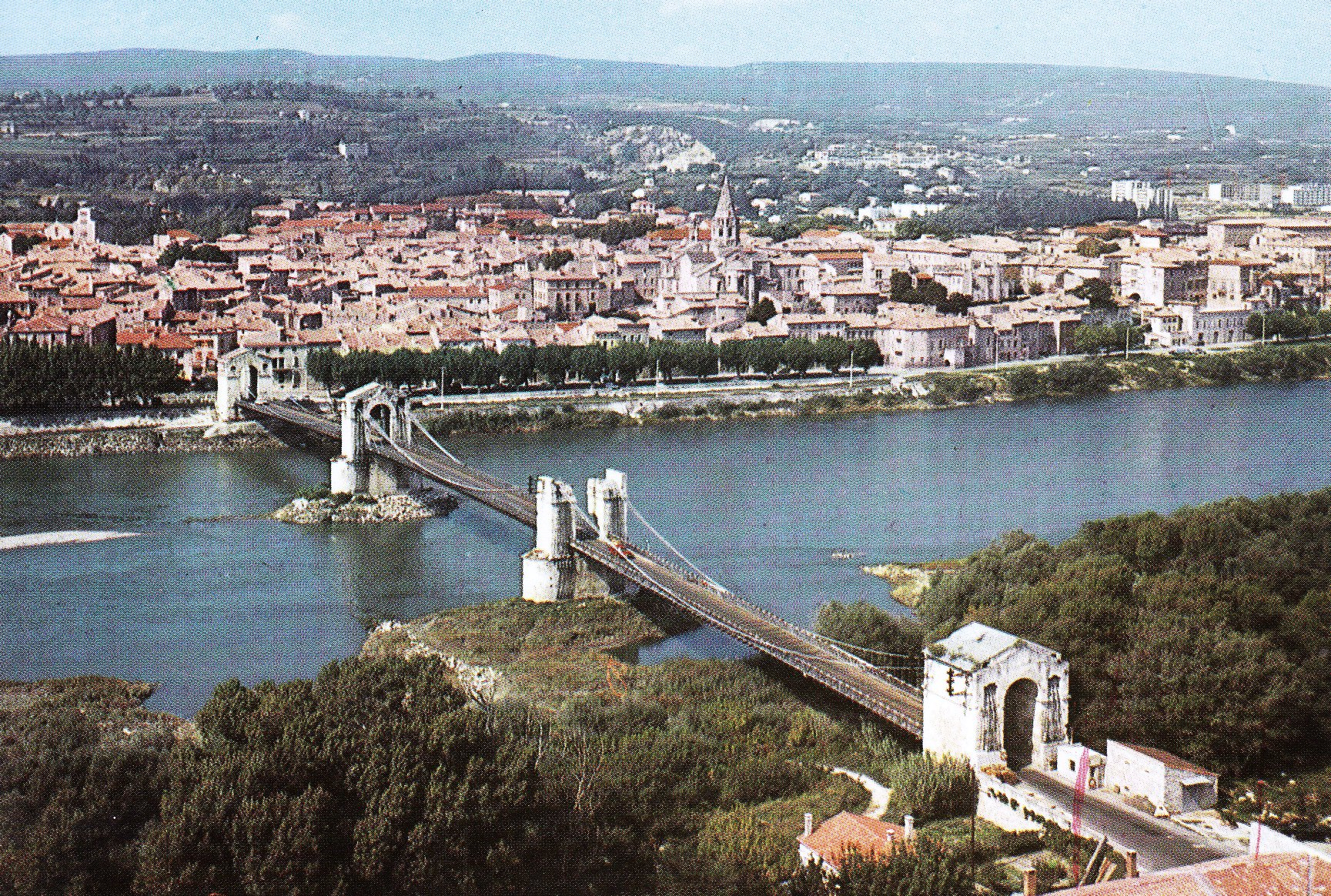
Puente colgante en Bourg-Saint-Andéol (1830).
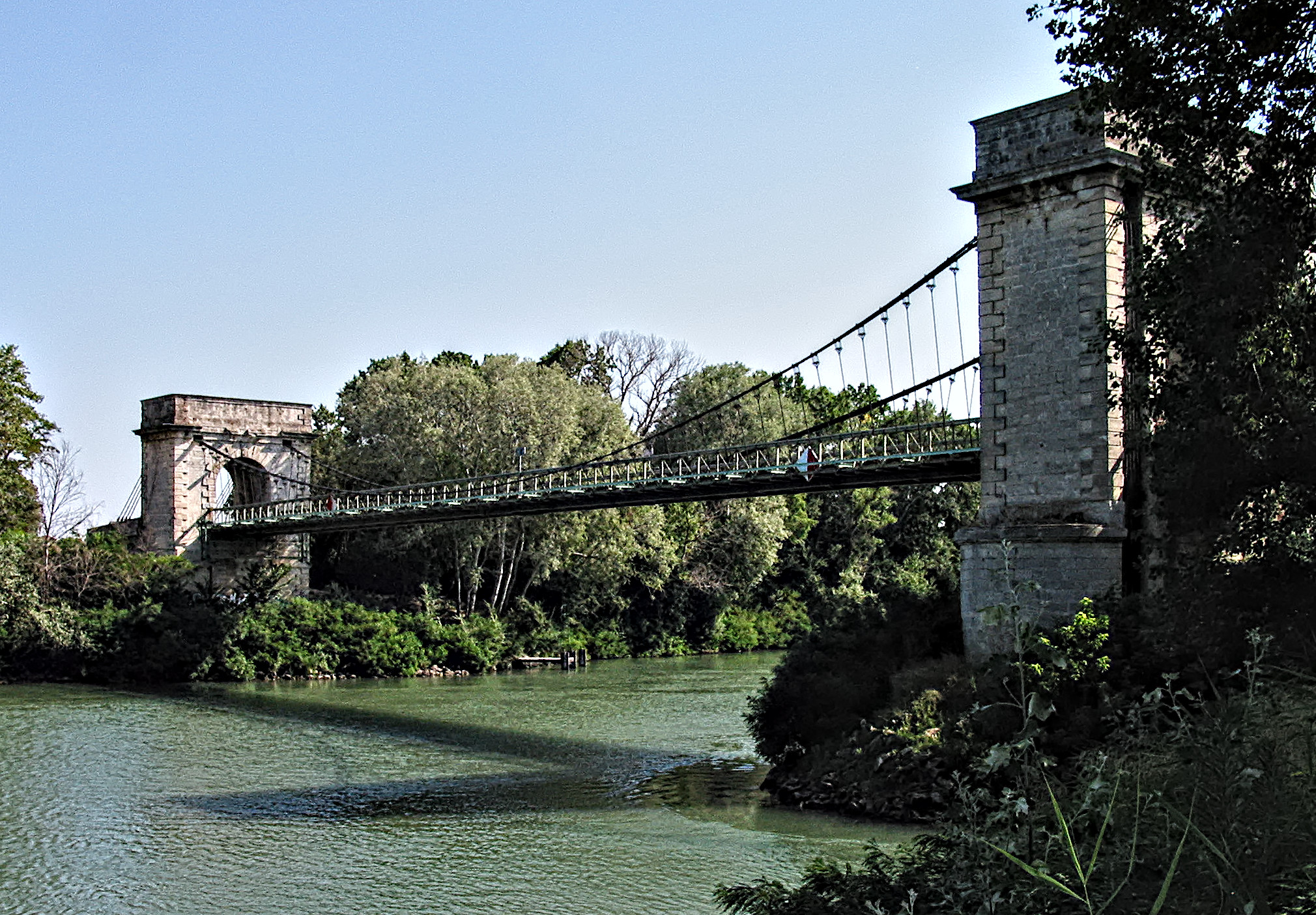
Puente de Fourques (1830), en el pequeño Ródano.
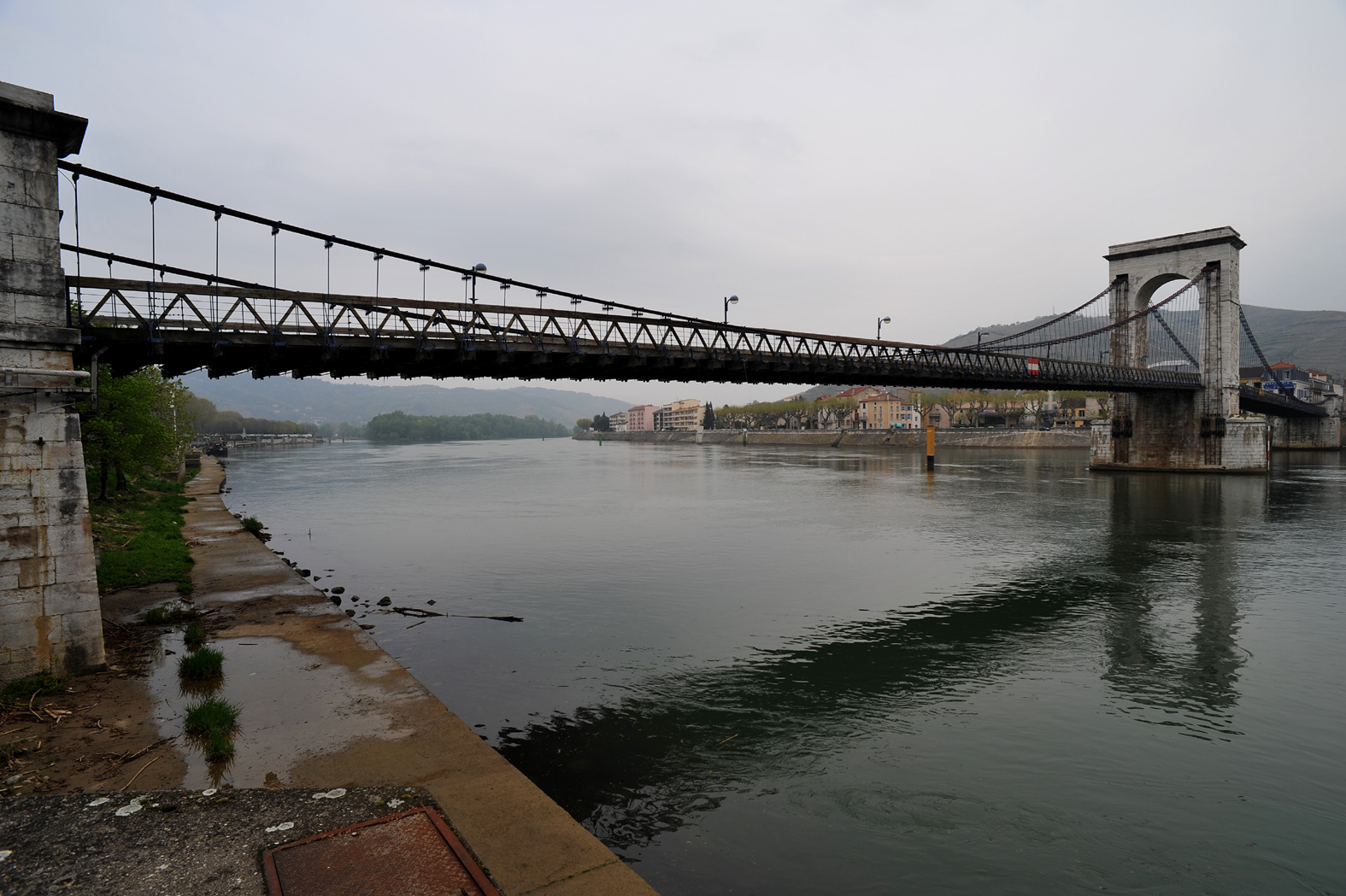
La «Pasarela Seguin» que une Tournon-sur-Rhône y Tain-l'Hermitage (1849).
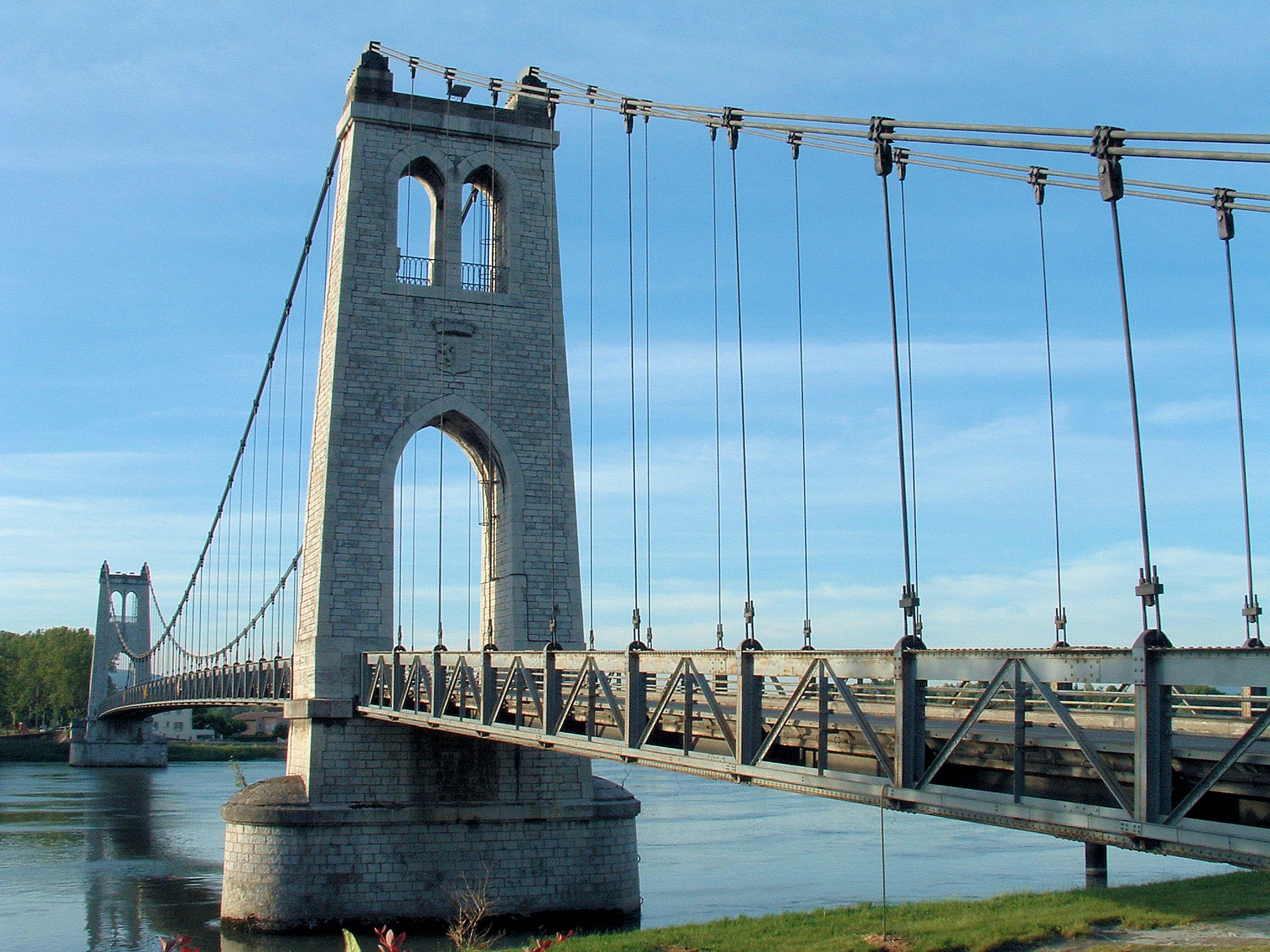
Puente en La Voulte-sur-Rhône (1889).
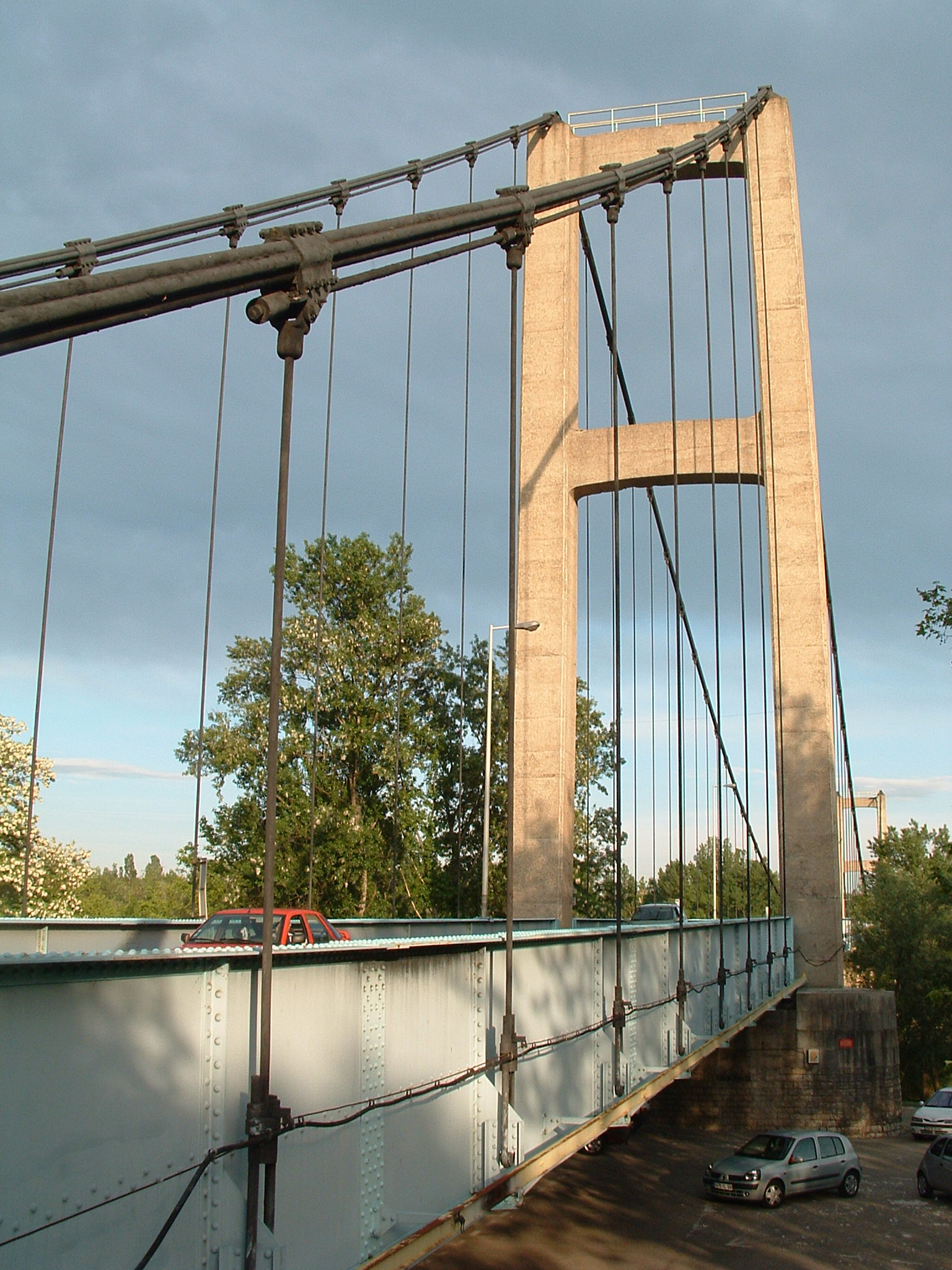
Puente colgante de Vernaison (1959).

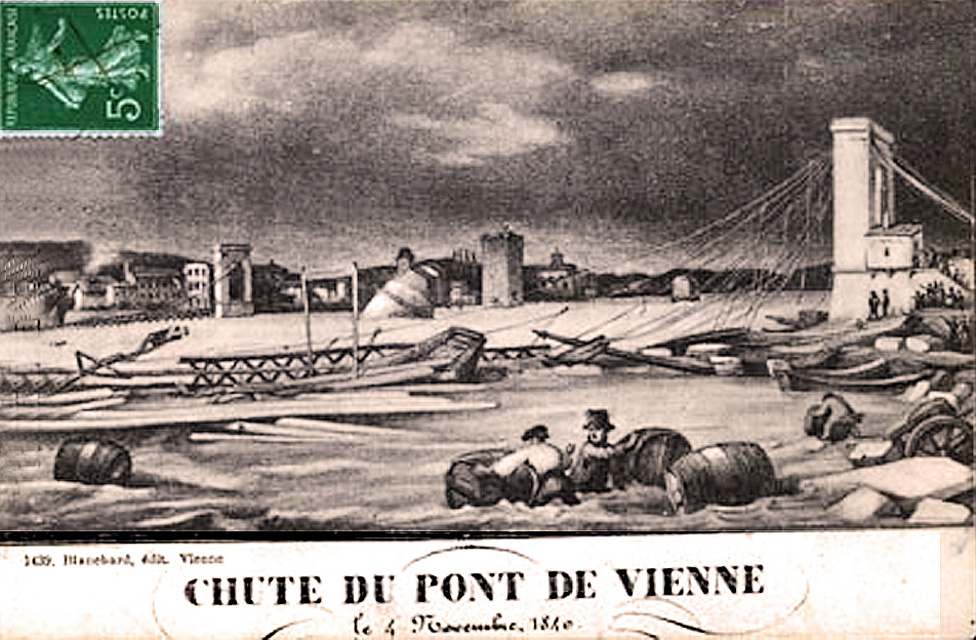
Puente colgante de Vienne arrastrado por la crecida del 4 de noviembre de 1840.

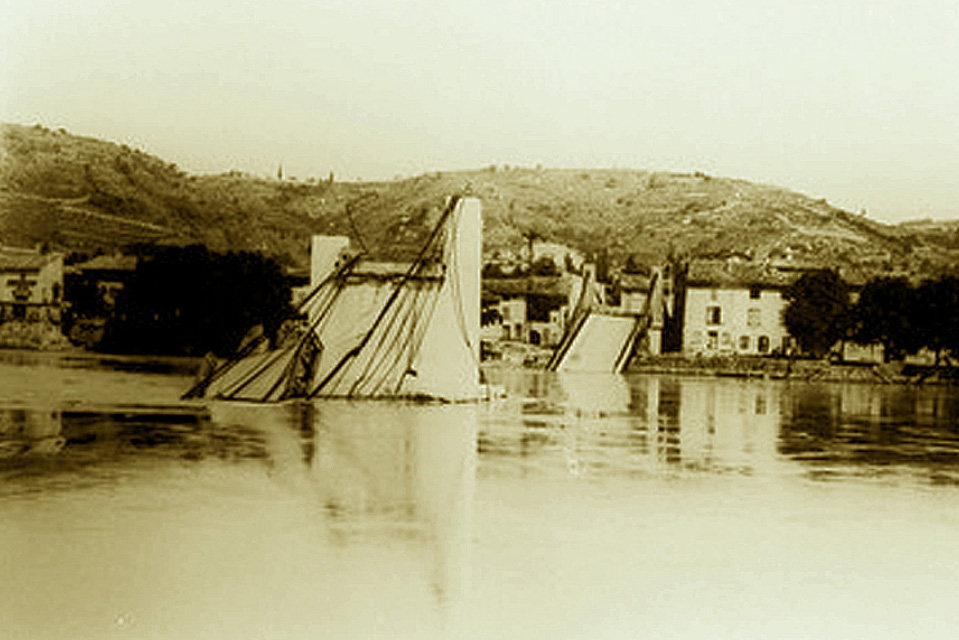
Puente que une Condrieu con Les Roches de Condrieu.

En un siglo y medio, fueron diecinueve obras de este tipo que enlazaron ambas márgenes del río, algunas de las cuales todavía están en servicio. Fueron el primer puente de Tournon (1825), el puente de Andance (1827), el puente de Beaucaire (1829), la pasarela de Vienne 1829, el puente de Fourques (1830), el puente de Bourg-Saint-Andéol (1830), el puente de Valence aux Granges (1830), el puente de Chasse en Givors (1837), el puente colgante de Seyssel, el puente del Teil (1839), el puente colgante de Aviñón (1845), la pasarela del Collège en Lyon (1845) el primer puente colgante Saint-Clair en Lyon (1846), el puente de Robinet en Donzère, la pasarela M. Seguin en Tournon (1849), el puente de Rochemaure (1858), el puente colgante de La Voulte-sur-Rhône (1889), el nuevo puente colgante de Sablons (1951) y el puente colgante de Vernaison inaugurado el 17 de octubre de 1959.
Además de los puentes arrastrados por las inundaciones decenales del Ródano, como la de Vienne 4 de octubre de 1840 o la conexión de Condrieu con Roches-de-Condrieu en los años 1930, y que fue devuelto al servicio el 11 de julio de 1937, fue la Segunda Guerra Mundial la que fue fatal con 50 obras destruidas. El de Condrieu fue dinamitado el jueves 20 de junio de 1940, por las órdenes del general Hartung, gobernador militar de Lyon, y René Olry por un equipo de 4.º de ingeniería. Esta orden, motivada por alguna razón militar, pese a las protestas hechas por Pierre Marchand, alcalde de Roches-de-Condrieu, que había invocado la petición de armisticio, firmada cuatro días más tarde.

## Flora

### Curso del Ródano

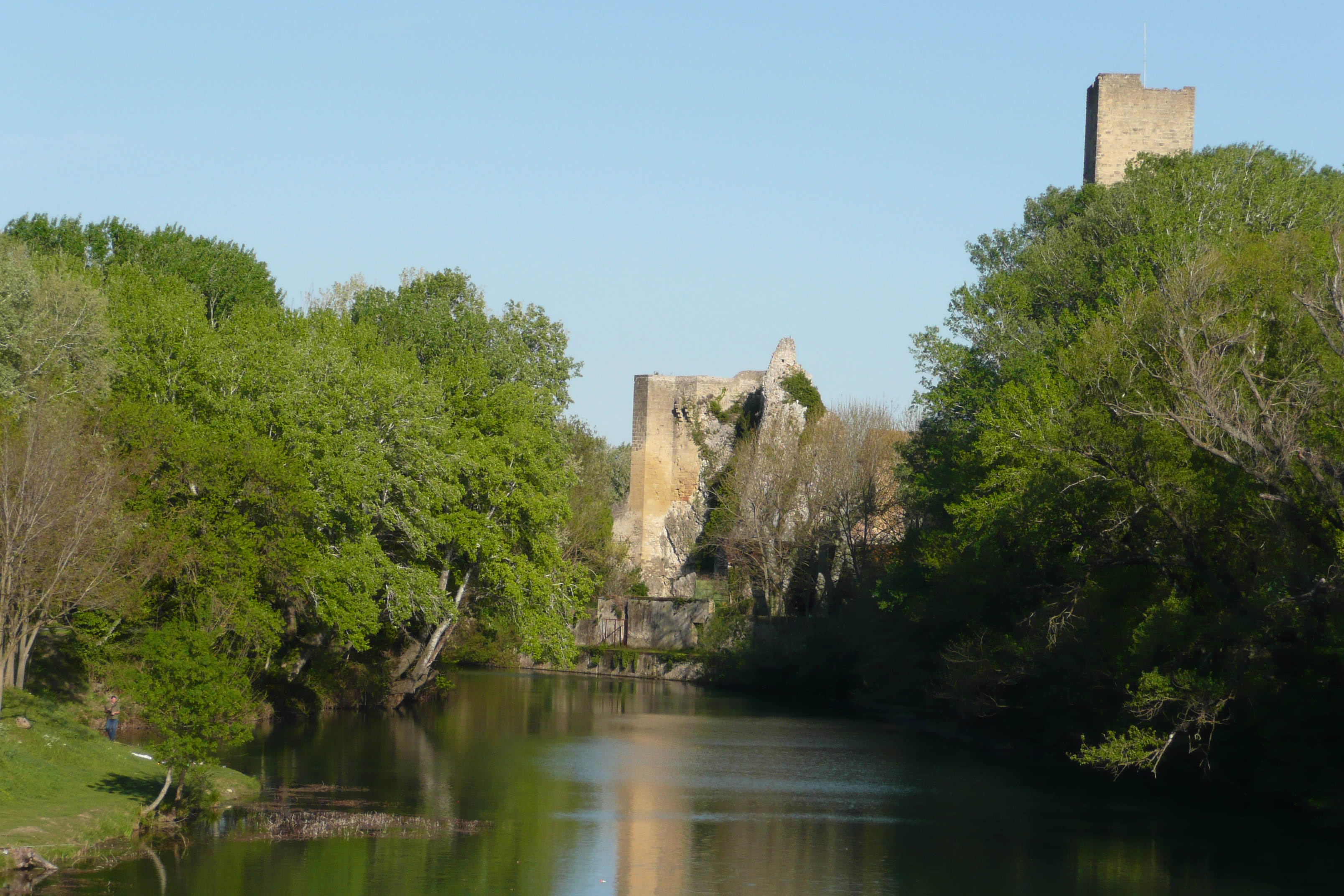
La ripisilva en el vieux Rhône en Roquemaure.

La vegetación de las aguas corrientes y en las ribera del Ródano ginebrés han sido objeto de encuestas regulares en 1989, 2003 y 2010. Los resultados mostraron que el cauce del río y sus riberas son el hogar de 67 especies, de las cuales el 72 % son hidrófitas (herbarios) y el 28 % helófitos (carrizales). Sólo 22 de las 67 especies crecen en cantidades significativas, y 18 especies están amenazadas. Los cañaverales se han incrementado en un 28 % en 7 años y los herbarios el 44 % durante el mismo período. Para toda la vegetación acuática del Ródano, el aumento fue del 88 %.
Si en Suiza el estudio se realizó sobre 27 km lineales de río y en una superficie de 23,6 ha, en Francia concernió a un área más grande, ya que se llevó a cabo en el conjunto de la cuenca Ródano-Mediterráneo, que incluía el amplio delta en el Saona, los afluentes del valle del Ródano y los ríos costeros mediterráneos. Para el Ródano, sigue siendo cierto que la evolución de su flora ha estado influenciada por el hombre, directa e indirectamente. En el espacio de un siglo, el curso del río ha pasado de un «estilo geomorfológico trenzado a una sucesión de tramos acondicionados» (Referencia vacía (ayuda).). En la actualidad, los biólogos, entre Lyon y la Camarga, identificaron 2445 especies de plantas, 395 hidrofitas (16,16 %) y 2050 plantas helófitos (83,84 %). Si en una perspectiva eco-política el énfasis dado a la naturaleza está aumentando gradualmente, el futuro del medio ambiente natural del Ródano sigue siendo incierto. Sin embargo, las iniciativas del Estado y de asociaciones permiten esperar la protección y la restauración efectiva de estas áreas. Optimismo que debe moderarse en una zona extremadamente sensible, donde la inversión de la flora permanece a veces inexplicada o inexplicable y donde los conflictos de competencias siguen siendo comunes.

## Fauna

### Pájaros y pequeños mamíferos

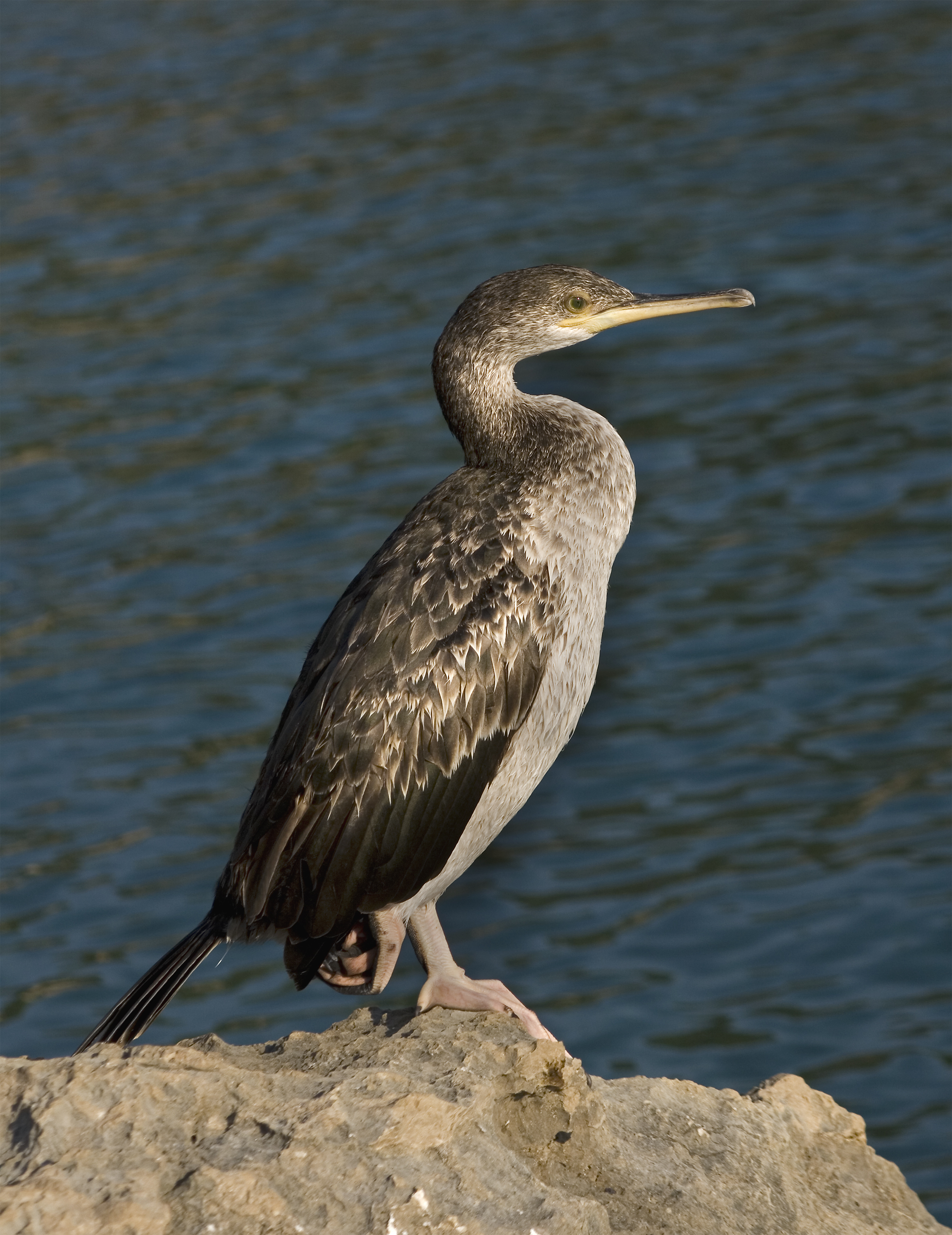
El cormorán europeo o phalacrocorax aristotelis.

El hombre ha sido el principal artífice de los cambios cualitativos y cuantitativos a lo largo de las orillas del Ródano desde el siglo XIX. A partir de la década de 1950, su acondicionamiento la navegación y la generación de energía hidroeléctrica ha renovado la ripisilva (bosque de ribera) en numerosos nichos ecológicos. Actualmente, el río se compone de canales de ramificación y del vieux Rhône con un caudal reducido (del 1 al 10 % del caudal medio). El resultado es una modificación de la fauna (pequeños mamíferos y aves). Entre las áreas favorables para su reproducción o su nidificación se cuentan, además de las confluencias de los principales afluentes, las islas, islotes y bancos de arena y grava que ocasionalmente salpican el lecho del Ródano. Particularmente destacables son la isla de la Table Ronde, la isla del Beurre (7 km²), la isla de la Platière (6,02 km²), la confluencia del Ródano/ Drome y la isla de la Barthelasse que ofrecen variados ambientes acuáticos.
La isla de la Table Ronde [Mesa Redonda], al sur de Lyon, donde la ripisilva está compuesta por sauces, álamos, fresnos y olmos acoge la martinete común, el alcotán, el castor, que se reintrodujo de nuevo allí, y alberga dos orquídeas, la epipactis del Ródano y la epipactis del castor. Al sur de Vienne, a la altura de Condrieu, la isla del Beurre [mantequilla] ha sido repoblada por el castor y la nutria, y es el hogar del martinete común y de una orquídea, la epipactis del castor.

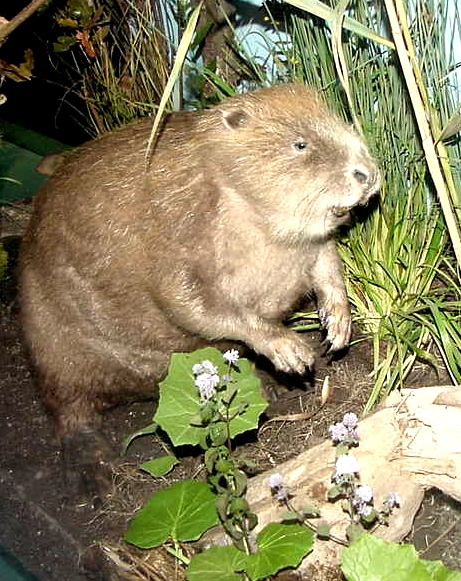
Castor europeo, llamado castor fiber.

Al sur de Roussillon, hacia Sablons, en la reserva natural en la isla de la Platière varios miles de aves acuáticas migratorias hacen etapa: patos, cercetas, somormujos y cormoranes. Cabe señalar que la ripisilva del Ródano actúa como un corredor que facilita la migración de muchas especies de aves. Estas penetran de Norte / Sur y es seguido dos veces al año por un considerable número de paseriformes como el mosquitero común, el mosquitero papialbo, el papamoscas cerrojillo o pinzón vulgar. En la confluencia del Drôme, se observa la presencia de la nutria, mientras que varios cientos de grandes cormoranes invernan en este lugar.
La isla de la Barthelasse, la más grande del Ródano, es el hogar de aves que anidan: halcones, milanos negros, aguiluchos cenizos y gallinetas comunes o pollas de agua. El bosque de ribera es el lugar privilegiado de currucas, zorzales y garzas. En los lônes cohabitan diferentes especies como la garza real, la garza imperial, el ánade real, el pato de salto, el cormorán y el águila pescadora. Ahí se encuentran conejos de Florida, introducidas por los cazadores, y coipos o nutrias roedoras, escapados de una granja. Durante el invierno, los brazos muertos con aguas estancadas son el hogar de patos, somormujos, cormoranes, gaviotas y larus. Los mamíferos también son numerosos: erizos, topos, musarañas, turones, zorros, tejones, garduñas, comadrejas, ardillas, lirones, campañoles y castores.
El castor, que casi había desaparecido a finales del siglo XIX, vio su caza prohibida en 1906. Su último núcleo estaba en el valle inferior del Ródano, entre Arlés y Pont-Saint-Esprit. La especie protegida recoloniza poco a poco el río y sus afluentes. Las dos únicas limitaciones a su expansión son la ausencia de su comida favorita, las hojas y la corteza de sauces y álamos, y una pendiente superior al 1 % en el río. Desde Pont-Saint-Esprit, el castor está ahora en grandes colonias en la confluencia del Ródano con el Galaure y comienza a subir hacia el Varèze.

### Cultura
La tenca, lucio europeo, alburno, carpa, anguila europea, lucioperca, los bagre, barbo y los siluros son las especies más representadas en el Ródano.
En 2007, una serie de órdenes prefecturales prohibieron todo el consumo de estos peces en los departamentos de Ródano, Ain, Drôme, Ardèche, Vaucluse, Gard y Bocas de Ródano. Desde Lyon hasta el Mediterráneo, el Ródano estaba contaminado hasta el punto de que la organización para la protección del medio ambiente WWF lo describió en uno de sus informes como un «Chernobil a la francesa». Los peces de río eran todos portadores de productos tóxicos. El análisis reveló que se trataba de los PCB (bifenilos policlorados o piralenos), producto cancerígeno prohibido en Francia desde 1987, clasificados entre los contaminantes más peligrosos por la ONU.
Las muestras de seis especies de peces han demostrado tasas de hasta 59 picogramos/ gramo (pg/g), mientras que la Organización Mundial de la Salud (OMS) ha establecido en 8 pg/g de concentración permisible en el pescado destinado al consumo humano. El pescado más contaminado mostró una cantidad 40 veces superior que la dosis diaria aceptable. ¿Una nueva contaminación? «En realidad no, pero con las nuevas normas sanitarias europeas, los niveles que antes no se consideraban preocupantes ahora si lo son».Referencia vacía (ayuda).
Estos análisis fueron seguidos de un estudio realizado en Lyon en un panel de cincuenta y dos consumidores de pescado pescados en el Ródano, que había demostrado, que al comerlos al menos una vez a la semana, todos presentaban niveles de PCBs en la sangre cinco veces más altos que las tasas observadas en un grupo de control.
Una nueva experiencia de la AFSSA (Agencia Francesa de Seguridad Alimentaria, o Agence française de sécurité sanitaire des aliments), durante el otoño de 2008, confirmó los resultados. La Dirección Regional de Medio Ambiente (DIREN, irection régionale de l'environnement) fue encargada de estudiar el fenómeno y buscar las formas de detener esta contaminación.
Los PCB son sustancias muy estables, y la prohibición de consumo podría durar años. Para determinar el tiempo, fue llamado el Cemagref. Debido a que algunas especies de peces se contaminaron a partir de los sedimentos y de los invertebrados que viven en ellos, una de sus misiones era predecir los niveles de contaminación de los peces con PCB de acuerdo a las tasas observadas en estos. En el marco del "plan de la anguila", los técnicos del Cemagef también analizaron la tasa de reproducción. La toxicidad de los PCB frente a la fertilidad de los peces, y los efectos sobre el desarrollo de las larvas fueron bien demostrados por estudios in vitro. Sin embargo, parecía arriesgado hacer una adecuación sobre los efectos in situ cuando se cumplieron o excedieron los niveles de concentración usados de referencia en el laboratorio.
Especialmente los pescadores echaban las campanas al vuelo. Constataban que tras la prohibición del consumo, el Ródano se estaba convirtiendo en un río de una «riqueza de pescado extraordinaria» (Referencia vacía (ayuda).). En los últimos años, los carnívoros habían reaparecido en buen número. Las capturas de lucio, lucioperca y perca eran frecuentes. Al sur de Lyon, el río se divide en bahías a partir de Vienne hasta Portes-lès-Valence pasando por Condrieu. Son estos acondicionamientos los que han permitido la conservación de especies y sus depredadores naturales.
Otro problema es la desaparición del esturión y la alosa que se han vuelto muy poco frecuentes y que pueden estar desaparecidos y con ello, el estofado de alosa, plato legendario de los aviñonenses. Hasta mediados del siglo XX este pez colonizaba el Ródano remontando hasta el canal Savière al lago Bourget. Desde 1947, la construcción de Donzère-Mondragon hizo retroceder rápidamente la población de alosas. Su pesca se redujo de las 53 toneladas entre Arlés y Pont-Saint-Esprit en 1927, a solamente 10 toneladas en 1950. Diez años más tarde, se mantuvieron algunos desoves entre Beaucaire y Aviñón. A partir de 1971, la construcción de nuevas represas en el Ródano limitó todavía más las alosas, de modo que verlas en la zona se hace ahora muy raro de manera inquietante.
Puesto que la influencia de la construcción de represas en el río en las poblaciones de peces está demostrado, el Cemagref fue encargado de estudiar su comportamiento en el Ródano frente a sus variaciones térmicas e hidrológicas. Este estudio se realizó durante el verano 2009 en las descargas de agua caliente de la central nuclear de Bugey y las variaciones estivales del caudal del río en el comportamiento de los peces. El estudio se realizó con una cofinanciación de EDF. Su objetivo es «seguir la pista noventa y cinco de ocho especies diferentes de peces con transmisores acústicos». Referencia vacía (ayuda)..
El último esturión que fue capturado en el Ródano, frente a Villeneuve-lès-Avignon, fue en 1933, por un patrón pescador llamado Laugier. La ecología de un río se prevé a plazo, y se está pensando en reaclimatarlo en un río en el que proliferaron en la Edad Media. El laboratorio de Paleogénetica y evolución molecular de Lyon (ENS-Lyon/CNRS/Lyon-I, INRA) ha podido identificado que era el Acipenser sturio que era pescado en el Ródano a través de los ADN de especímenes conservados en los museos de Nîmes y de Arlés. La última población europea de Acipenser sturio se encontraba en la cuenca del Gironda, y allí se recogieron jóvenes esturiones para ser criados en cautividad. Desde 2007, fueron liberados 130 000 alevines.

### Subdivisiones territoriales atravesadas desde la fuente a la boca

#### En Suiza
- Cantón del Valais: Obergoms, Münster-Geschinen, Reckingen-Gluringen, Grafschaft, Blitzingen, Niederwald, Ernen, Bellwald, Fiesch, Lax, Grengiols, Bister, Mörel-Filet, Termen, Riederalp, Bitsch, Naters, Brig-Glis, Visp, Lalden, Baltschieder, Ausserberg, Raron, Niedergesteln, Steg-Hohtenn, Gampel-Bratsch, Turtmann-Unterems, Leuk, Varen, Salgesch, Sierre, Chippis, Saint-Léonard, Sion, Nendaz, Vétroz, Ardon, Chamoson, Riddes, Leytron, Saillon, Saxon, Fully, Charrat, Martigny, Dorénaz, Vernayaz, Evionnaz, Collonges, Saint-Maurice, Massongex, Monthey, Collombey-Muraz, Vouvry, Port-Valais después por la ribera izquierda del lago Léman Saint-Gingolph

- Cantón de Vaud: Lavey-Morcles, Bex, Ollon, Aigle, Yvorne, Chessel, Noville, después por la ribera derecha del lago Léman: Villeneuve, Veytaux, Montreux, La Tour-de-Peilz, Vevey, Corseaux, Chardonne, Saint-Saphorin (Lavaux), Rivaz, Puidoux, Bourg-en-Lavaux, Lutry, Paudex, Pully, Lausanne, Saint-Sulpice, Préverenges, Morges, Tolochenaz, Saint-Prex, Buchillon, Allaman, Perroy, Rolle, Bursinel, Dully, Gland, Prangins, Nyon, Crans-près-Céligny, Founex, Coppet, Tannay, Mies

- Cantón de Ginebra: por la ribera derecha del lago Léman: Céligny, Versoix, Genthod, Bellevue, Pregny-Chambésy, Genève, por la ribera izquierda del lago Léman: Hermance, Anières, Corsier, Collonge-Bellerive, Cologny después a lo largo del Ródano Vernier, Lancy, Onex, Bernex, Satigny, Aire-la-Ville, Russin, Dardagny, Avully, Chancy.

#### En Francia

##### Región Auvernia-Ródano-Alpes
- Departamento de la Alta Saboya: Vulbens, Seyssel
- Departamento de la Saboya: Motz, Serrières-en-Chautagne, Ruffieux, Vions, Chanaz, Lucey, Yenne, La Balme, Saint-Genix-sur-Guiers.
- Departamento de Ain: Bellegarde-sur-Valserine, Seyssel, Belley, Sault-Brénaz, Lagnieu, Loyettes
- Metrópoli de Lyon: Vaulx-en-Velin, Villeurbanne, Lyon, Givors
- Departamento del Ródano: Condrieu
- Departamento del Isère: Les Avenières, Villette-d'Anthon, Chasse-sur-Rhône, Vienne, Le Péage-de-Roussillon
- Departamento de la Loira: Saint-Michel-sur-Rhône, Chavanay, Saint-Pierre-de-Bœuf
- Departamento del Drôme: Saint-Rambert-d'Albon, Saint-Vallier, Tain-l'Hermitage, Valence, Montélimar, Donzère, Pierrelatte
- Departamento del Ardèche: Serrières, La Voulte-sur-Rhône, Le Pouzin, Le Teil, Tournon-sur-Rhône, Viviers, Bourg-Saint-Andéol

##### Región Occitania
- Departamento del Gard: Pont-Saint-Esprit, Villeneuve-lès-Avignon, Aramon, Beaucaire, Fourques

##### Región Provence-Alpes-Côte d'Azur
- Departamento de Vaucluse: Bollène, Orange, Sorgues, Aviñón
- Departamento de las Bouches du Rhône : Arlés, Tarascón, Port-Saint-Louis-du-Rhône

## Afluentes

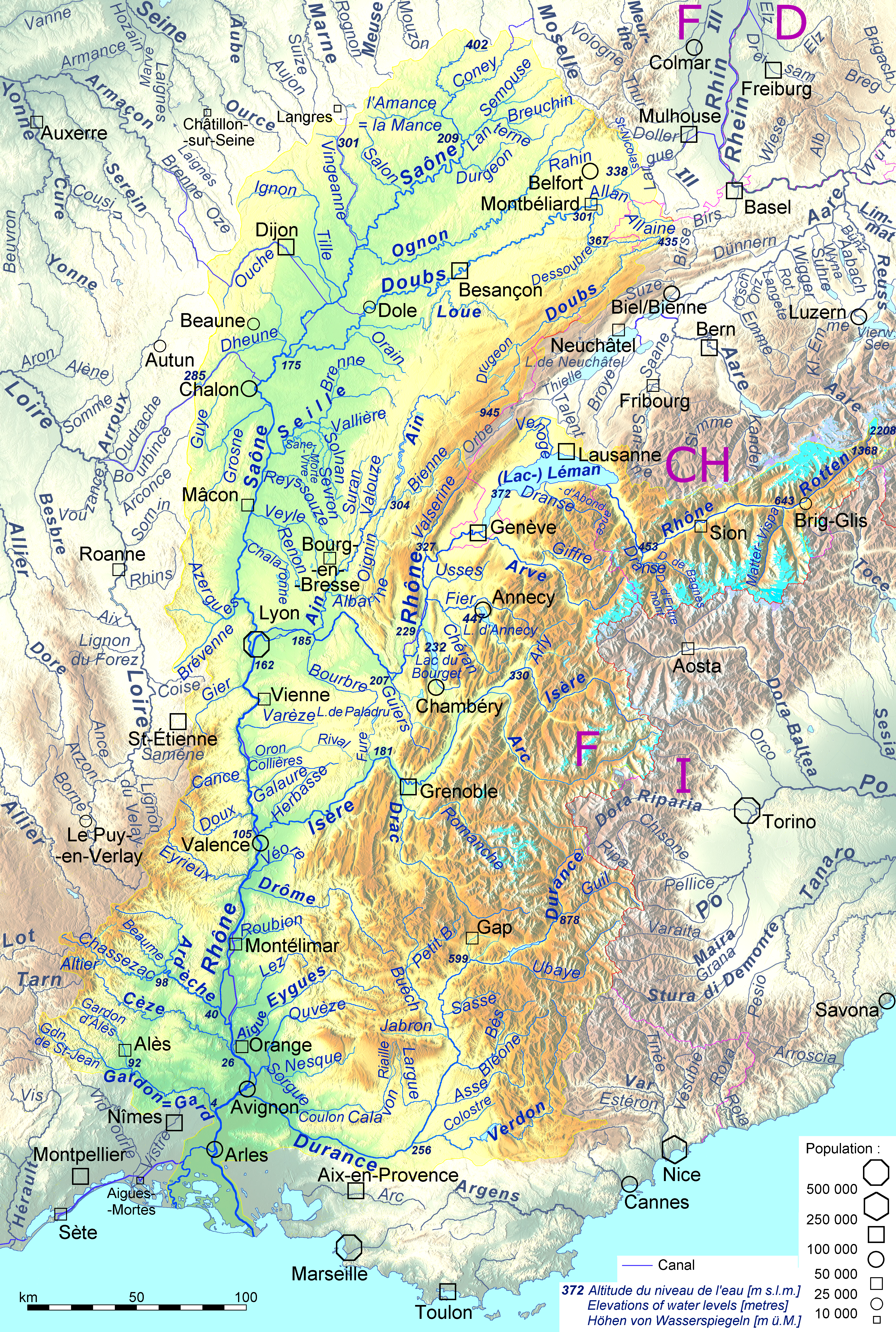
La cuenca hidrográfica con todos los afluentes de más de 36 km.

Los principales afluentes del Ródano se recogen en la tabla que sigue. Los afluentes se ordenan geográficamente, siguiendo el río desde su nacimiento hasta la desembocadura, y la dirección en la que desembocan los afluentes, izquierda-derecha, se consideran también aguas abajo.
| Ramal | Ramal | Nombre afluente  | Nombre afluente   | Nombre afluente   | Nombre afluente   | Nombre afluente   | Desembocadura | Longitud (km) | Cuenca (km²) | Caudal (m³/s) | País por el que fluye |
| I     | -     | Río Arve         | Río Arve          | Río Arve          | Río Arve          | Río Arve          | Ródano        | 102           | 2060         | 75            | Francia y Suiza       |
| I     | -     | Río Fier         | Río Fier          | Río Fier          | Río Fier          | Río Fier          | Ródano        | 71,9          | 1380         | 41,2          | Francia               |
| -     | -     | -                | Río Chéran        | Río Chéran        | Río Chéran        | Río Chéran        | Río Fier      | 53,7          | 350          | 7,8           | Francia               |
| I     | -     | Río Guiers       | Río Guiers        | Río Guiers        | Río Guiers        | Río Guiers        | Ródano        | 50            | 575          | 16            | Francia               |
| I     | -     | Río Bourbre      | Río Bourbre       | Río Bourbre       | Río Bourbre       | Río Bourbre       | Ródano        | 72,2          | 703          | 7,85          | Francia               |
| -     | D     | Río Ain          | Río Ain           | Río Ain           | Río Ain           | Río Ain           | Ródano        | 190           | 3630         | 123           | Francia               |
| -     | -     | -                | Río Bienne        | Río Bienne        | Río Bienne        | Río Bienne        | Río Ain       | 69            | 700          | 30            | Francia               |
| -     | -     | -                | Río Suran         | Río Suran         | Río Suran         | Río Suran         | Río Ain       | 77            | 349,5        | 6,71          | Francia               |
| -     | -     | -                | Río Albarine      | Río Albarine      | Río Albarine      | Río Albarine      | Río Ain       | 59,4          | 312          | 6,91          | Francia               |
| -     | D     | Río Saona        | Río Saona         | Río Saona         | Río Saona         | Río Saona         | Ródano        | 480           | 29 950       | 473           | Francia               |
| -     | -     | -                | Río Côney         | Río Côney         | Río Côney         | Río Côney         | Río Saona     | 55            | 317          | 5,29          | Francia               |
| -     | -     | -                | Río Lanterne      | Río Lanterne      | Río Lanterne      | Río Lanterne      | Río Saona     | 69            | 1020         | 22,1          | Francia               |
| -     | -     | -                | Río Salon         | Río Salon         | Río Salon         | Río Salon         | Río Saona     | 71,6          | 410          | 4,64          | Francia               |
| -     | -     | -                | Río Vingeanne     | Río Vingeanne     | Río Vingeanne     | Río Vingeanne     | Río Saona     | 93            | 650          | 6,03          | Francia               |
| -     | -     | -                | Río Ognon         | Río Ognon         | Río Ognon         | Río Ognon         | Río Saona     | 215           | 2075         | 35            | Francia               |
| -     | -     |                  | -                 | Río Rahin         | Río Rahin         | Río Rahin         | Río Ognon     | 50,5          |              | 2,3           | Francia               |
| -     | -     | -                | Río Tille         | Río Tille         | Río Tille         | Río Tille         | Río Saona     | 83            | 1100         | 11,1          | Francia               |
| -     | -     | -                | Río Ouche         | Río Ouche         | Río Ouche         | Río Ouche         | Río Saona     | 95,4          | 860          | 8,49          | Francia               |
| -     | -     | -                | Río Doubs         | Río Doubs         | Río Doubs         | Río Doubs         | Río Saona     | 453           | 7710         | 176           | Francia y Suiza       |
| -     | -     |                  | -                 | Río Allaine       | Río Allaine       | Río Allaine       | Río Doubs     | 65            | 1120         | 22,8          | Francia y Suiza       |
| -     | -     |                  | -                 | Río Loue          | Río Loue          | Río Loue          | Río Doubs     | 126           | 1760         | 51,6          | Francia               |
| -     | -     | -                | Río Dheune        | Río Dheune        | Río Dheune        | Río Dheune        | Río Saona     | 66,7          | 1039         | 10            | Francia               |
| -     | -     | -                | Río Grosne        | Río Grosne        | Río Grosne        | Río Grosne        | Río Saona     | 95,6          | 1000         | 6,79          | Francia               |
| -     | -     | -                | Río Seille        | Río Seille        | Río Seille        | Río Seille        | Río Saona     | 110           | 2620         | 30,8          | Francia               |
| -     | -     |                  | -                 | Río Brenne        | Río Brenne        | Río Brenne        | Río Seille    | 54            |              |               | Francia               |
| -     | -     |                  | -                 | Río Solnan        | Río Solnan        | Río Solnan        | Río Seille    | 61,6          | 680          | 13            | Francia               |
| -     | -     |                  |                   | -                 | Río Sevron        | Río Sevron        | Río Solnan    | 54,6          | 195          | 3,16          | Francia               |
| -     | -     |                  |                   | -                 | Río Vallière      | Río Vallière      | Río Solnan    | 50,8          | 250          | 5             | Francia               |
| -     | -     |                  | -                 | Río Sâne Vive     | Río Sâne Vive     | Río Sâne Vive     | Río Seille    | 46,8          |              |               | Francia               |
| -     | -     |                  |                   | -                 | Río Sâne Morte    | Río Sâne Morte    | Río Sâne Vive | 54,6          |              |               | Francia               |
| -     | -     | -                | Río Chalaronne    | Río Chalaronne    | Río Chalaronne    | Río Chalaronne    | Río Saona     | 52            | 175          | 1,01          | Francia               |
| -     | -     | -                | Río Reyssouze     | Río Reyssouze     | Río Reyssouze     | Río Reyssouze     | Río Saona     | 75            | 470          | 1,41          | Francia               |
| -     | -     | -                | Río Veyle         | Río Veyle         | Río Veyle         | Río Veyle         | Río Saona     | 66,9          | 670          | 6,81          | Francia               |
| -     | -     | -                | Río Azergues      | Río Azergues      | Río Azergues      | Río Azergues      | Río Saona     | 61            | 820          | 7,5           | Francia               |
| I     | -     | Río Galaure      | Río Galaure       | Río Galaure       | Río Galaure       | Río Galaure       | Ródano        | 56,2          | 232          | 2,18          | Francia               |
| I     | -     | Río Doux         | Río Doux          | Río Doux          | Río Doux          | Río Doux          | Ródano        | 70,2          | 637          | 7,5           | Francia               |
| I     | -     | Río Isère        | Río Isère         | Río Isère         | Río Isère         | Río Isère         | Ródano        | 290           | 11 800       | 360           | Francia               |
| -     | -     | -                | Río Arc           | Río Arc           | Río Arc           | Río Arc           | Río Isère     | 127,5         | 2000         | 48,8          | Francia               |
| -     | -     | -                | Río Drac          | Río Drac          | Río Drac          | Río Drac          | Río Isère     | 130,3         | 3550         | 99            | Francia               |
| -     | -     |                  | -                 | Río Romanche      | Río Romanche      | Río Romanche      | Río Drac      | 78            | 1240         | 38,4          | Francia               |
| -     | D     | Río Eyrieux      | Río Eyrieux       | Río Eyrieux       | Río Eyrieux       | Río Eyrieux       | Ródano        | 89            | 865          | 15,5          | Francia               |
| I     | -     | Río Drôme        | Río Drôme         | Río Drôme         | Río Drôme         | Río Drôme         | Ródano        | 110           | 1640         | 20            | Francia               |
| I     | -     | Río Roubion      | Río Roubion       | Río Roubion       | Río Roubion       | Río Roubion       | Ródano        | 66,6          |              |               | Francia               |
| I     | -     | Río Ardèche      | Río Ardèche       | Río Ardèche       | Río Ardèche       | Río Ardèche       | Ródano        | 120           | 2429         | 65            | Francia               |
| -     | -     | -                | Río Chassezac     | Río Chassezac     | Río Chassezac     | Río Chassezac     | Río Ardèche   | 84,6          | 560          | 15,3          | Francia               |
| I     | -     | Río Eygues       | Río Eygues        | Río Eygues        | Río Eygues        | Río Eygues        | Ródano        | 114           | 473          | 6,22          | Francia               |
| -     | D     | Río Cèze         | Río Cèze          | Río Cèze          | Río Cèze          | Río Cèze          | Ródano        | 128           | 1359         | 22            | Francia               |
| I     | -     | Río Lez (Ródano) | Río Lez (Ródano)  | Río Lez (Ródano)  | Río Lez (Ródano)  | Río Lez (Ródano)  | Ródano        | 73,6          | 445          |               | Francia               |
| -     | D     | Río Ouvèze       | Río Ouvèze        | Río Ouvèze        | Río Ouvèze        | Río Ouvèze        | Ródano        | 123           | 2200         | 25            | Francia               |
| I     | -     | Río Duranza      | Río Duranza       | Río Duranza       | Río Duranza       | Río Duranza       | Ródano        | 323,8         | 14 225       | 180           | Francia               |
| -     | -     | -                | Río Ubaye         | Río Ubaye         | Río Ubaye         | Río Ubaye         | Río Duranza   | 82,8          | 946          | 20,5          | Francia               |
| -     | -     | -                | Río Guil          | Río Guil          | Río Guil          | Río Guil          | Río Duranza   | 51,6          | 630          | 17            | Francia               |
| -     | -     | -                | Río Buëch         | Río Buëch         | Río Buëch         | Río Buëch         | Río Duranza   | 85,1          | 1490         | 23            | Francia               |
| -     | -     | -                | Río Bléone        | Río Bléone        | Río Bléone        | Río Bléone        | Río Duranza   | 67,5          | 906          |               | Francia               |
| -     | -     | -                | Río Asse          | Río Asse          | Río Asse          | Río Asse          | Río Duranza   | 75,4          | 500          | 5             | Francia               |
| -     | -     | -                | Río Largue        | Río Largue        | Río Largue        | Río Largue        | Río Duranza   | 55,4          |              |               | Francia               |
| -     | -     | -                | Río Verdon        | Río Verdon        | Río Verdon        | Río Verdon        | Río Duranza   | 175           | 2218         | 26,8          | Francia               |
| -     | -     |                  | -                 | Río Artuby        | Río Artuby        | Río Artuby        | Río Verdon    | 53,8          | 250          | 1,37          | Francia               |
| -     | -     | -                | Río Calavon       | Río Calavon       | Río Calavon       | Río Calavon       | Río Duranza   | 88,3          | 1030         | 0,89          | Francia               |
| -     | D     | Río Gardon       | Río Gardon        | Río Gardon        | Río Gardon        | Río Gardon        | Ródano        | 127,4         | 2200         | 32,7          | Francia               |
| -     | -     | -                | Río Gardon d'Alès | Río Gardon d'Alès | Río Gardon d'Alès | Río Gardon d'Alès | Río Gardon    | 60,6          |              |               | Francia               |